# Archives du Comité international de la Croix-Rouge
Les archives du Comité international de la Croix-Rouge (CICR) ont été fondées en 1863 lors de la création du CICR. Elles sont conservées au siège de l'organisation internationale à Genève, en Suisse. Elles ont la double fonction de conserver aussi bien les archives courantes que les archives historiques. Les archives générales sont accessibles au public pour les années 1863 à 1975.

Les archives - ainsi que la bibliothèque intégrée - sont largement considérées comme le plus grand dépositaire de documents sur le droit international humanitaire (DIH). L'écrivain suisse Nicolas Bouvier a décrit ces archives comme des 
« greniers du chagrin », 
parce qu’en tant que patrimoine culturel de l’humanité, elles préservent des informations sur le sort de millions de victimes des conflits armés.

## Histoire

### Fondation et premières années (1863-1914)

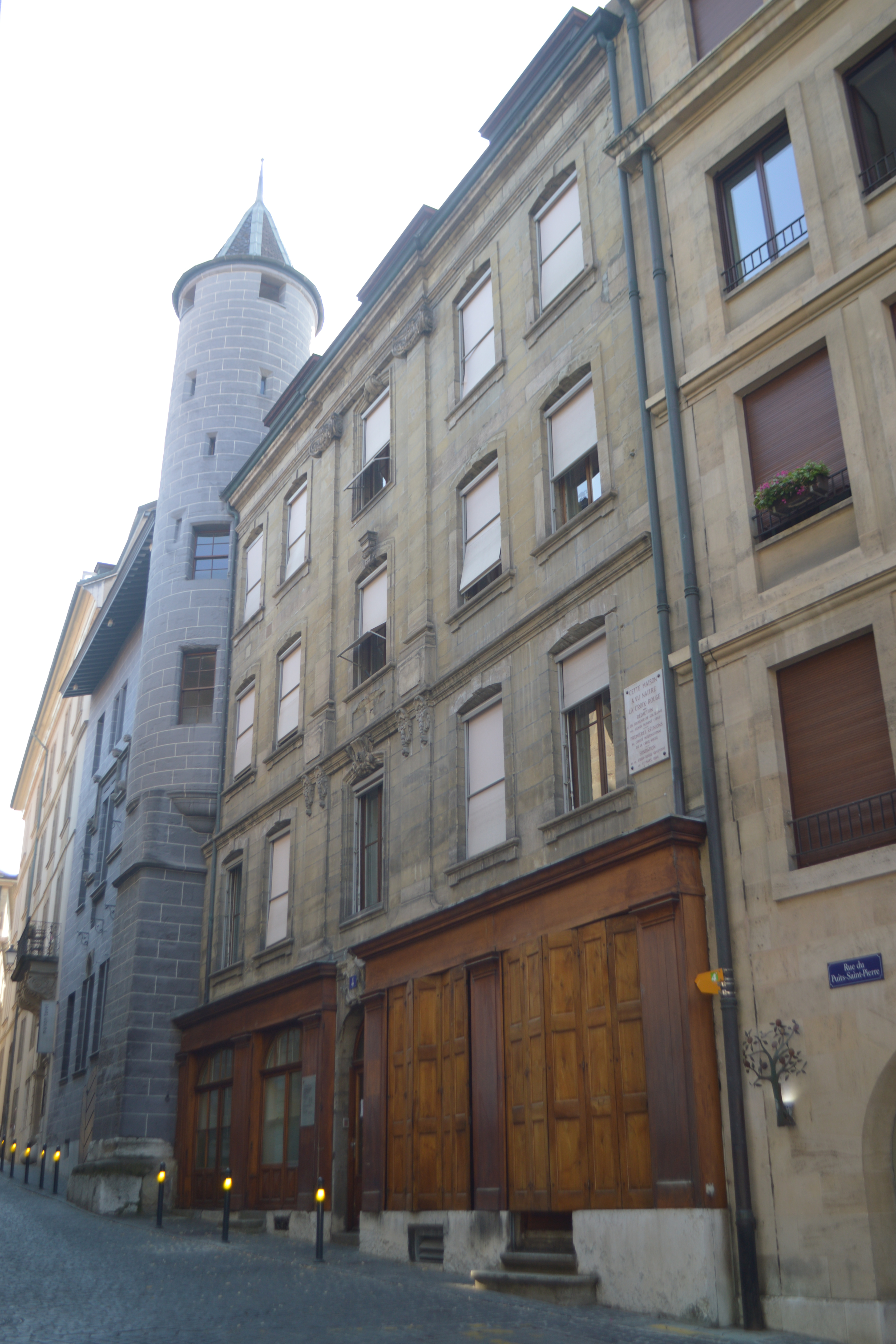
4, Rue du Puits-Saint-Pierre

Le Comité international de secours aux blessés (futur CICR) est fondé en février 1863 au « Casino antique » (3, rue de l'Évêché, en vieille ville de Genève) par cinq messieurs : l'homme d'affaires Henry Dunant, qui a exposé les idées de base dans son livre acclamé Un souvenir de Solférino ; l'avocat et philanthrope Gustave Moynier ; les médecins Louis Appia et Théodor Maunoir ; le général Guillaume Henri Dufour. Au même moment, les archives et la bibliothèque du CICR sont créées. Dunant, en tant que secrétaire, signe le procès-verbal de la première réunion du Comité international de secours aux blessés : la jeune association conserve ce document et ceux qui suivent afin de rendre compte des décisions prises et actions engagées.

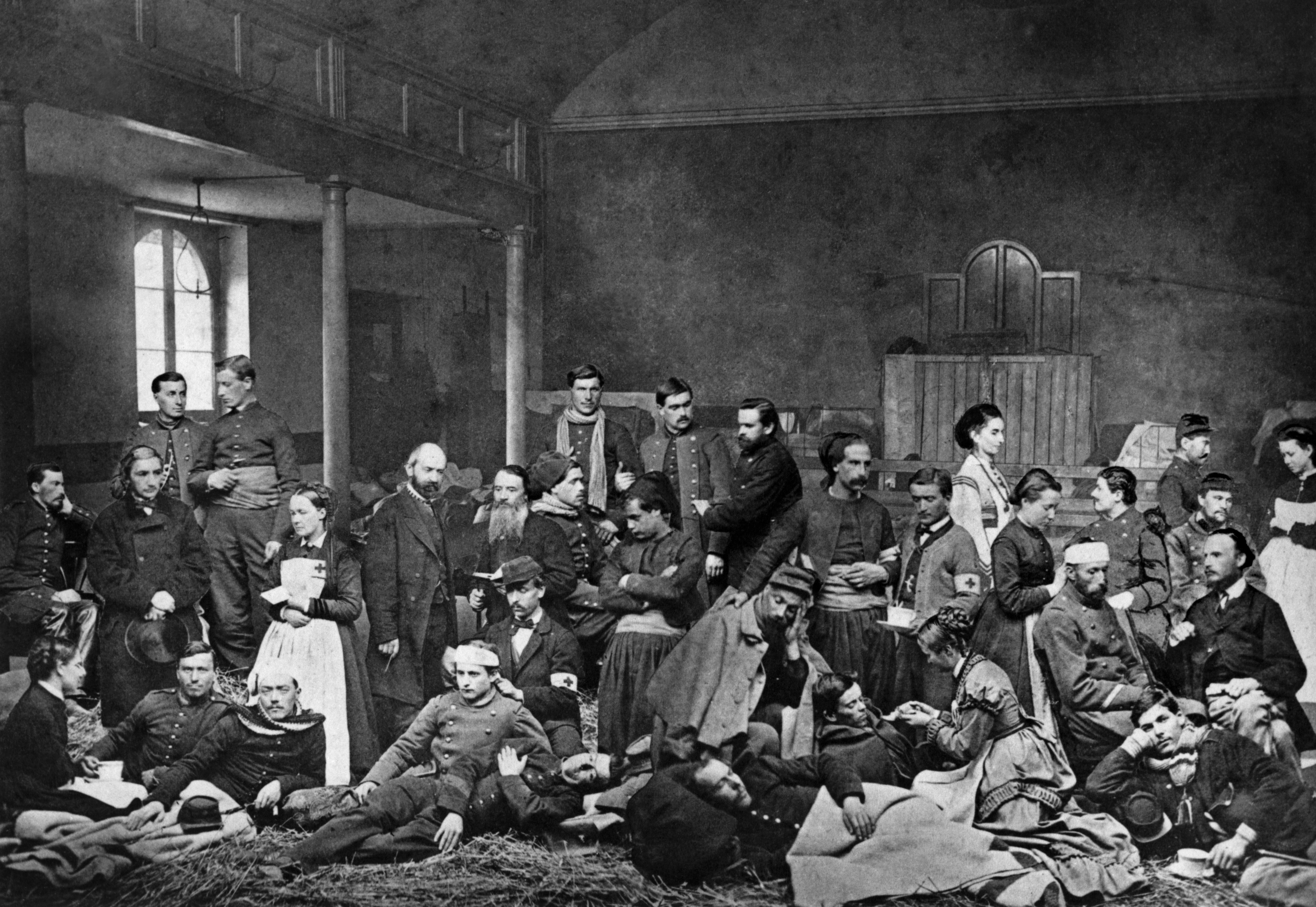
Lausanne en 1871: Internés blessés de l'Armée de l'Est (armée de Bourbaki) avec volontaires au service de la section vaudoise de la Croix-Rouge suisse

L'adresse factuelle de la Croix-Rouge nouvellement fondée - et donc de ses archives et bibliothèque naissantes - est la résidence privée de la famille Dunant, au troisième étage de la « Maison Diodati », 4, rue du Puits-Saint-Pierre, en vieille ville. La Croix-Rouge y gardera son siège pendant une décennie.

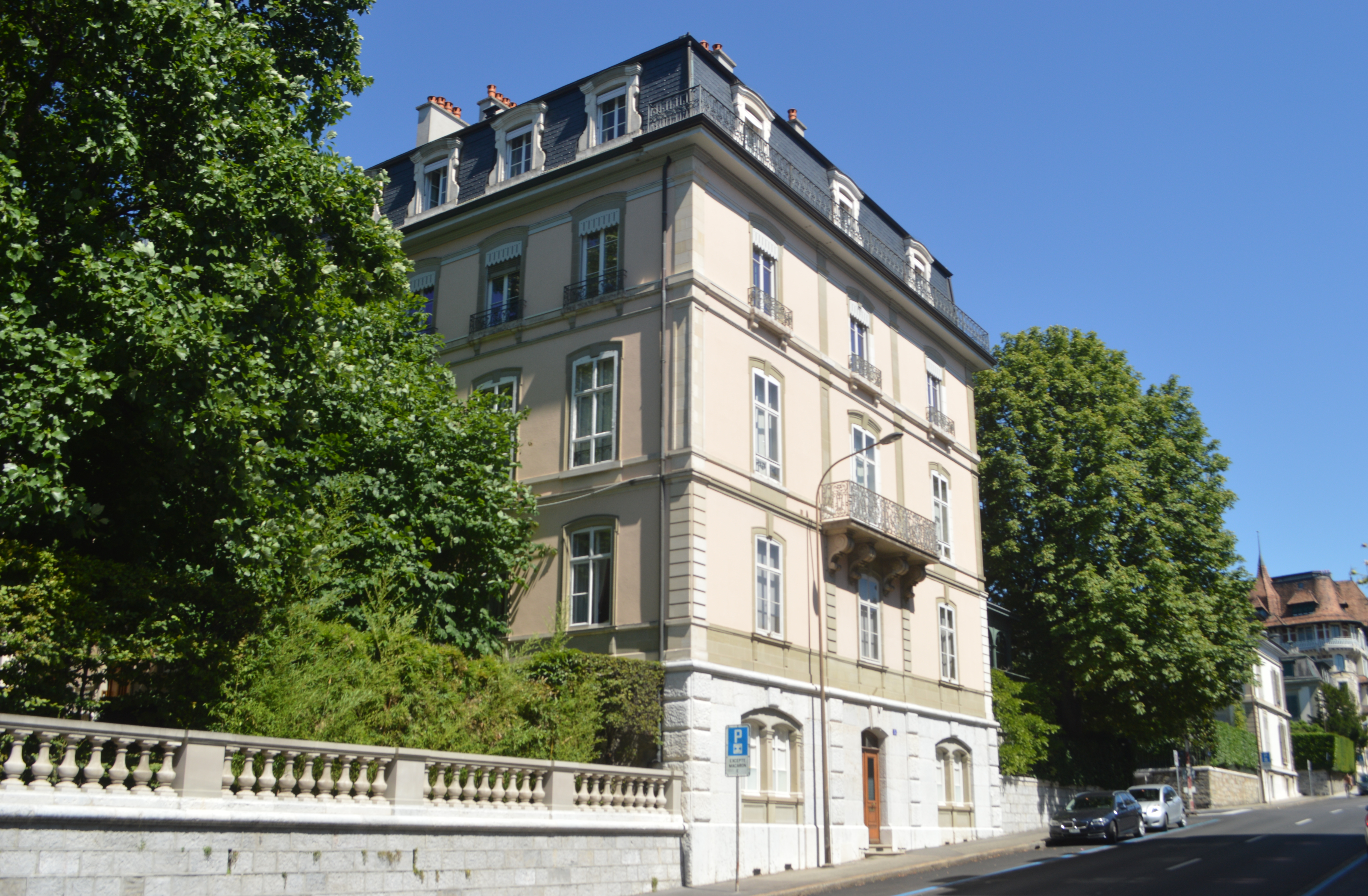
3, Rue de l'Athénée

Au cours de ces années, les archives recueillent des informations sur divers conflits, en particulier la seconde guerre du Schleswig de 1864 entre le royaume de Prusse et l'empire d'Autriche d'une part, et le royaume de Danemark de l'autre. Les fonds de l'agence de Bâle contenant des fichiers sur les prisonniers de guerre pendant la guerre franco-prussienne (1870-1871) - un total de 12 mètres linéaires - sont repris par les archives du CICR dans les années suivantes. Il en va de même pour les documents de l'Agence de Trieste sur les prisonniers de guerre pendant la crise des Balkans (1875–1878) dont le fonds mesure un mètre linéaire.
L'un des principaux objectifs était la collecte d'informations sur la mise en œuvre du DIH, en particulier en ce qui concerne la première convention de Genève de 1864. Cependant, la principale tâche des archives consistait à enregistrer la correspondance diplomatique se rapportant au mandat humanitaire de l'institution.
En 1874, le CICR emménage dans un bâtiment plus spacieux et plus représentatif, au 3, rue de l'Athénée. Les archives et la bibliothèque y sont transférées. Au cours des quatre décennies suivantes, les archives continuent à documenter l'évolution du mouvement de la Croix-Rouge. Néanmoins, l'Ancien Fonds concernant le demi-siècle depuis la création jusqu'à 1914 a une taille modeste de 8 mètres linéaires.

### Première Guerre mondiale (1914-1918)

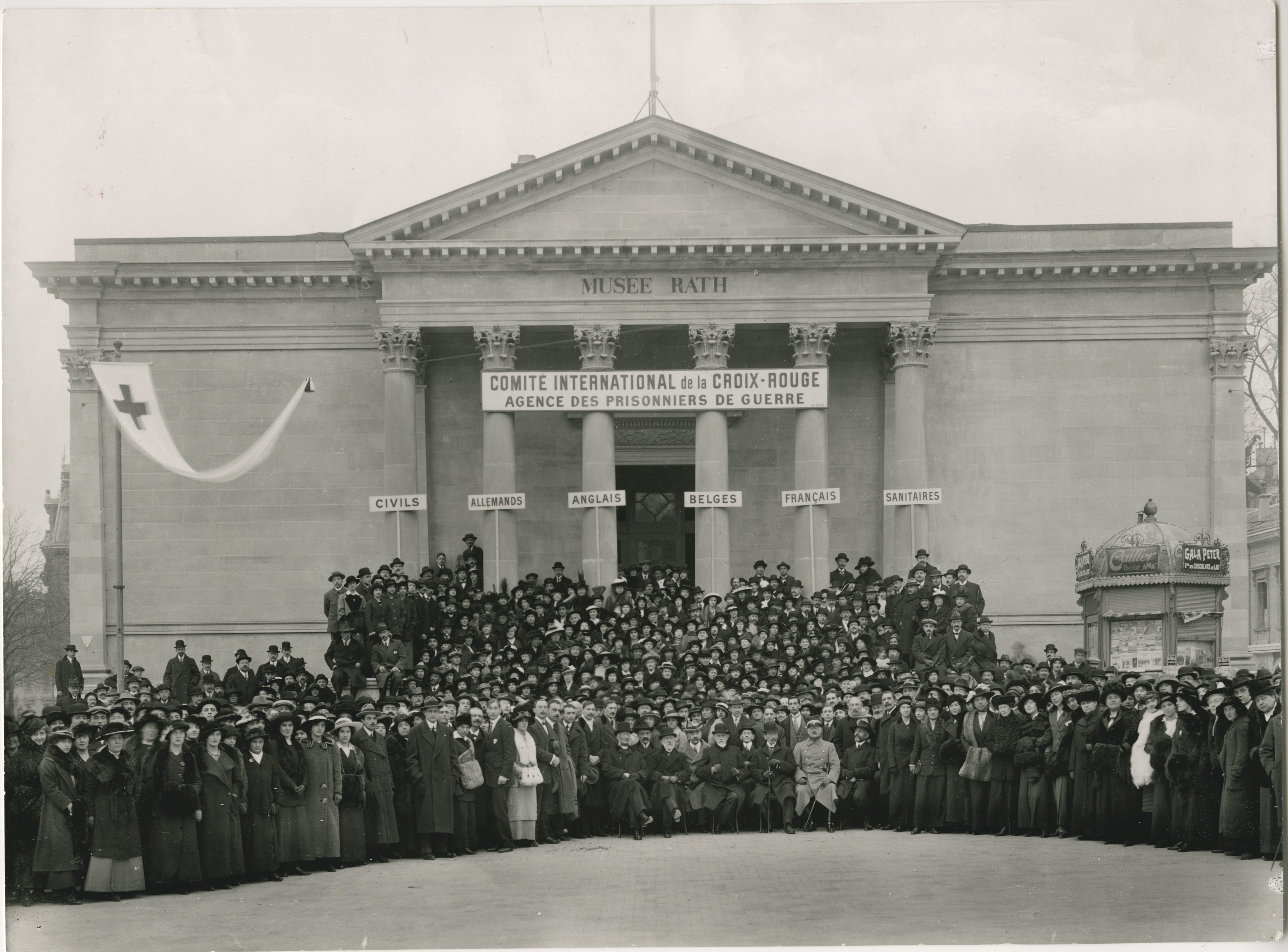
Volontaires devant le musée Rath

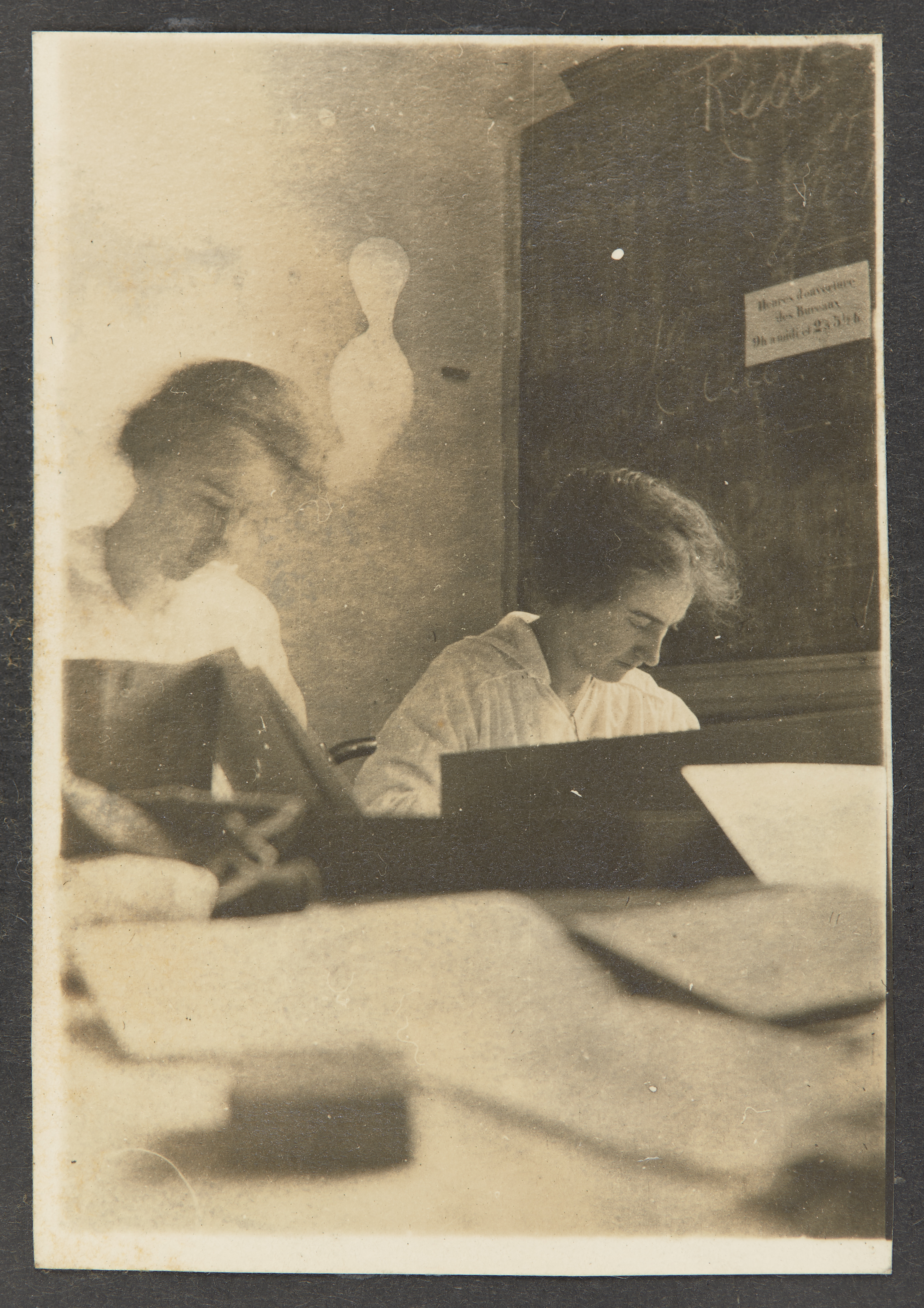
Suzanne Ferrière (à droite), la nièce de Frédéric Ferrière, avec une femme non identifiée en 1914. Elle a continué à jouer un rôle clé pendant la Seconde Guerre mondiale.

Peu de temps après le début de la Première Guerre mondiale, le CICR, sous l'impulsion de son président Gustave Ador, va créer l'Agence internationale des prisonniers de guerre (AIPG), dont la tâche principale consistera à retrouver les prisonniers de guerre et à rétablir le contact entre ces derniers et leurs familles. À la fin de 1914, l'Agence compte déjà quelque 1200 bénévoles - dont beaucoup de jeunes femmes y compris d'étudiantes - travaillant depuis le musée Rath de Genève.
À ce stade, le mandat de l'Agence est basé sur la résolution VI de la IXe conférence de Washington de 1912 et se limite donc à la protection des prisonniers militaires. Cependant, le médecin et membre du comité Frédéric Ferrière fonde une section se consacrant aux civils. Celle-ci s'associe rapidement au CICR et contribuera largement à l'image positive de l'organisation.

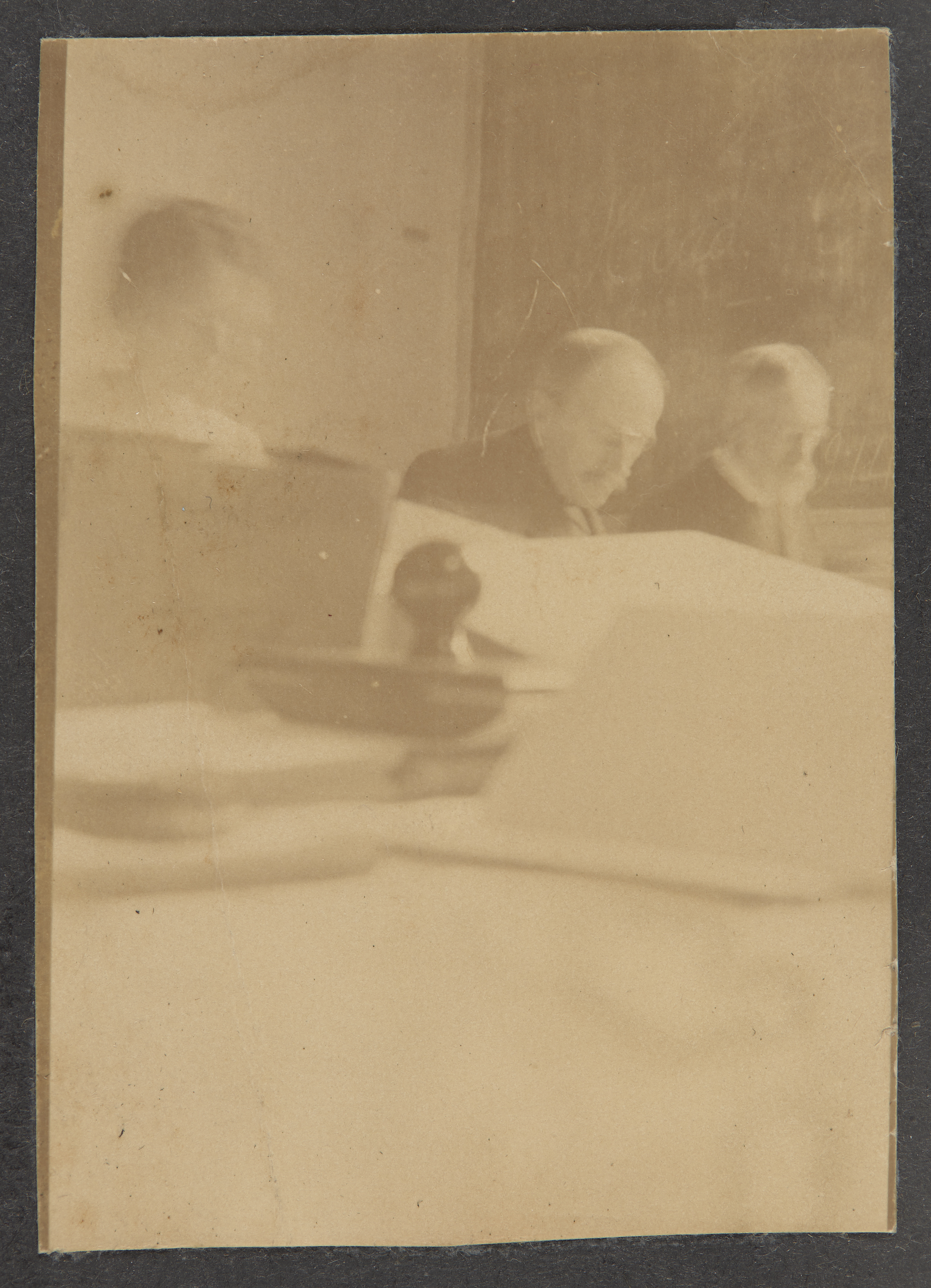
Romain Rolland (centre) avec Frédéric Ferrière et une femme non identifiée à l'AIPG

L'un des premiers membres de cette section civile est l'écrivain français Romain Rolland qui se porte bénévole à la sous-division consacrée aux civils disparus jusqu'en juillet 1915. Lorsqu'il reçoit le prix Nobel de littérature pour 1915, il fait don de la moitié du montant reçu à l'Agence. L'écrivain autrichien Stefan Zweig articule une description vivante de l'engagement de son ami :

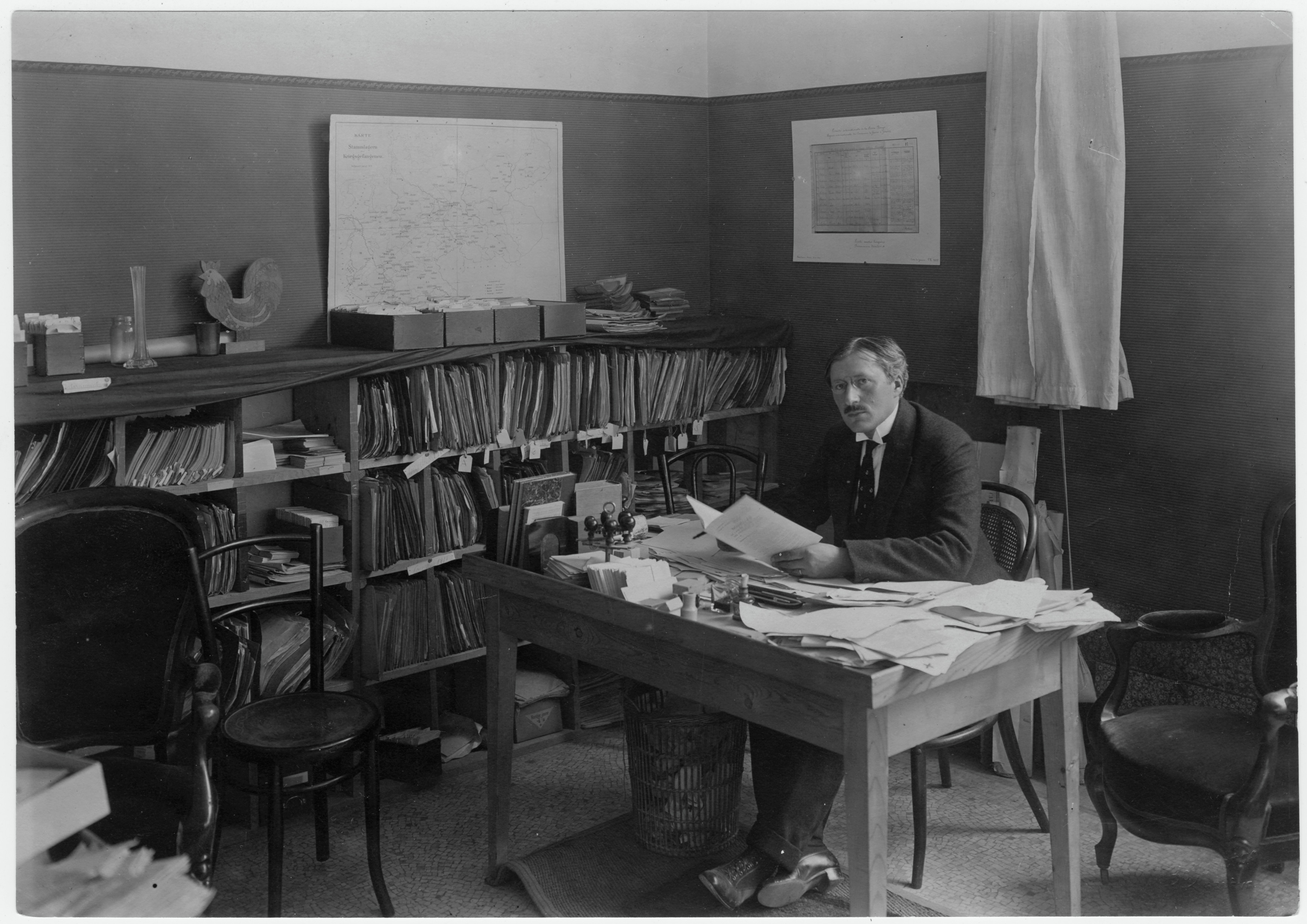
Étienne Clouzot, rédacteur des Nouvelles de l'Agence internationale des prisonniers de guerre, bulletin crée en 1916.

Un petit bureau et un siège de bois brut, à côté du martèlement des machines à écrire, au milieu du va-et-vient des gens qui se pressent, appellent, se hâtent, interrogent - tel fut le poste de combat qu'occupa Romain Rolland pour lutter contre les misères de la guerre. C'est là qu'il tenta de réconcilier, par des spoins attentifs, ceux que les autres intellectuels excitaient par des paroles de haine, et d'adoucir, par un réconfort approprié et une consolation humaine, une partie au moins de ce tourment aux mille visages. Il n'a pas occupé ni recherché une place de dirigeant à la Croix-Rouge, mais comme tant d'inconnus y travaillé chaque jour à assurer la transmission des nouvelles. Son action s'exerça d'une façon obscure; c'est une raison de plus pour qu'on ne l'oublie pas.... Ecce homo! Ecce poeta!
Étienne Clouzot (1881-1944) - archiviste paléographe, chroniqueur au Journal de Genève (qui a contribué indirectement à la création du CICR avec la publication d'un rapport anonyme d'Henry Dunant sur la bataille de Solférino)  - devient directeur de l'une des sections de l'Entente et conçoit le système de classement de millions de fiches.

### Entre-deux-guerres (1918-1939)

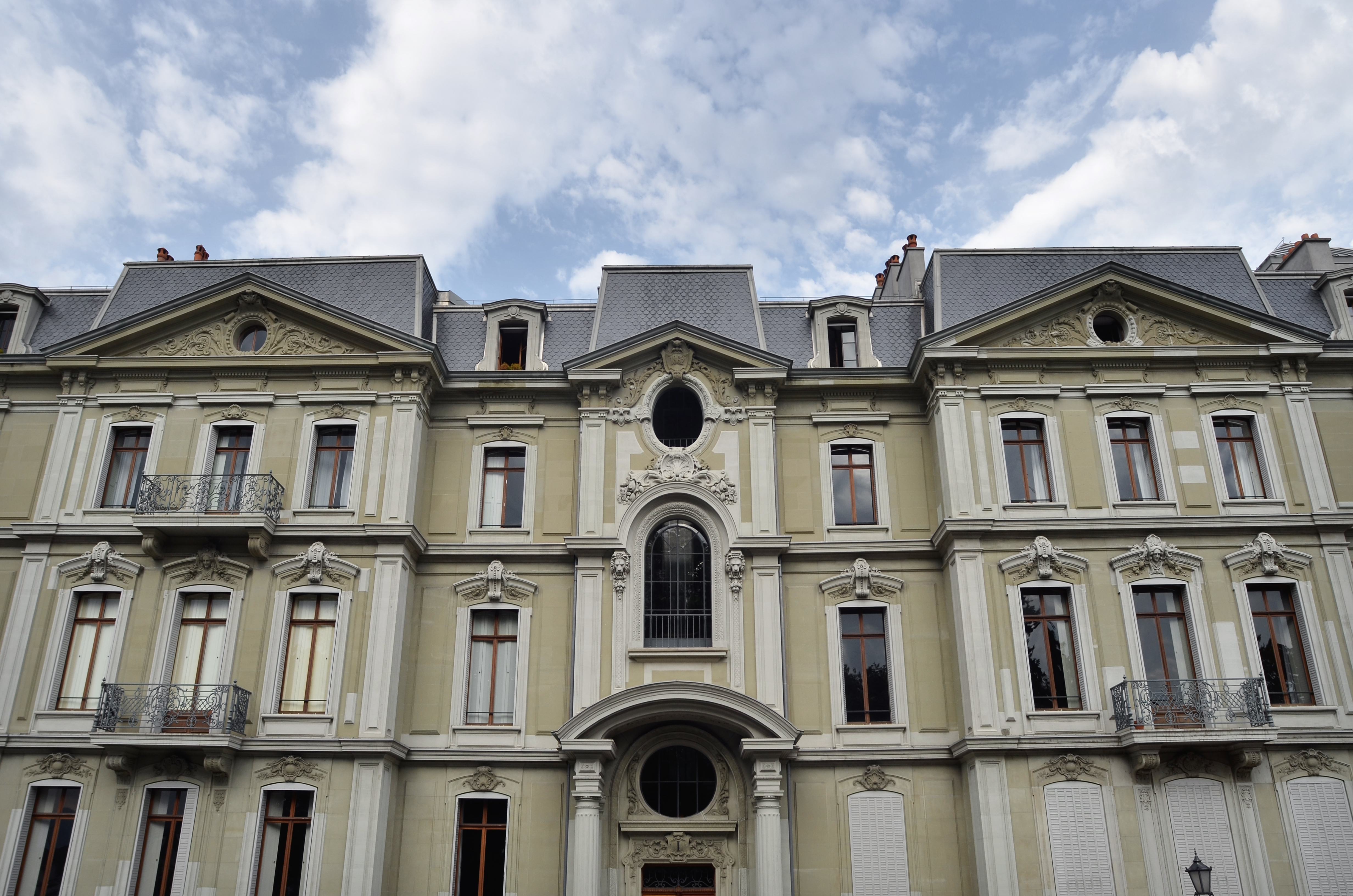
La Promenade du Pin

Fin 1918, le CICR - avec ses archives et sa bibliothèque - emménage dans son nouveau siège, à la Promenade du Pin. L'année suivante, Étienne Clouzot prend la tête du secrétariat du CICR et assume donc la gestion des archives et de la bibliothèque.

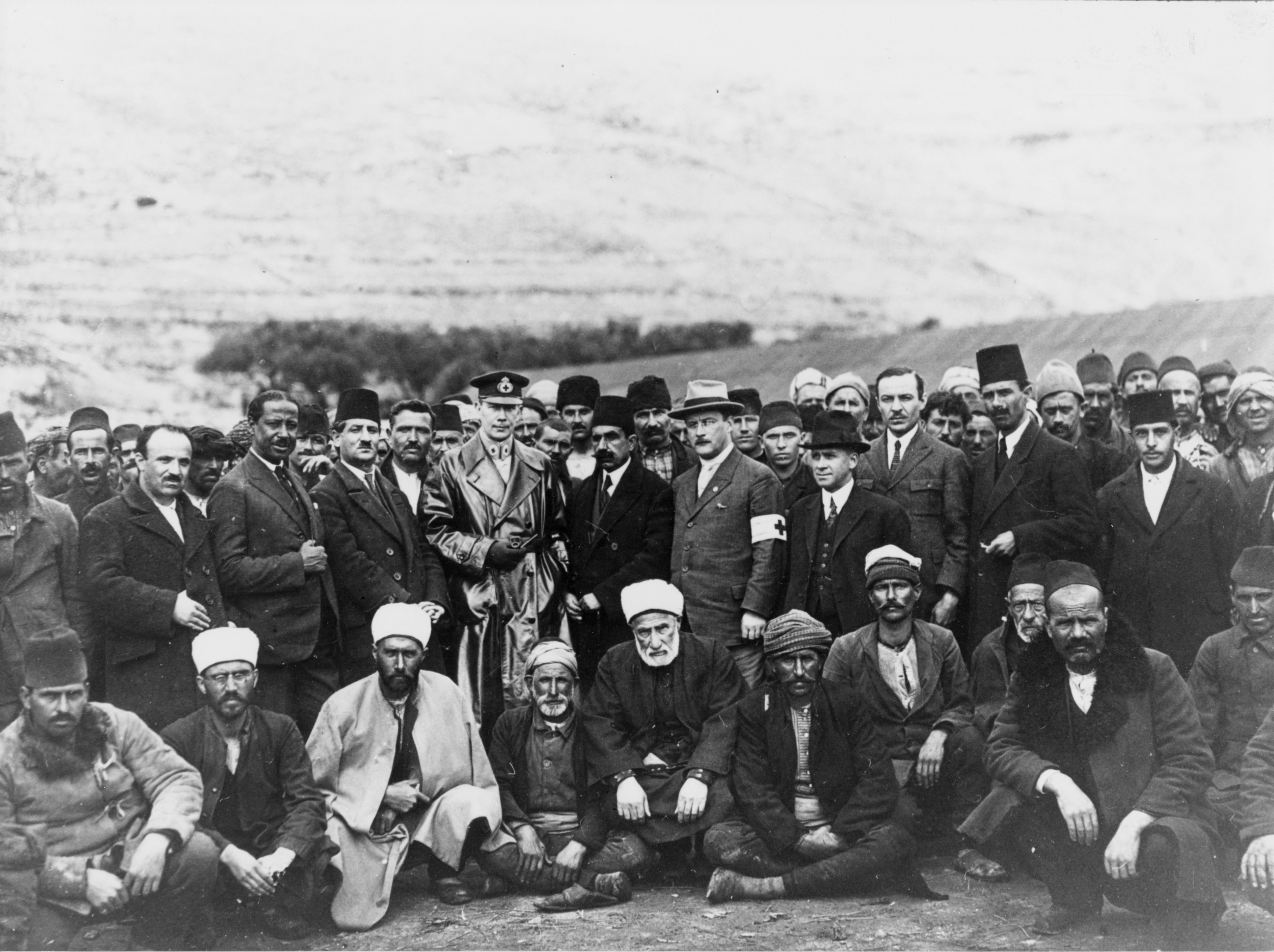
Un délégué du CICR parmi un groupe d'hommes pendant la guerre gréco-turque

L'AIPG cesse de fonctionner en 1924, mais les archives du CICR continuent à collecter des informations sur divers conflits armés qui, dans de nombreux cas, peuvent être considérés comme une continuation de la Première Guerre mondiale:
- la guerre gréco-turque (1919-1922),

et après une décennie relativement calme,
- la guerre du Chaco (1932-1935),
- la seconde guerre italo-éthiopienne (1935-1936),
- la guerre d'Espagne (1936-1939) et
- la seconde guerre sino-japonaise (à partir de 1937)[2].

Ce n'est qu'en 1930 que le CICR commence à créer et à stocker systématiquement les dossiers de son personnel, ce qui reflète la croissance rapide de ses activités et ses responsabilités autour du monde pendant cette période.

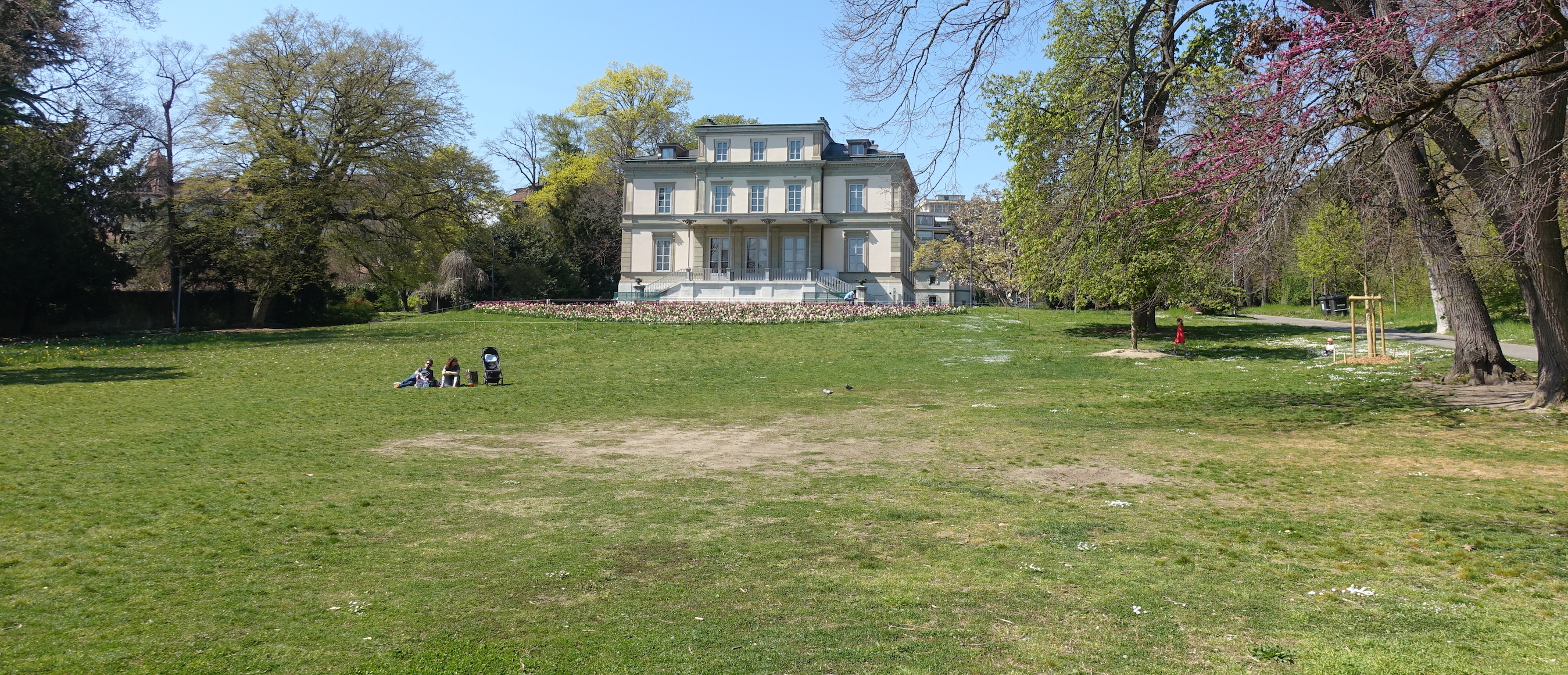
La Villa Moynier

En 1932/33, le CICR - et donc à nouveau avec ses archives et sa bibliothèque - déménage dans un nouveau siège, pour la première fois de son histoire, loin de la vieille ville de Genève: la Villa Moynier au milieu du grand parc Moynier sur la rive ouest du lac Léman, bâtie pour le banquier Barthélemy Paccard en 1848, était la propriété privée de son gendre Gustave Moynier (1826-1910), le premier président du CICR (et pendant 47 ans lors de sa mort), et avait d'abord été le siège de la Société des Nations en 1926. Le CICR y est resté jusqu'en 1946/47.
Au cours de ces deux décennies, au regard des archives, une conscience grandit au sein du CICR pour une culture humanitaire du souvenir au sens d'une mémoire de l'humanité.

### Seconde Guerre mondiale (1939-1945)

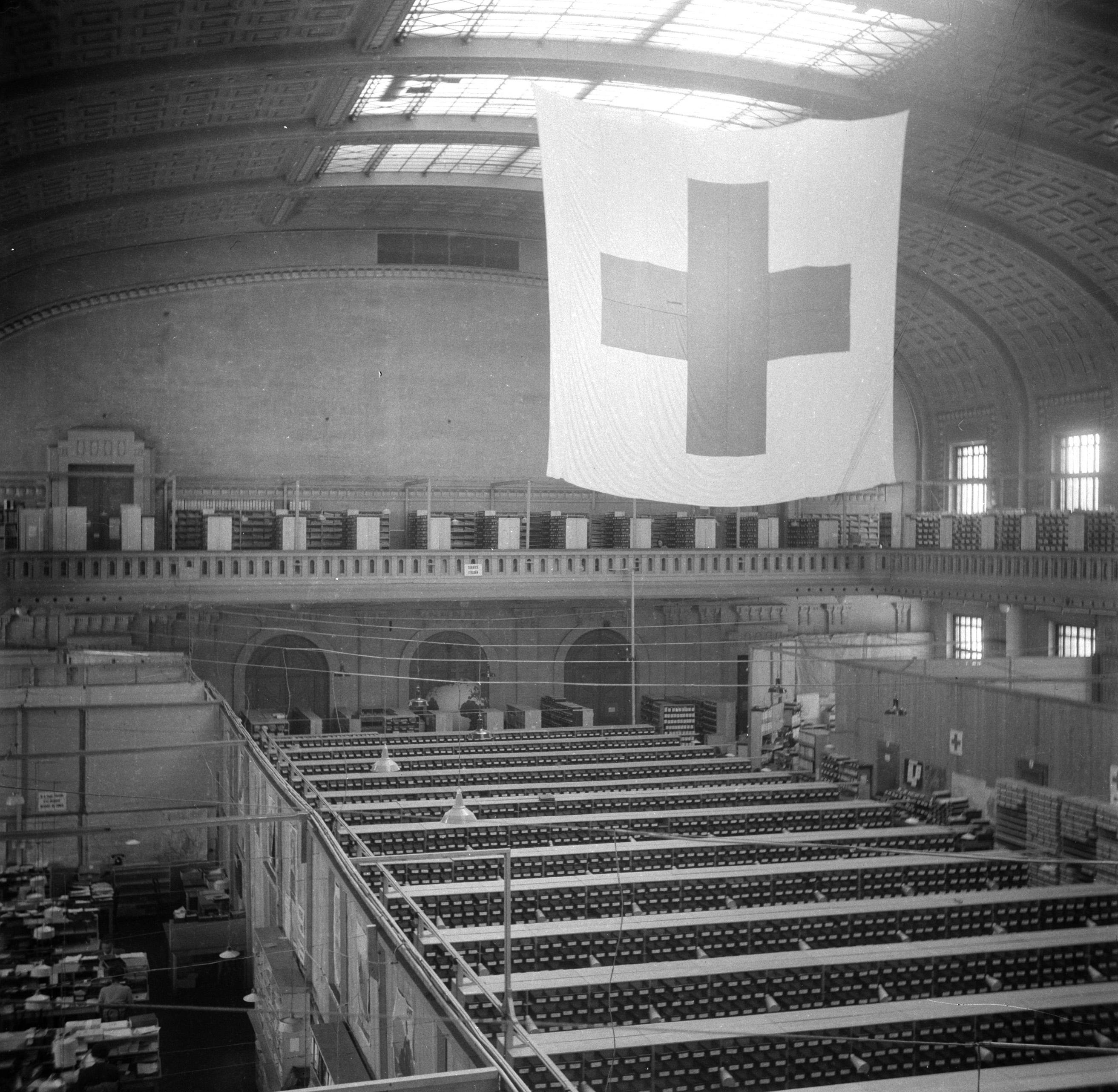
Les archives de l'Agence centrale des prisonniers de guerre à Plainpalais en 1946

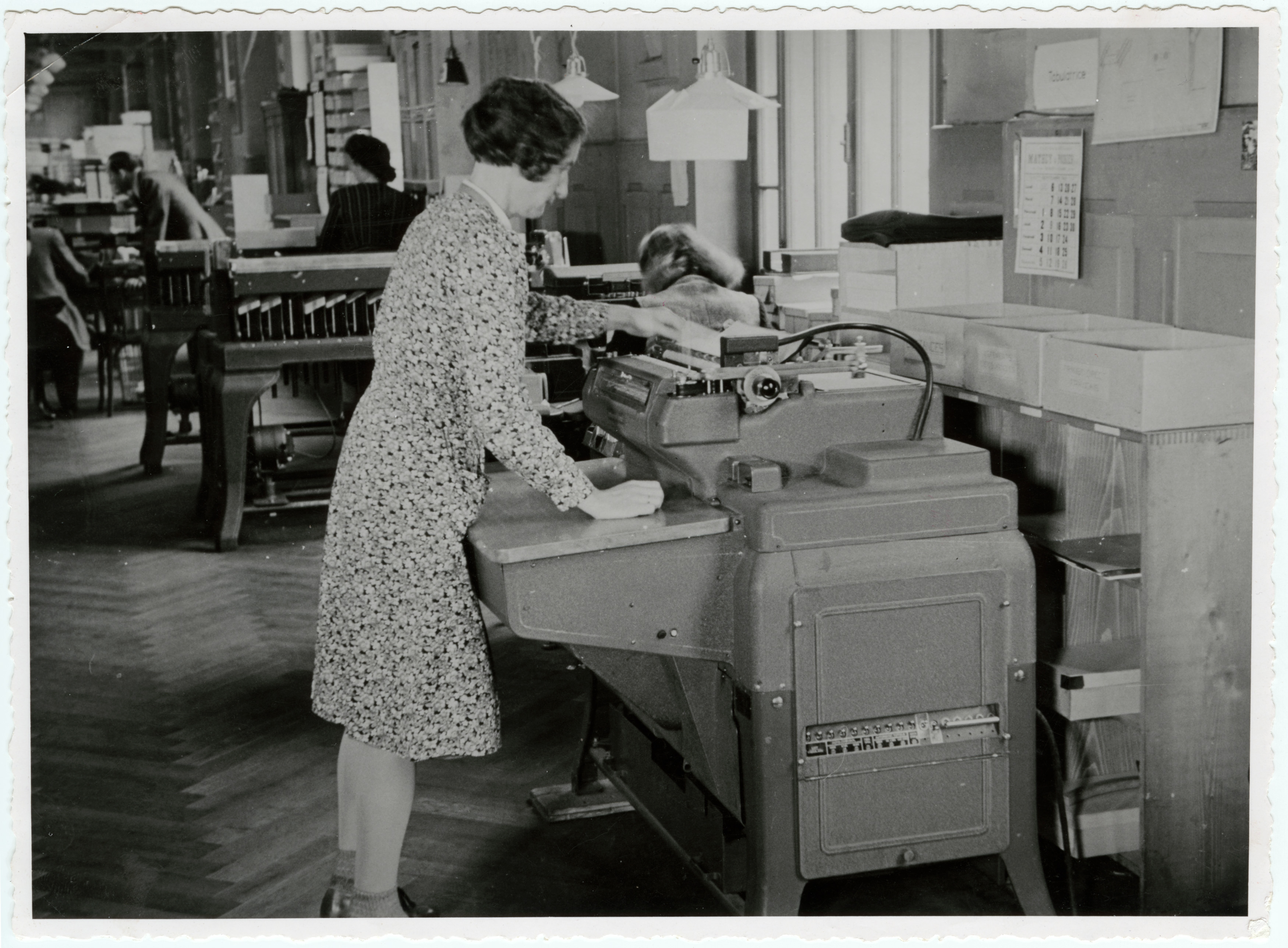
Service des précieuses machines IBM Watson, utilisées entre autres pour le tri des fiches, 24'000 fiches à l'heure. Les tabulatrices pouvaient transcrire 4800 noms en même temps.

L'Agence centrale des prisonniers de guerre ouvre ses portes deux semaines seulement après le début de la Seconde Guerre mondiale, désormais sur la base des conventions de Genève modifiées en 1929.

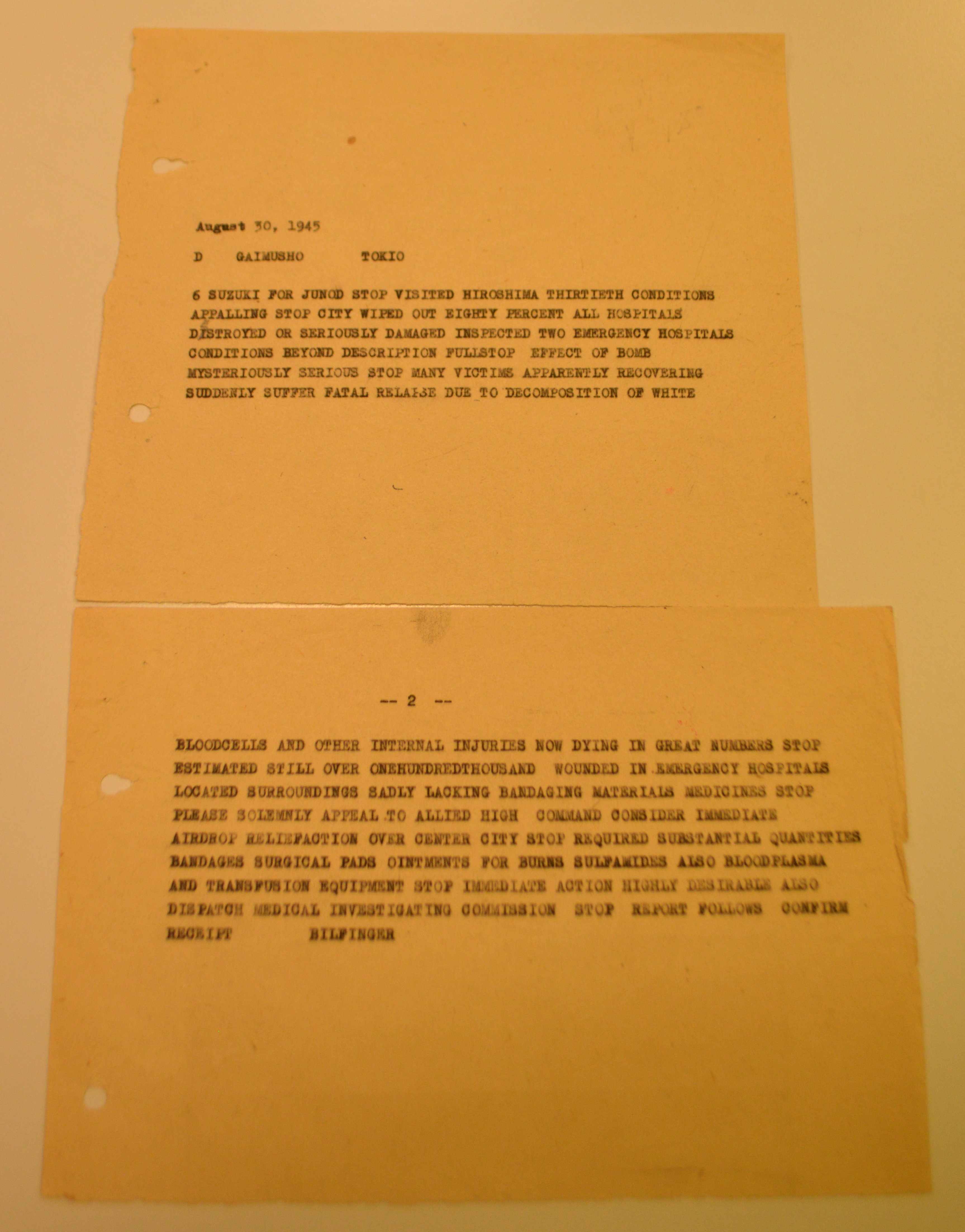
Le télégramme envoyé d'Hiroshima par Fritz Bilfinger à Marcel Junod à Tokyo

Étienne Clouzot, qui a élaboré les règles des archives AIPG pendant la Première Guerre mondiale, aide à construire la structure de l'agence en 1939 et poursuit son engagement au sein de cette dernière pendant les cinq dernières années de sa vie. Suzanne Ferrière, ayant déjà aidé son oncle Frédéric pendant la Première Guerre mondiale, joue un rôle clé dans le domaine civil et met en place un nouveau système de messagerie pour les membres de famille.
Déjà en octobre 1939, IBM fournissait gratuitement à l'Agence du personnel et des machines Watson qui, grâce à un système de cartes perforées, permettaient de trier et de classer les informations à grande vitesse. Confronté à une énorme augmentation d'informations personnelles et institutionnelles - traitées par quelque 3 000 employés -, le CICR introduit en 1942 son premier système de classement. En raison des nouvelles dimensions de la souffrance dès 1939, le nombre de transactions de fichiers augmente à environ 45 millions de fiches et environ 120 millions de messages transmis.

L'un des derniers - et des plus importants - documents de la période de la Seconde Guerre mondiale est publié le 30 août 1945, quelques jours seulement avant la fin de la guerre, par Fritz Billfinger, un délégué du CICR qui accède aux ruines apocalyptiques d'Hiroshima à peine trois semaines après le largage de la bombe atomique "Little Boy" sur la ville japonaise par les forces aériennes de l'armée américaine (USAAF). Son télégramme, conservé dans les archives, enregistre un avertissement effrayant des horreurs de l'âge atomique:
Ville anéantie, quatre-vingts pour cent de tous les hôpitaux détruits ou gravement endommagés; inspecté deux hôpitaux d'urgence, des conditions au-delà de la description point final

### Décolonisation et «guerre froide» (1945-1990)

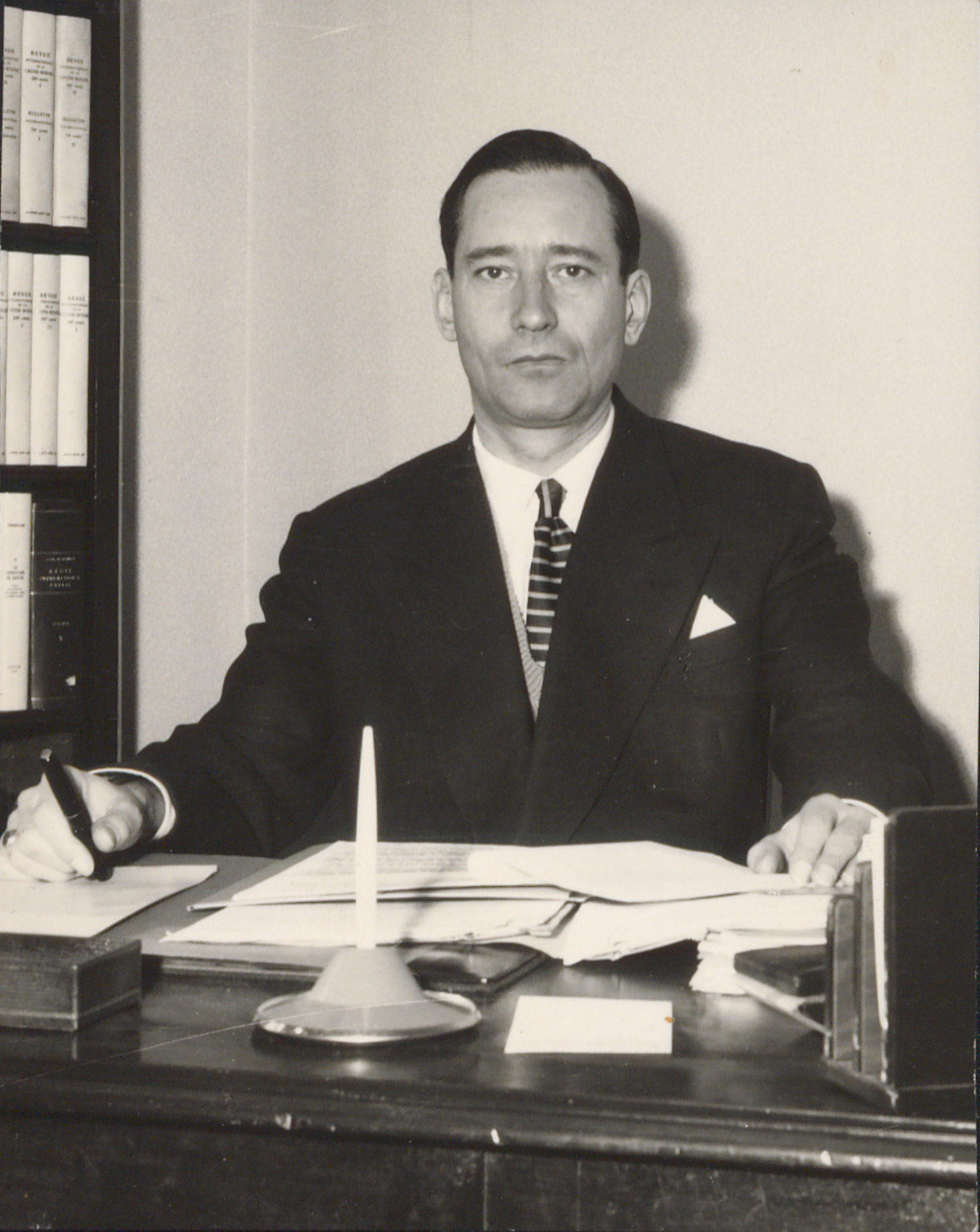
Jean Pictet en 1937

Un an après la fin de la Seconde Guerre mondiale, le CICR a déménagé son siège et ses archives de Villa Moynier à l'ancien hôtel Carlton. Le canton de Genève a mis le bâtiment néo-classique sur une colline au-dessus du palais des Nations à la disposition de l'organisation dans le cadre d'un bail à long terme.

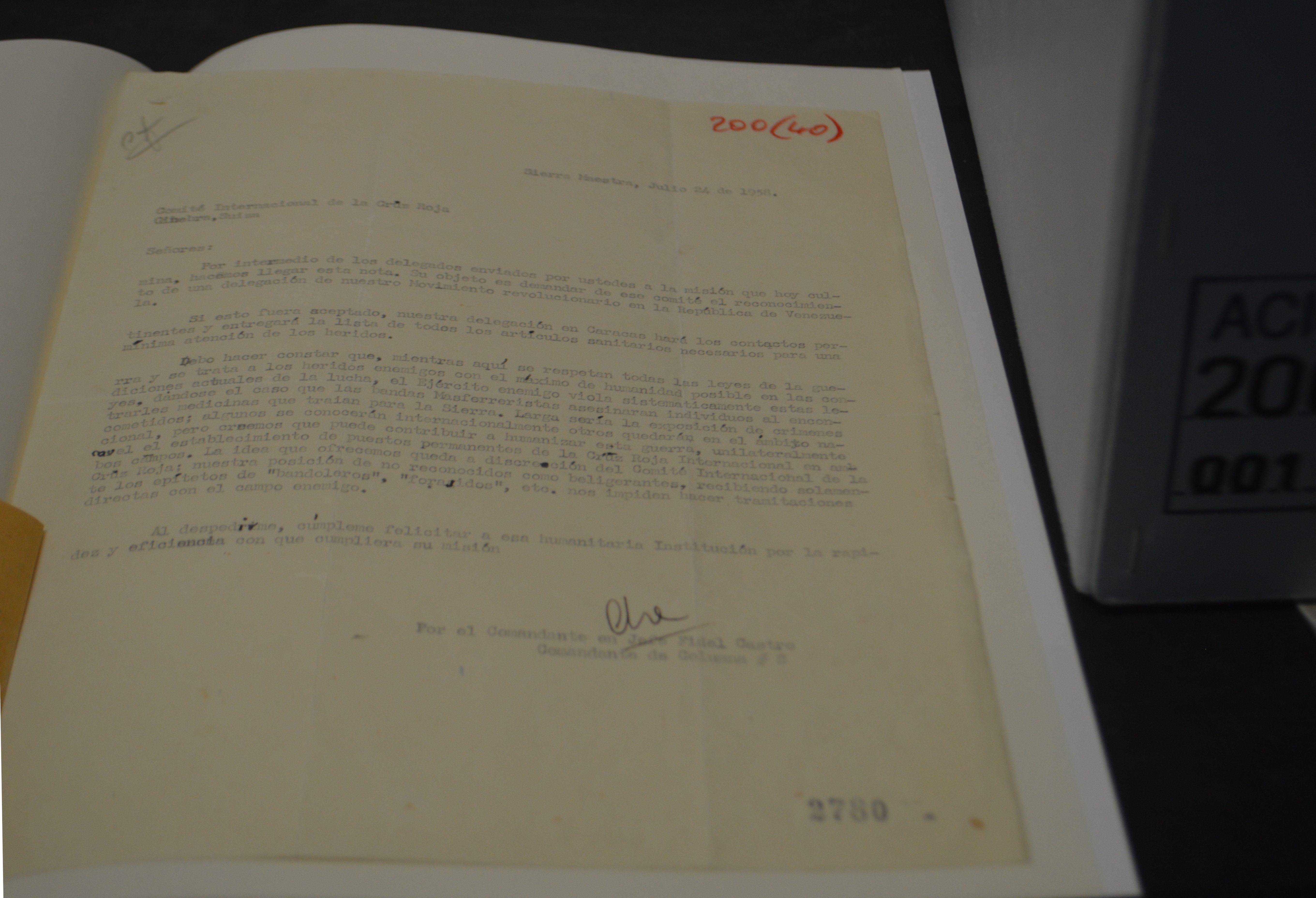
Une lettre de 24 juillet 1958 signée par Ernesto « Che » Guevara au nom de Fidel Castro, chef de guérilla, demandant au CICR de reconnaître le mouvement révolutionnaire à Cuba

En même temps, les archives sont transformées en une section distincte au sein du CICR. Cette responsabilité incombe à Jean Pictet, spécialiste du DIH en tant qu'avocat et également père intellectuel de la convention de Genève de 1949 sur la protection des civils en temps de guerre. En 1950, Pictet introduit un nouveau système de classement complet en tant que directeur du principal service administratif. La numérotation est désormais basée sur des références à la fois thématiques et géographiques. Jusqu'en 1972, tous les fichiers de l'ensemble de l'organisation sont organisés selon le « Plan Pictet ». Dans le service des archives lui-même, ce dernier reste encore en usage jusqu'en 1997.
Les fichiers des archives se sont rapidement développés en raison de nombreux conflits au cours de la décolonisation et dans le contexte de la « guerre froide » - qui était une guerre chaude dans de nombreuses régions du « tiers monde ». Il s'agit notamment de:
- la guerre d’Indochine (1946–1954);
- les événements liés à la création de l'État d'Israël 1948 : l’exode palestinien de 1947-1949 et la guerre israélo-arabe de 1948;
- la guerre de Corée (1950-1953);
- la guerre d’Algérie (1954-1962);
- la crise du canal de Suez et l'insurrection de Budapest (toutes les deux en 1956);
- la crise congolaise (1960-1965);
- les guerres coloniales portugaises (1961-1974);
- la crise des missiles de Cuba (1962)
- la guerre civile du Yémen du Nord (1962-1970).

En 1963, le CICR a reçu son troisième prix Nobel de la paix après 1917 et 1944, ce qui en fait le récipiendaire du plus grand nombre de récompenses à ce jour. Déjà trois ans auparavant, l'Agence centrale des prisonniers de guerre (ACPG) devient une institution permanente au sein du CICR en tant qu'Agence centrale de recherches. D'autres crises ont suivi:
- la guerre du Viêt Nam (1964-1975):
- la guerre des Six Jours (1967);
- la guerre du Biafra (1967-1970):
- la dictature des colonels en Grèce (1967-1974);
- le coup d’État du 11 septembre 1973 au Chili;
- la guerre du Kippour (1973);
- la partition de Chypre (1975)
- le génocide cambodgien (1975-1979) et la guerre entre le Cambodge et le Viêt Nam (1978-1989)[2],[16].

Jusqu'en 1973, le public n'avait généralement pas accès aux fichiers des archives du CICR, même si la direction pouvait accorder des permis exceptionnels dans certains cas. Une procédure d'obtention de l'autorisation de consultation n'est officialisée que 110 ans après la création de l'organisation et constitue la première étape vers l'ouverture des archives. Cependant, le CICR continue à choisir strictement les documents à consulter, ce que la recherche critique de plus en plus vivement comme arbitraire.
Lorsqu'en 1979 la mini-série télévisée « Holocauste » déclenche un débat important en Suisse (tout comme dans d'autres pays) sur les enchevêtrements avec le régime national-socialiste, les critiques à l'égard du rôle du CICR croient dans le discours public. Ces dernières visent particulièrement le fait que le CICR n'a pas dénoncé le système des camps de concentration nazis. Dans ce contexte, sous la direction de son nouveau président Alexandre Hay, le CICR est amené à créer un précédent en 1979 en accordant un accès complet aux documents pertinents au professeur d'histoire genevois Jean-Claude Favez pour son étude de la politique du CICR pendant l'Holocauste.
Bien que Favez ne publie cette étude qu'en 1988, son livre représente une avancée importante dans le traitement du passé du CICR en particulier et de l'histoire de la Suisse plus généralement. Le déménagement des archives vers un nouvel immeuble de bureaux à côté du bâtiment historique «Le Carlton» en 1984 symbolise également un passage vers l'archivage moderne.
Le moteur de la poursuite de l'ouverture des dossiers est désormais Cornelio Sommaruga qui est élu successeur de Hay en 1987 à la présidence du CICR et qui a été auparavant secrétaire d'État pour le commerce extérieur. Cependant, ce n'est qu'à la fin de la guerre froide que l'assemblée des membres du comité sanctionne l'objectif d'un meilleur accès aux documents historiques : en mai 1990 seulement, la décision est prise de confier au service des archives un mandat conforme aux "principes correspondant à l'archivage moderne". Néanmoins, le CICR insiste pour que les textes soient soumis avant leur publication et se réserve le droit de supprimer des passages.

### Depuis 1990
Il faudra encore près de six ans pour que l'Assemblée du CICR reconnaisse le droit d'accès du public aux archives en janvier 1996. Les durées de protection sont fixées à cinquante ans pour les dossiers généraux et à cent ans pour les documents personnels. De nombreuses voix au sein du CICR se sont jusqu'alors prononcées pour des périodes d'interdiction encore plus longues. L'année suivante, les dossiers généraux des années 1863 à 1950 sont rendus entièrement accessibles au public, soit un total de près de 500 mètres linéaires.

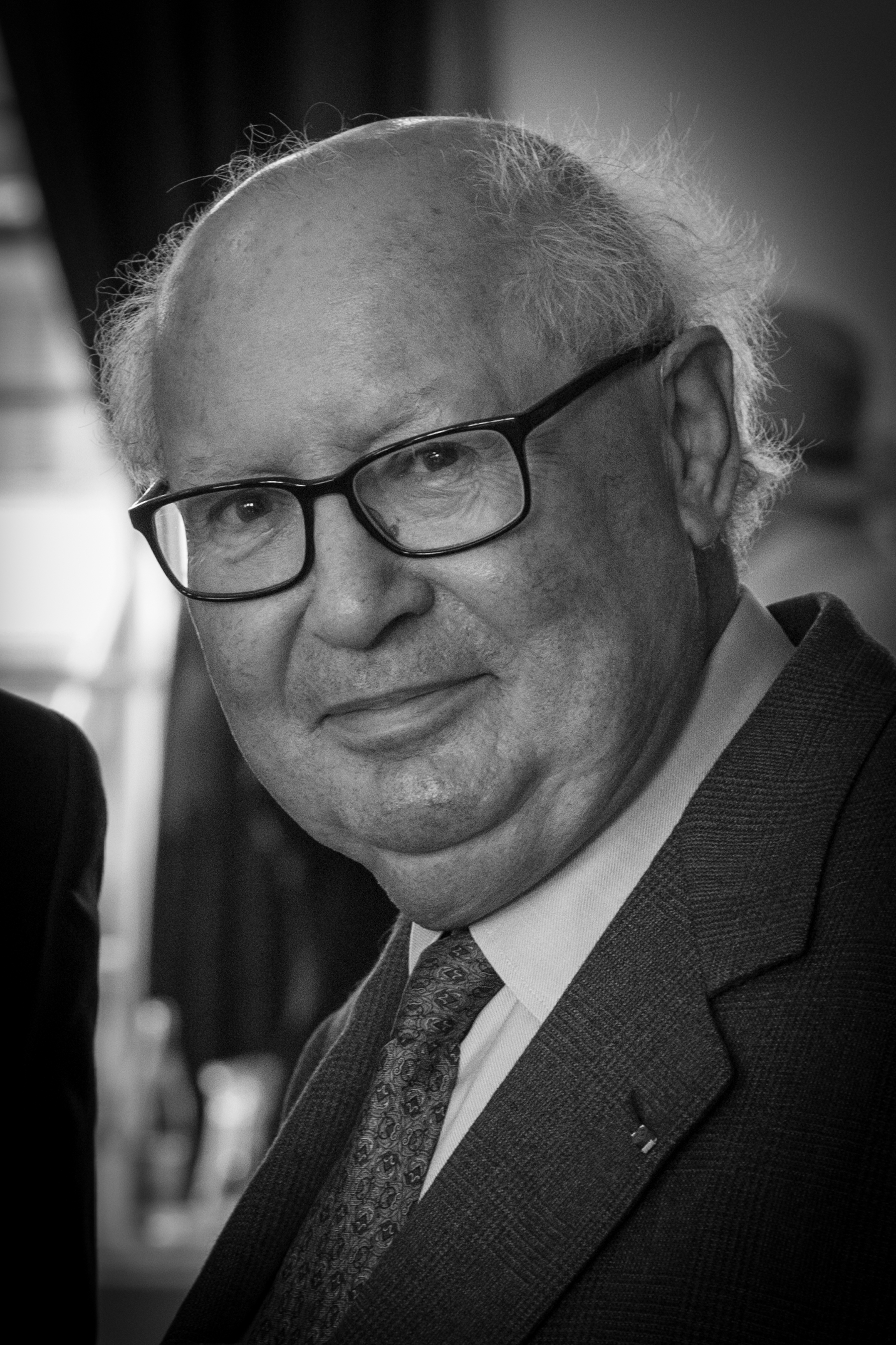
Serge Klarsfeld en 2015

L'historien et chasseur de nazis français Serge Klarsfeld et son organisation «Association des fils et filles de juifs déportés de France» sont parmi les premiers à manifester leur intérêt pour la recherche systématique. Deux ans plus tard, Klarsfeld publie une collection de documents des archives sur l'internement et la déportation des Juifs français pendant la Seconde Guerre mondiale.
En 1997, les archives adoptent un nouveau plan d'archivage - B AI (Services généraux - Archives institutionnelles) - qui comprend des documents informatisés.
En 2004, le CICR ouvre une deuxième tranche d'archives générales à la consultation publique, couvrant les années 1951 à 1965, à nouveau environ 500 mètres linéaires. La même année, l'assemblée du CICR raccourcit la période d'embargo pour ces stocks: de 50 à 40 ans pour les dossiers généraux et de 100 à 60 ans pour les dossiers personnels.
En 2007, l'Organisation des Nations Unies pour l'éducation, la science et la culture (UNESCO) inscrit les archives de l'Agence centrale des prisonniers de guerre (ACPG) à son Registre Mémoire du monde. Il s'agit d'une première pour la Suisse. Ce registre vise à prévenir une amnésie collective, à préserver les archives et les bibliothèques et à diffuser le plus largement possible les connaissances accumulées par ces dernières.
En 2008/9, le bâtiment administratif du CICR de 1984, qui abrite également les archives, est agrandi par la construction d'une rotonde moderne qui sert également de salle de réception représentative pour les utilisateurs des archives.
En 2010, les archives publiques sont fusionnées avec la bibliothèque du CICR et les archives photos du CICR sous l'égide du service de gestion de l'information du CICR afin de faire face à la complexité croissante des mégadonnées et en même temps à la fragmentation de l'information due à la rapidité évolution des technologies numériques. La même année, le CICR adopte officiellement un système de classement électronique, appelé B RF (Services généraux - Archives générales des unités, fichiers de référence). Par la suite et afin de préserver la mémoire institutionnelle, la nouvelle division met en place divers processus d'automatisation dont plus récemment l'application de l'intelligence artificielle.
Dans le cadre de cette modernisation, les archives s'étendent en 2011 vers le centre logistique du CICR. Le nouveau bâtiment de Satigny, non loin de l'aéroport de Genève, a été financé en partie par le Conseil fédéral suisse et le terrain a été mis à disposition par le canton de Genève. Satigny sert principalement d'entrepôt pour les stocks encore bloqués et à abriter les archives intermédiaires. Le public continue à fréquenter les archives principales et la bibliothèque qui demeurent au siège de Genève.
En 2015, les archives ouvrent un troisième lot de fichiers généraux à la consultation publique. Ces fonds concernent la période de 1966 à 1975 et comprennent, entre autres, les documents relatifs à la détention de Nelson Mandela. Cependant, deux ans plus tard, l'assemblée du CICR décide de prolonger de dix ans la période d'embargo pour tenir compte du phénomène croissant des conflits prolongés («protracted conflicts»). Selon cette argumentation, les acteurs de tels conflits étant souvent encore les mêmes, il est possible que des documents historiques aient une influence actuelle et puissent ainsi porter atteinte au principe de confidentialité comme base des activités du CICR. Les nouvelles règles signifient que les dossiers généraux sont de nouveau verrouillés pendant 50 ans et les dossiers personnels pendant 70 ans. Par conséquent, l'ouverture à la consultation publique de la prochaine tranche de fichiers généraux, couvrant la période de 1976 à 1985, est prévue pour 2035.

## Fonds et collections
Les archives publiques et audiovisuelles sont divisées en cinq sous-domaines :
1. Les archives générales publiques contiennent des documents couvrant l'histoire du CICR de sa fondation en 1863 jusqu’en 1975. Ces derniers sont principalement rédigés en français.
2. Les fonds de l’Agence centrale de recherches contenant des documents sur des personnes sont ouverts à la consultation publique pour la période allant jusqu’aux années 1950. Cependant, la plupart des demandes de recherche ne peuvent être effectuées que par l'intermédiaire des spécialistes responsables des archives. La seule exception concerne environ deux millions de fiches individuelles de prisonniers de guerre pendant la Première Guerre mondiale qui ont été numérisées et mises en ligne. Celles-ci contiennent surtout des informations sur l’arrestation, les transferts et la date de décès des personnes capturées et internées dans des camp de détention. Ce sont principalement des documents relatifs aux événements sur le front de l'Ouest, le front en Roumanie et la campagne serbe qui peuvent être trouvés au CICR (les documents sur d’autres sections du front sont conservés par la Croix-Rouge danoise). Les renseignements sur des prisonniers de guerre et des civils internés doivent passer par une procédure spéciale. Bien que cette dernière soit en principe ouverte à tous les candidats, les archives n’acceptent, pour des raisons de capacité, qu’un nombre donné de requêtes par an. Pour ce qui concerne les requêtes sur le sort de personnes ayant disparu lors de conflits plus récents, ce sont uniquement les membres de famille qui peuvent accéder aux services des archives.
3. Les archives d’images regroupent plus de 800 000 photos concernant les activités du CICR à travers le monde depuis les années 1860. Environ 125 000 de ces photos ont déjà été numérisées et rendues accessibles au public.
4. Les archives cinématographiques se composent d'environ 5 000 titres avec un total d'environ 1 000 heures de matériel sur l'action humanitaire du CICR depuis 1921. Un grand nombre de formats (cassettes vidéo, film 35 mm et film 16 mm) ont été numérisés à cet effet.
5. Les archives audio disposent d’un stock de plus de 10 000 fichiers avec environ 1 000 heures de matériel numérisé, enregistré depuis la seconde moitié des années 1940[25].

Les fonds d’archives proviennent aussi bien du comité et de services internes que de collections privées constituées par d'anciens délégués ou membres du comité.
Ils comprennent - au début de 2020 - environ:
- 9 millions de documents électroniques ;
- 19 kilomètres linéaires d'étagères avec des documents papier ;
- 34 téraoctets de médias électroniques dans la section audiovisuelle, et
- 41 millions de fiches individuelles des deux guerres mondiales.

Au même moment, la bibliothèque du CICR contenait environ 41 000 titres dans son catalogue, dont :
- des documents préparatoires, rapports et actes des conférences diplomatiques au sein desquelles les principaux traités de DIH furent adoptés ;
- les actes des conférences de la Croix-Rouge et du Croissant-Rouge, durant lesquelles de nombreuses questions de DIH sont abordées ;;
- tous les numéros de la Revue internationale de la Croix-Rouge, respectivement de ses prédécesseurs ;
- tous les documents publics édités au siège du CICR ;
- des documents rares publiés de la création du CICR à la fin de la Première Guerre mondiale et reflétant l’influence des idées d’Henry Dunant ;
- ainsi qu'une collection unique de législation et cas de jurisprudence nationales mettant en œuvre le DIH au niveau national[26].

Les archives et la bibliothèque sont visitées en moyenne par environ 1 500 chercheurs chaque année. En 2019, les archives ont enregistré environ 1,4 million de pages vues sur leurs différentes plateformes en ligne. Au cours de la même année, le personnel des archives a traité environ 11 000 demandes, tant externes qu'internes.
Les archives du CICR sont divisées en deux familles, à savoir les archives générales qui regroupent les documents liés à l'administration de l'association et les archives historiques, divisées en sept fonds (Comité, Services généraux, Agence et protection, Délégations, Organismes de coordination humanitaire, Archives privées et Varia).
L'ensemble est désigné comme bien culturel suisse d'importance nationale et s'étend sur 15 kilomètres linéaires dont 6 700 mètres linéaires de documents écrits.

### L'AIPG pendant la Première Guerre mondiale

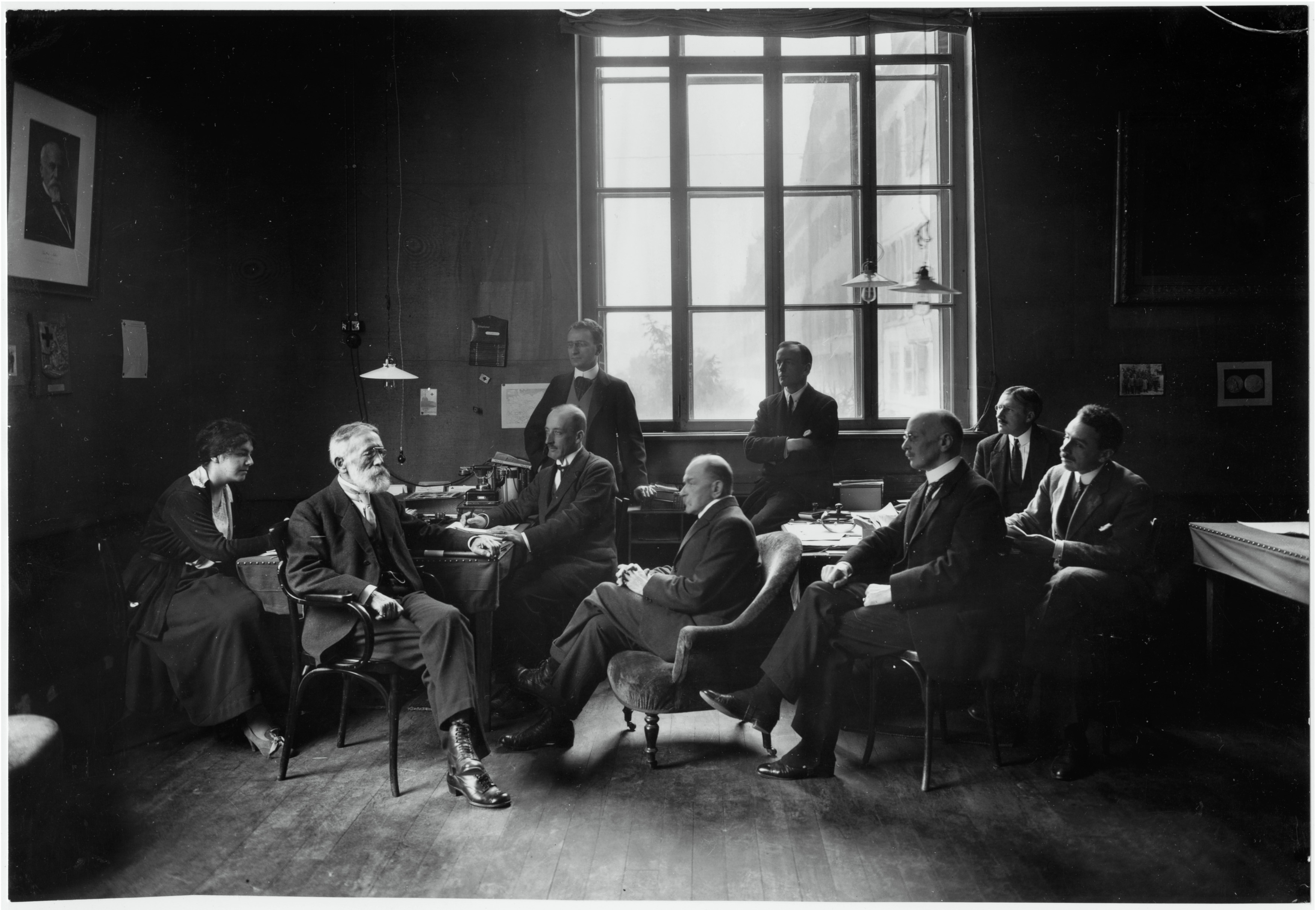
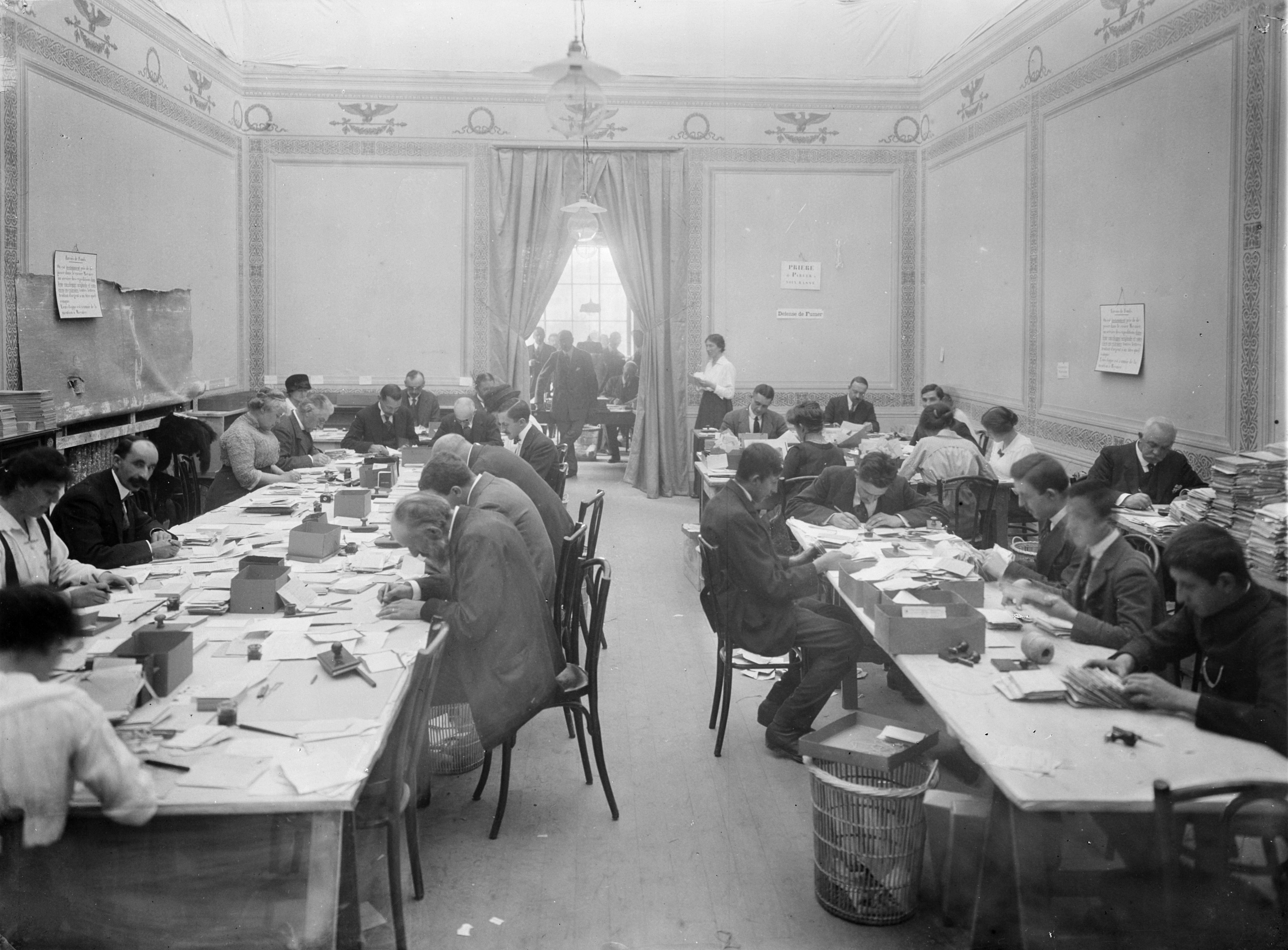
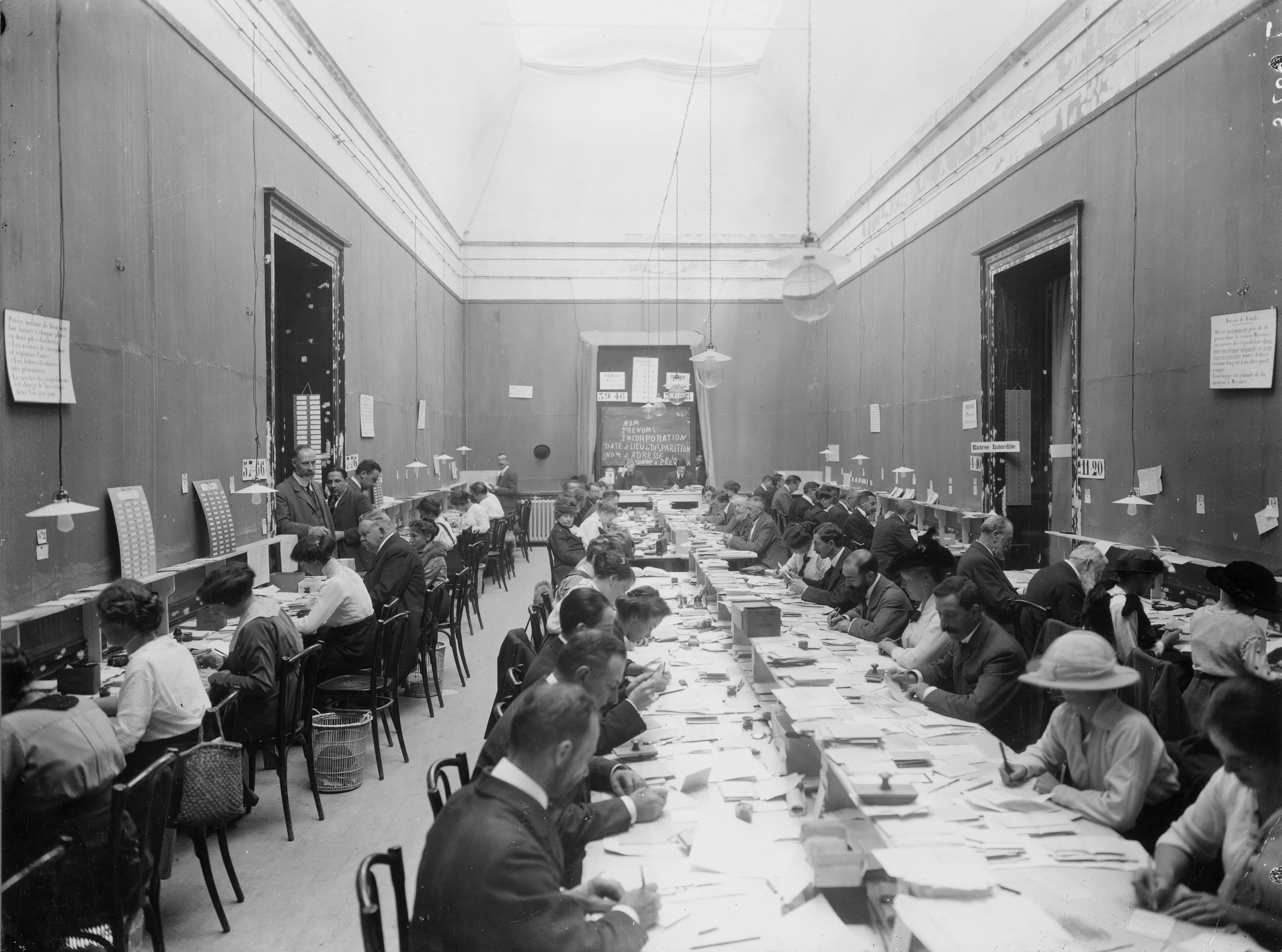
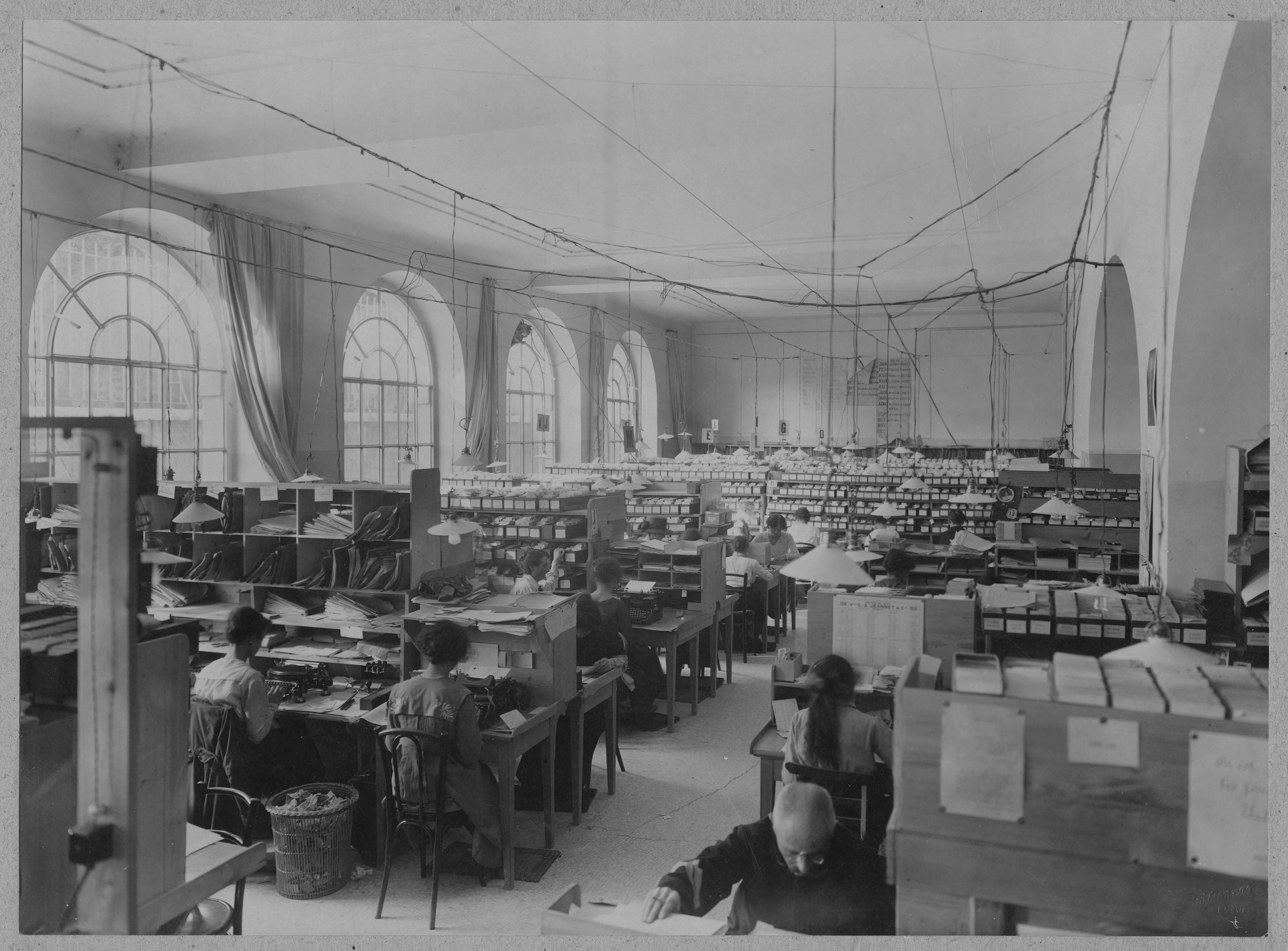
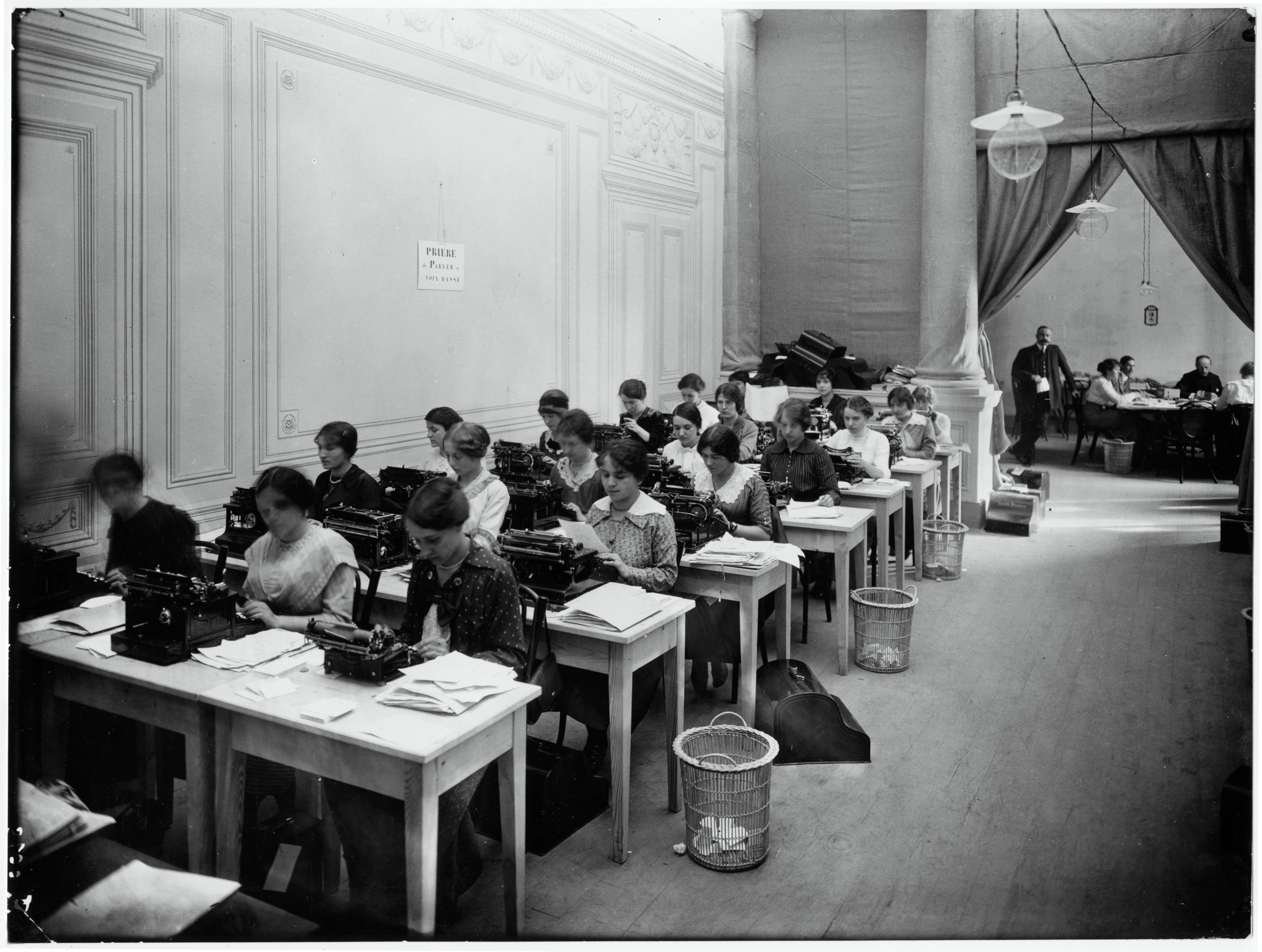
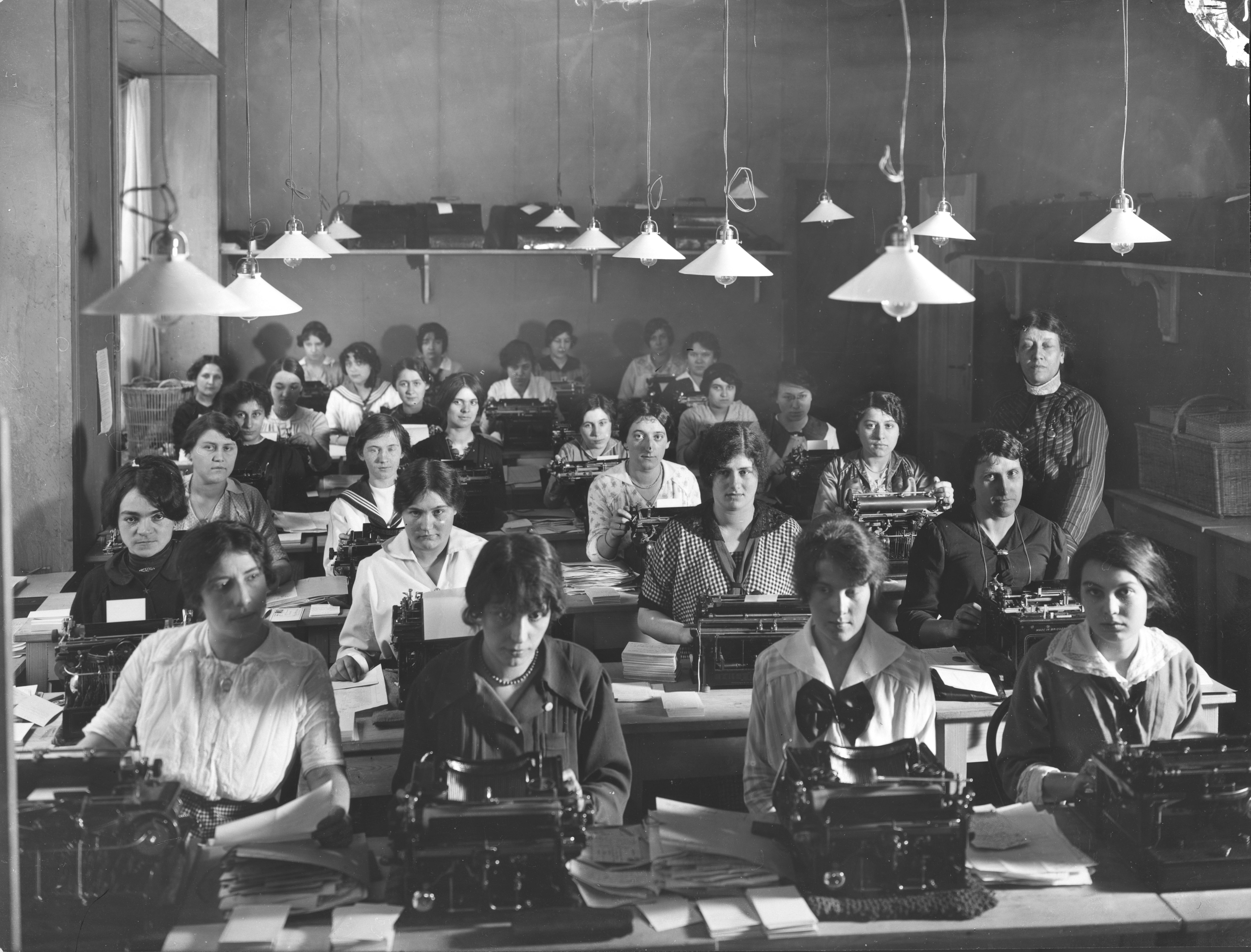
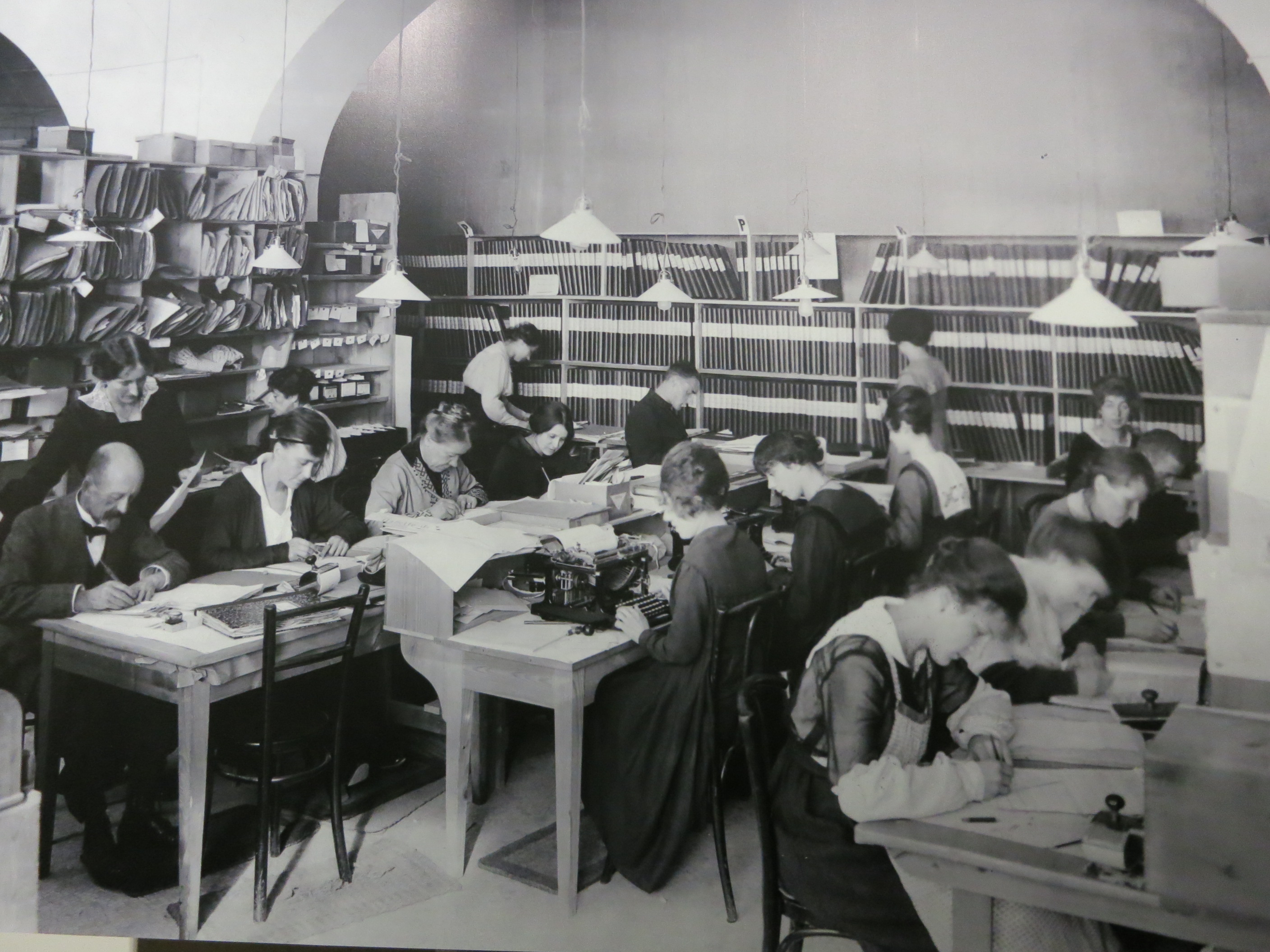
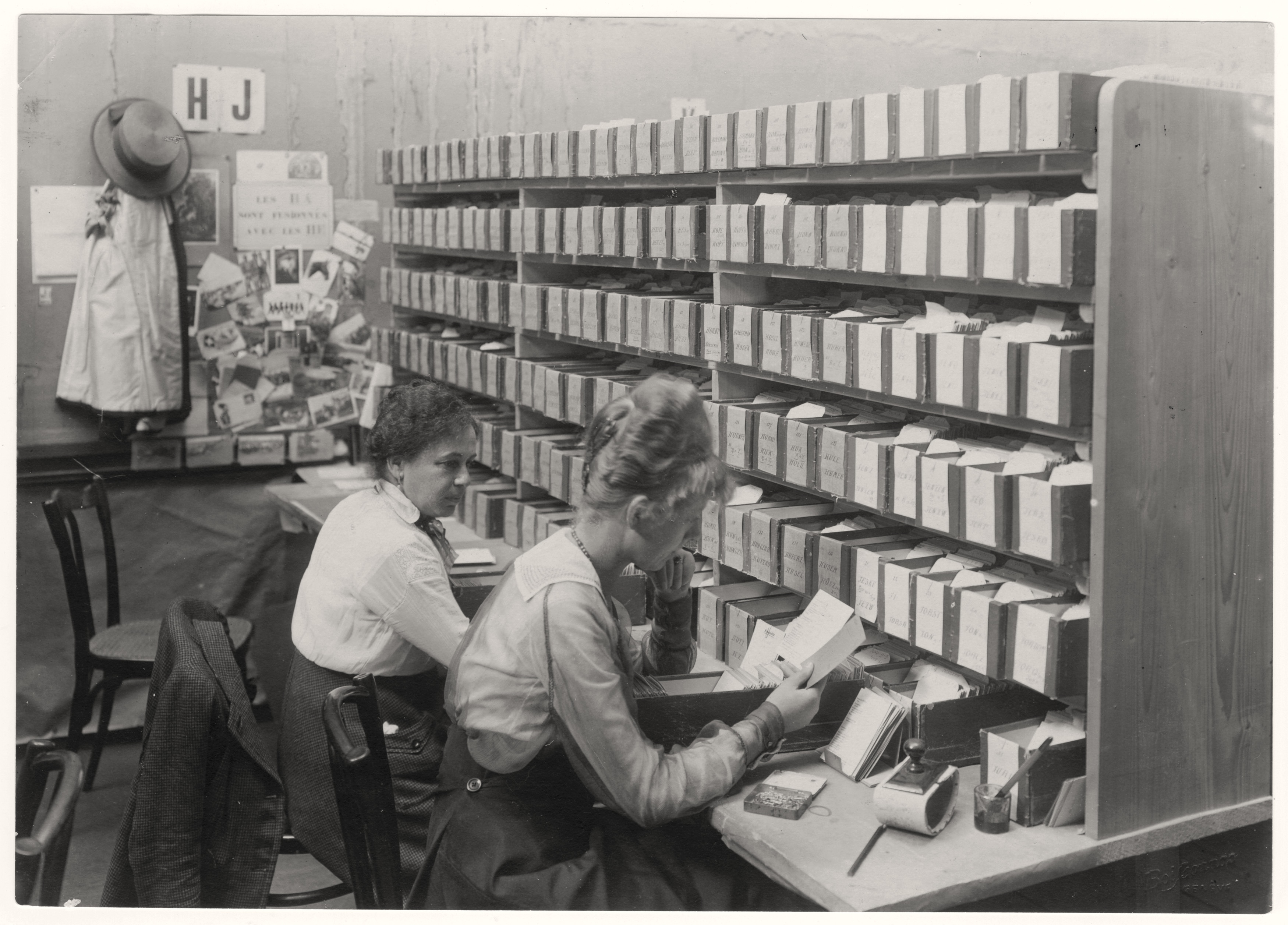
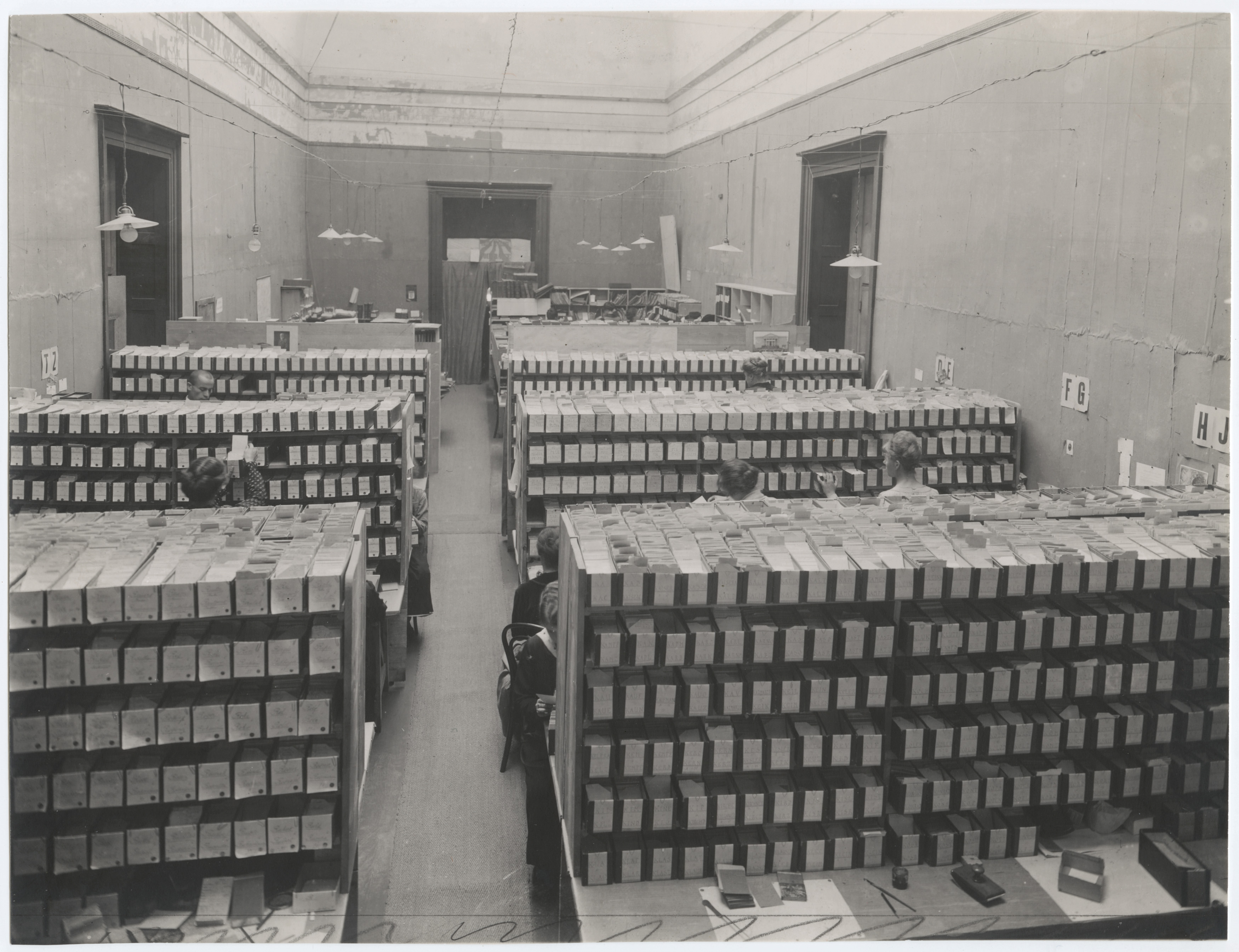
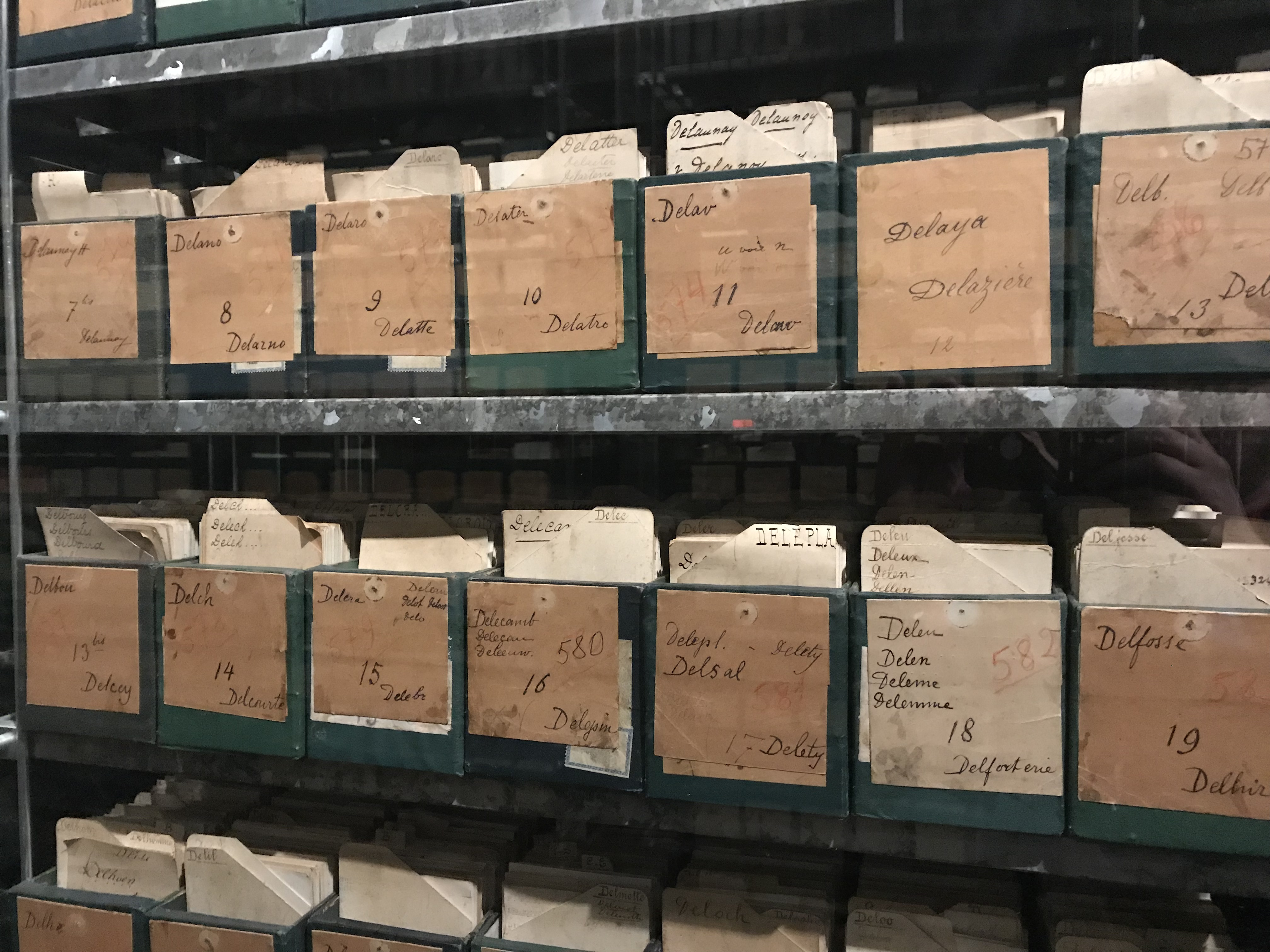
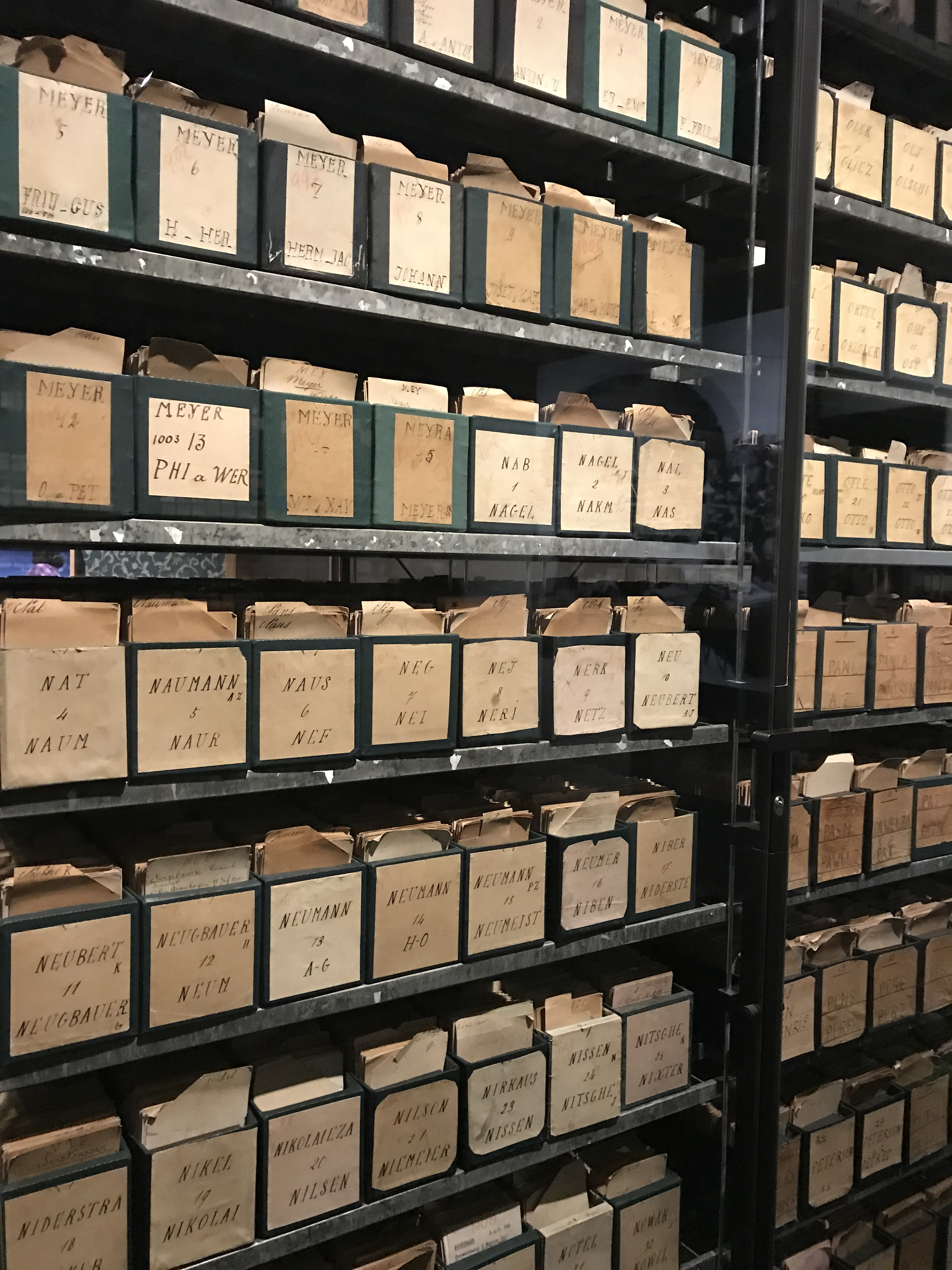
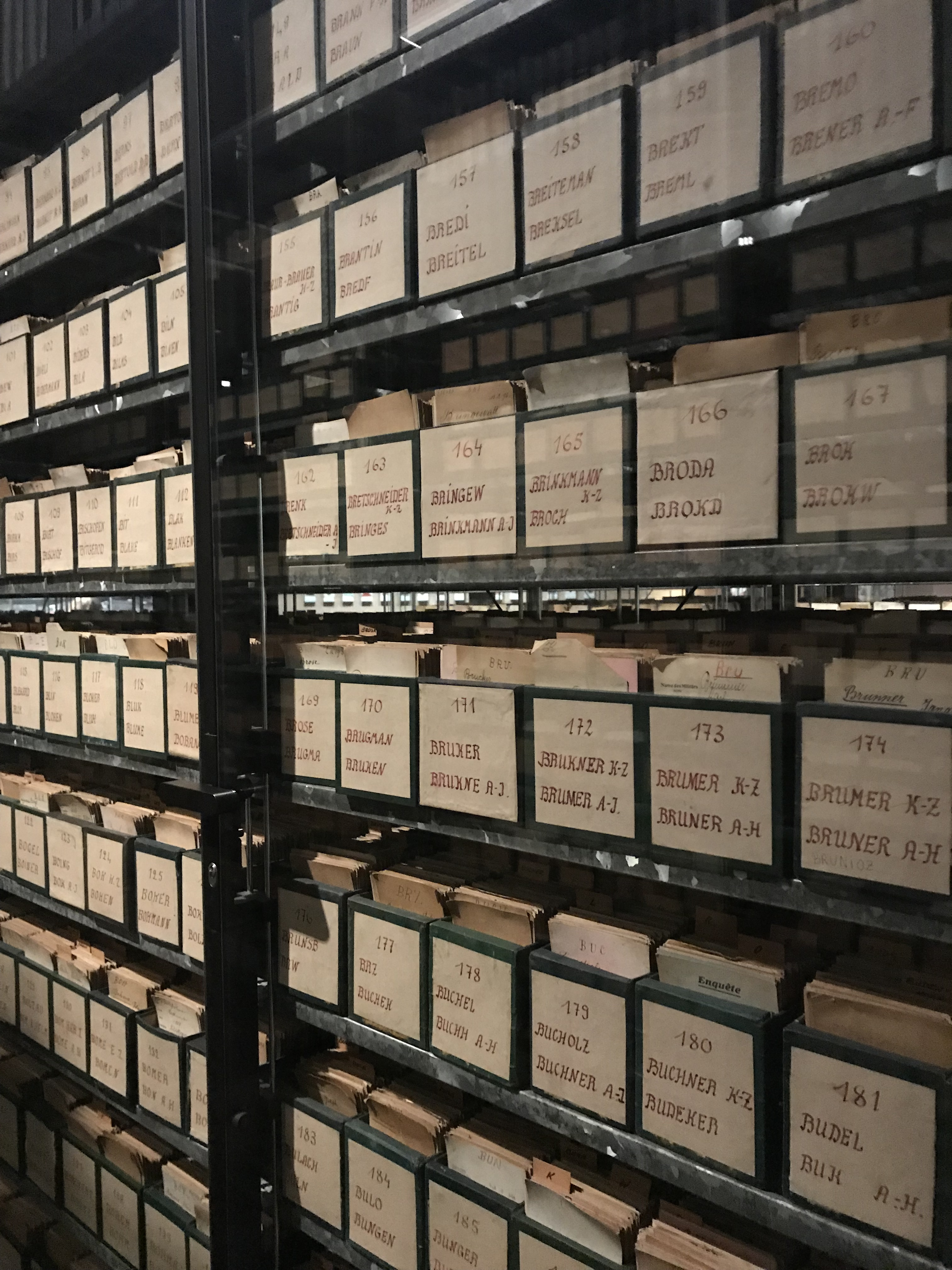
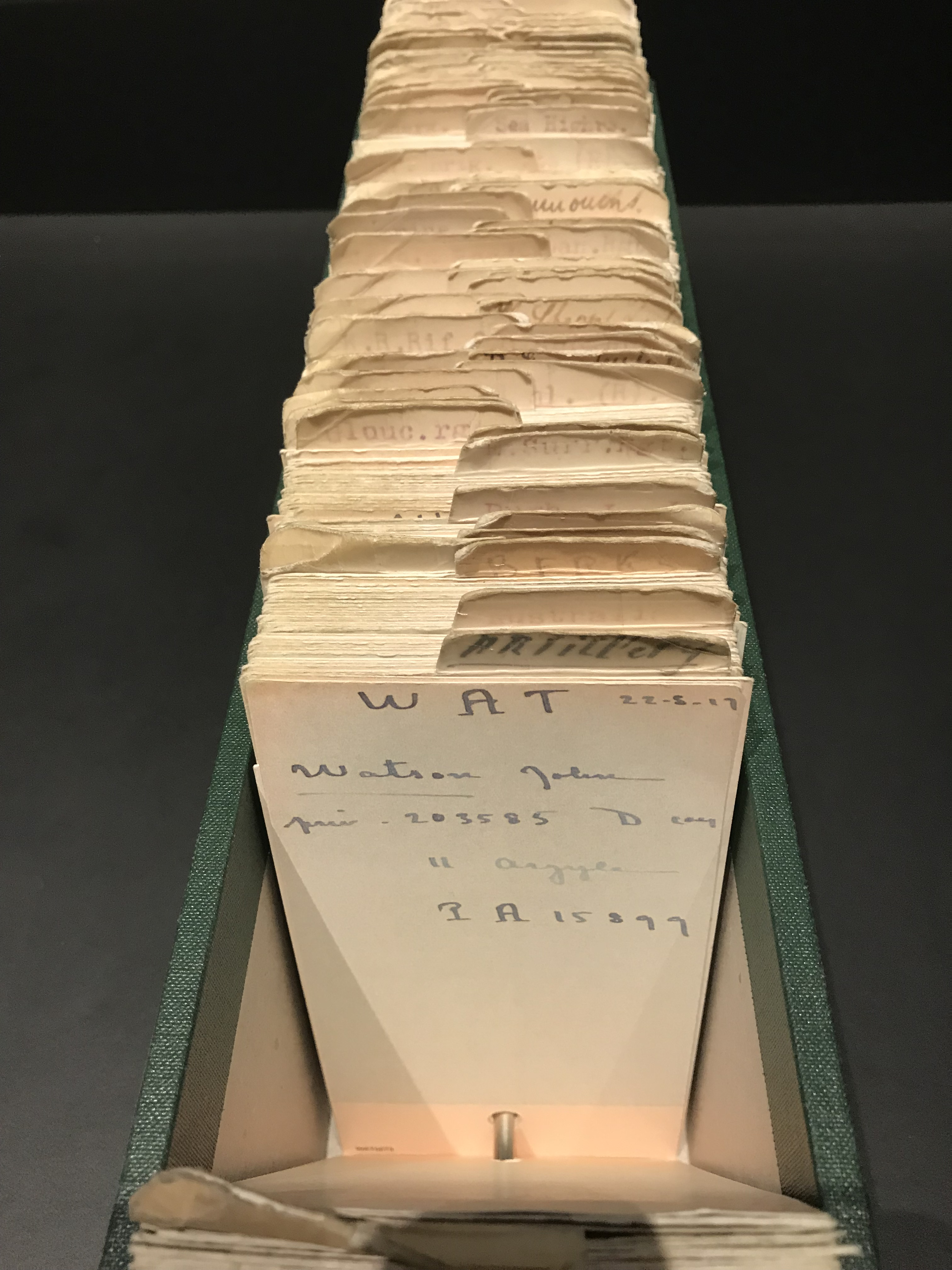
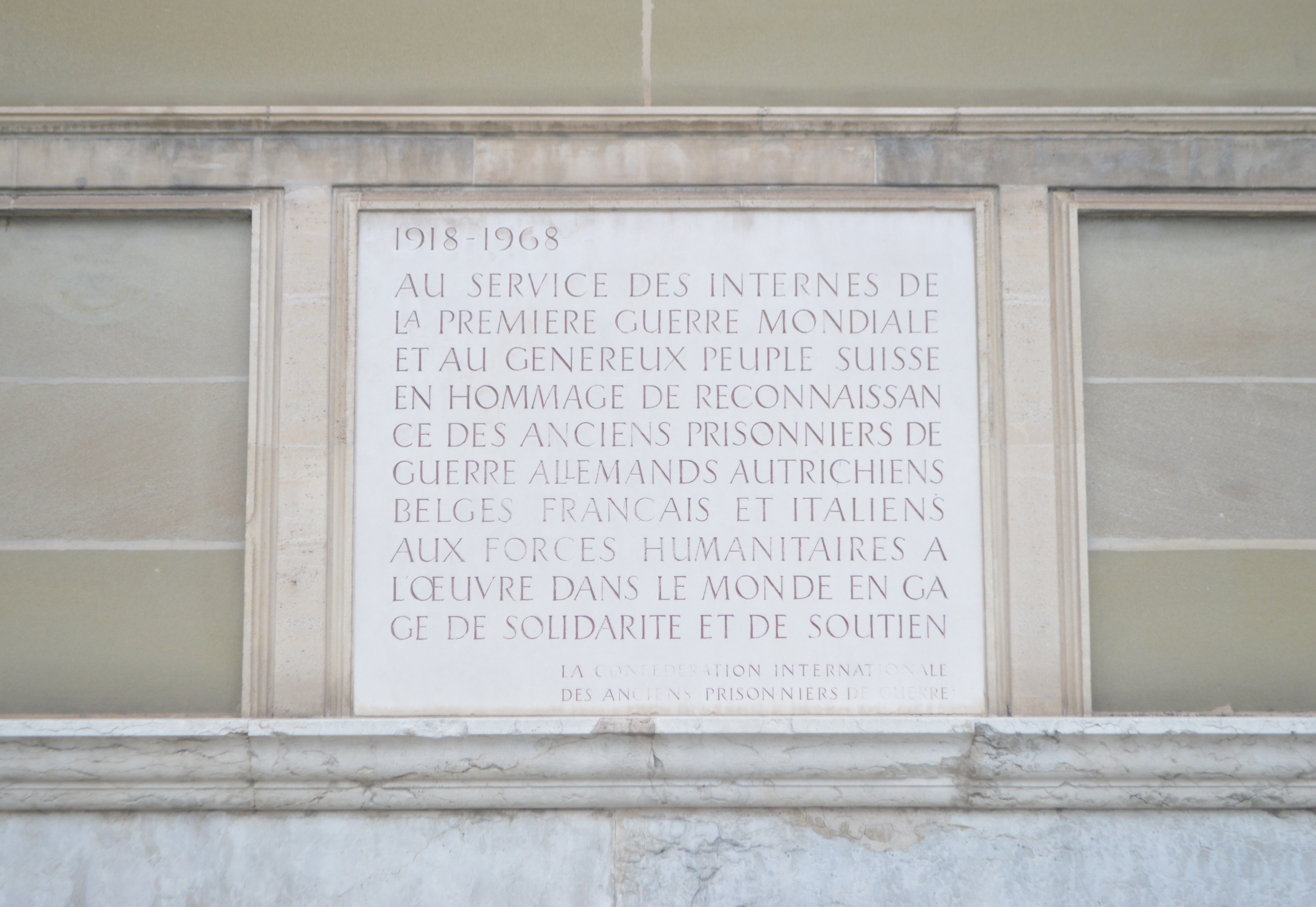

### L'Agence centrale pendant la Seconde Guerre mondiale

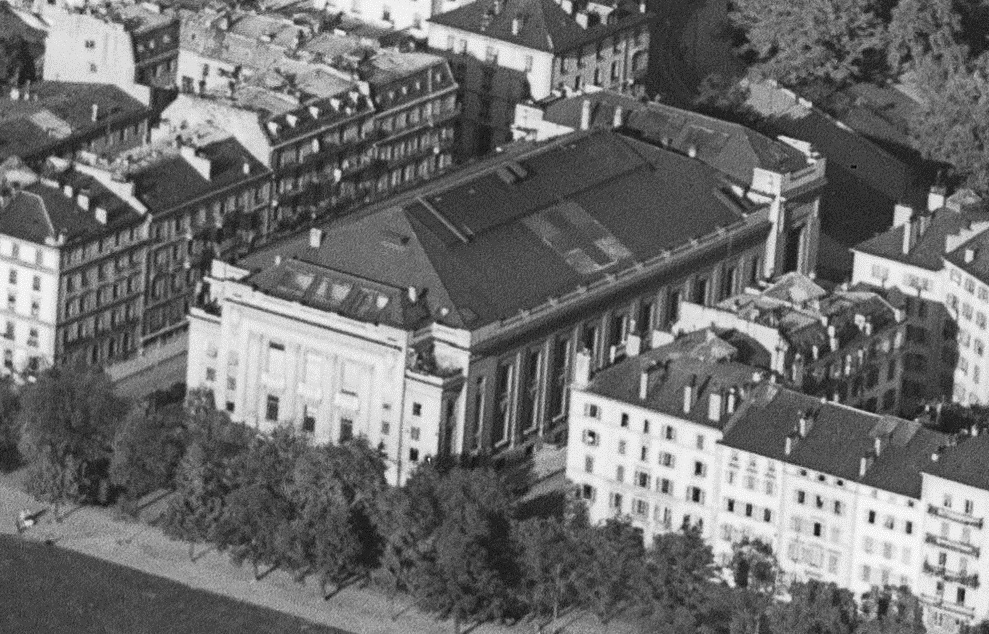
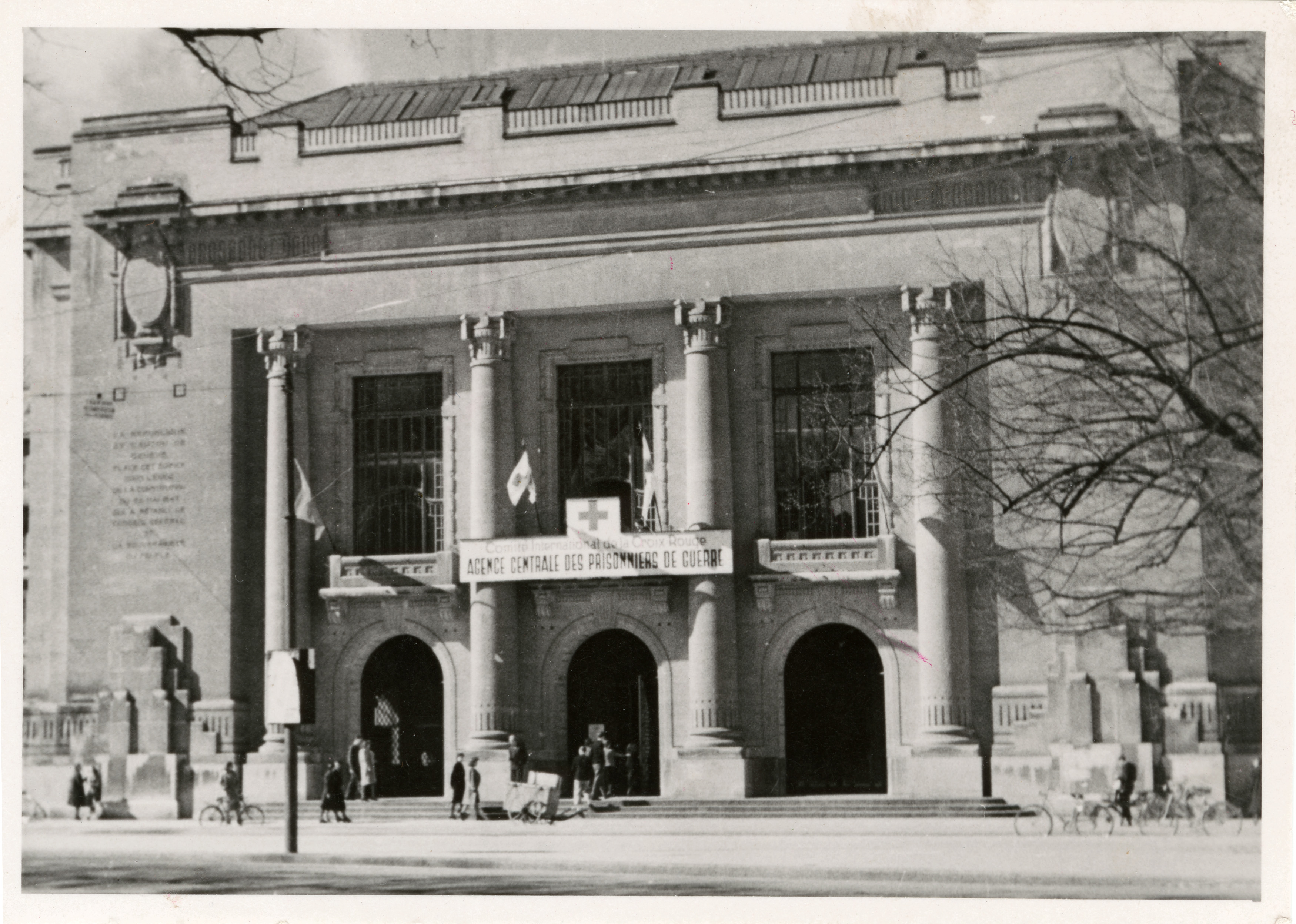
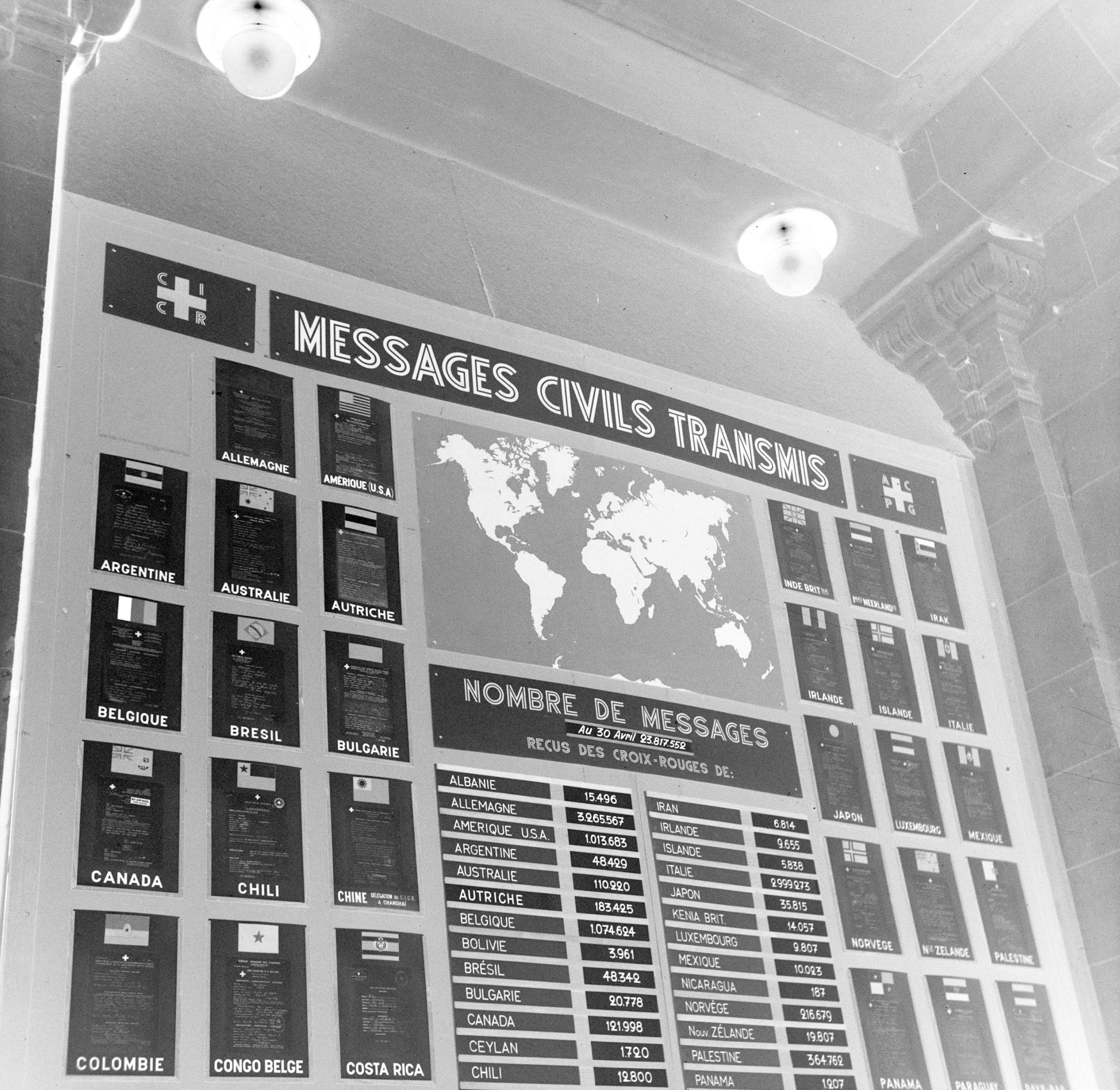
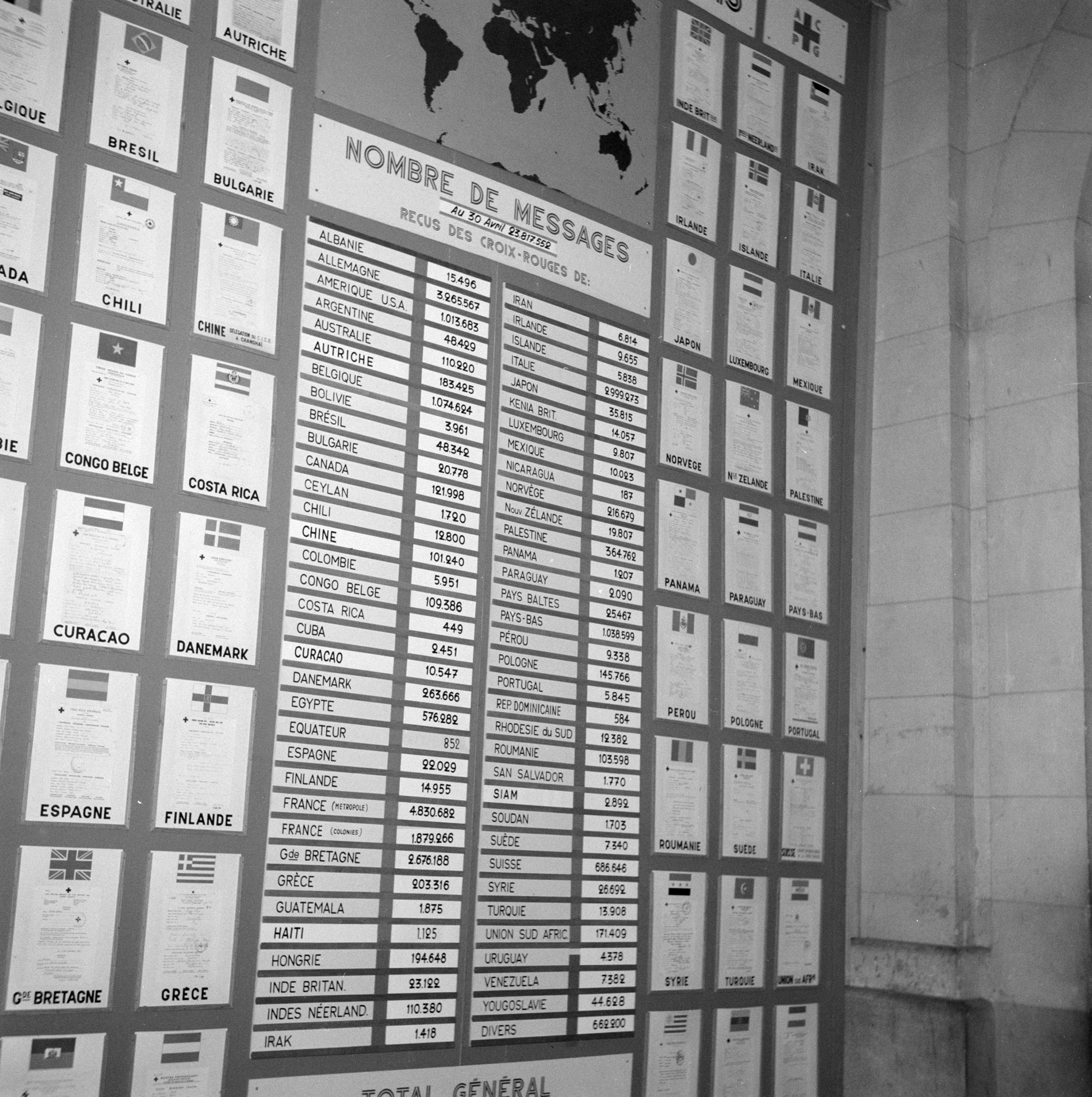
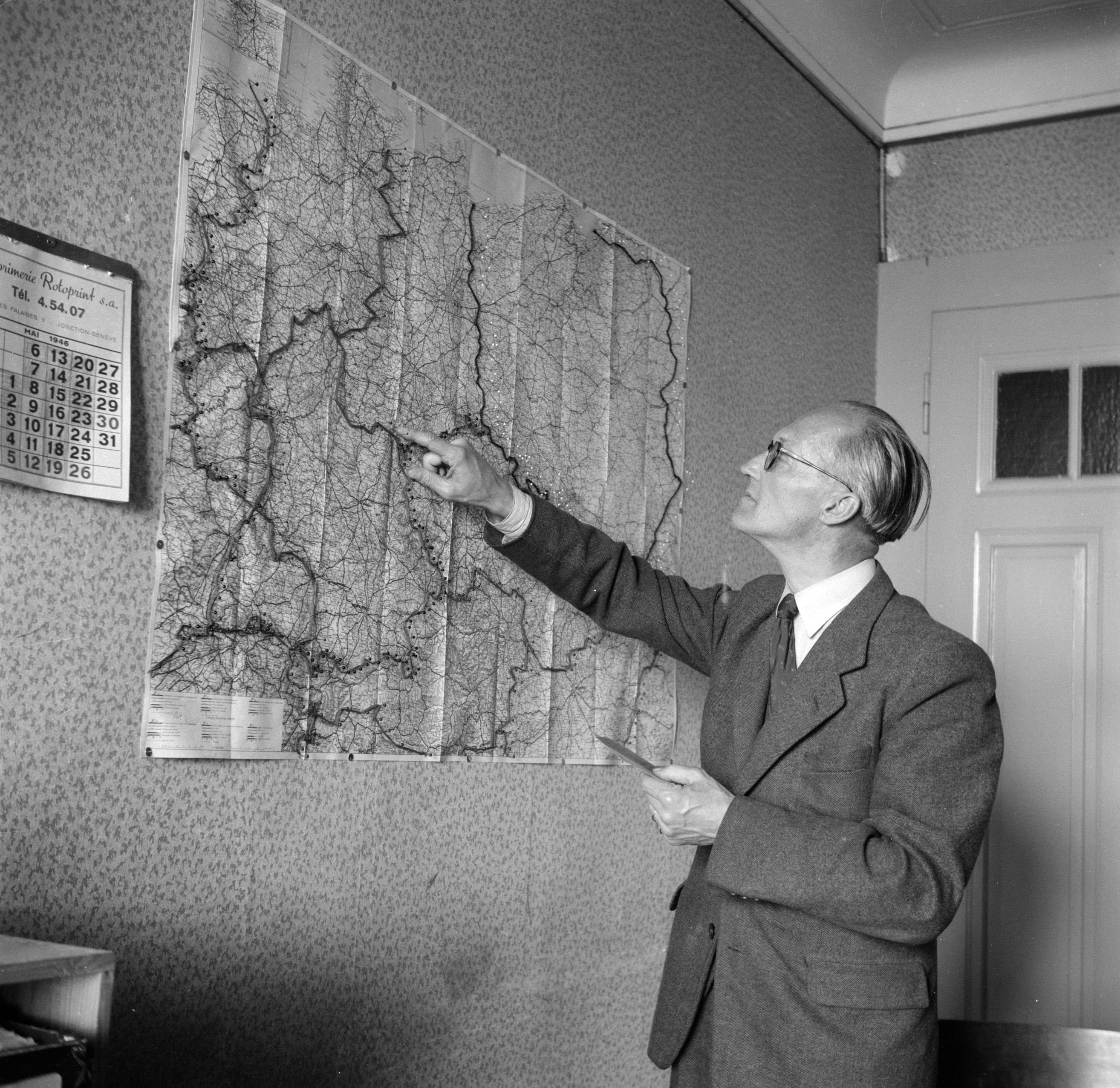
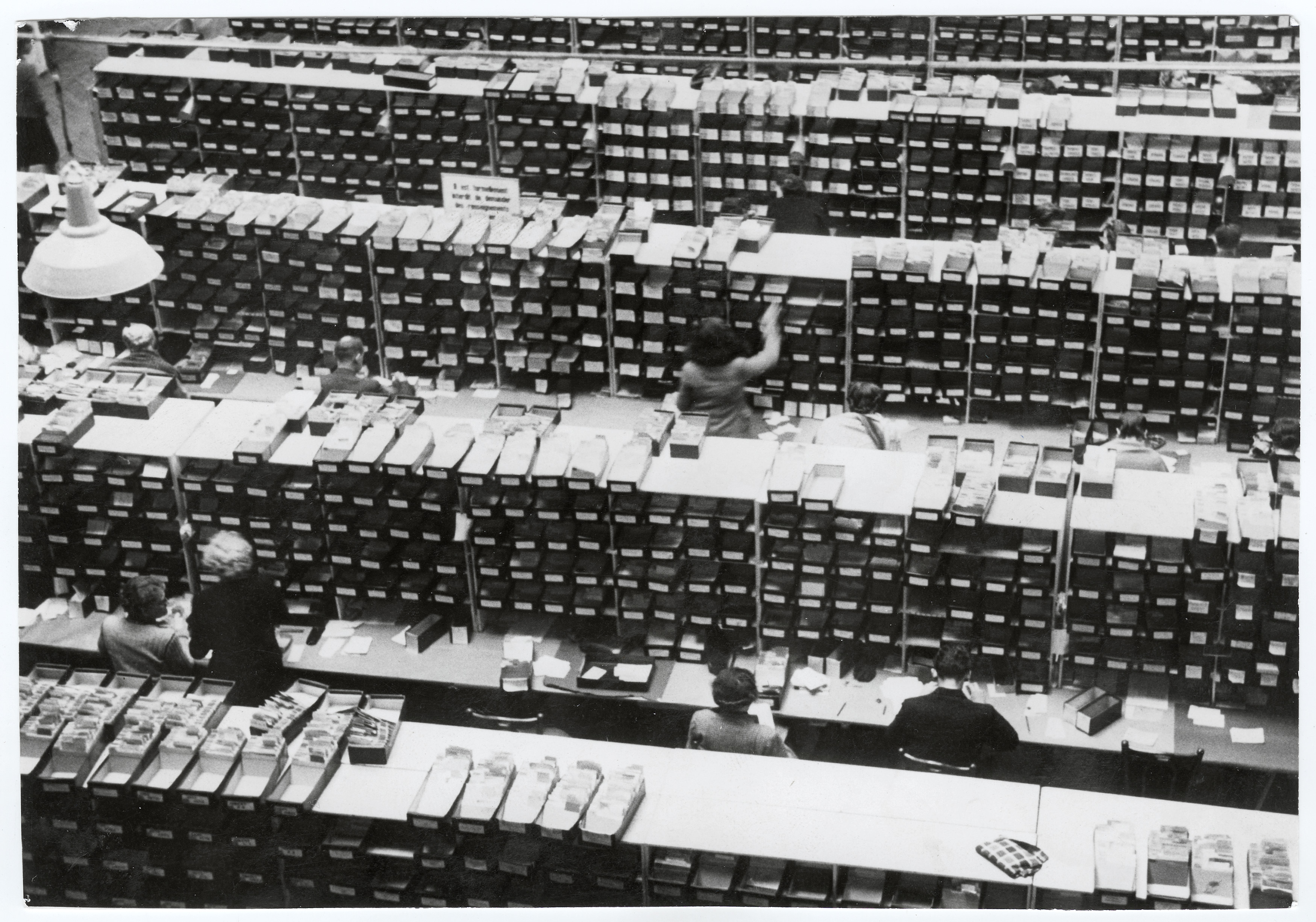
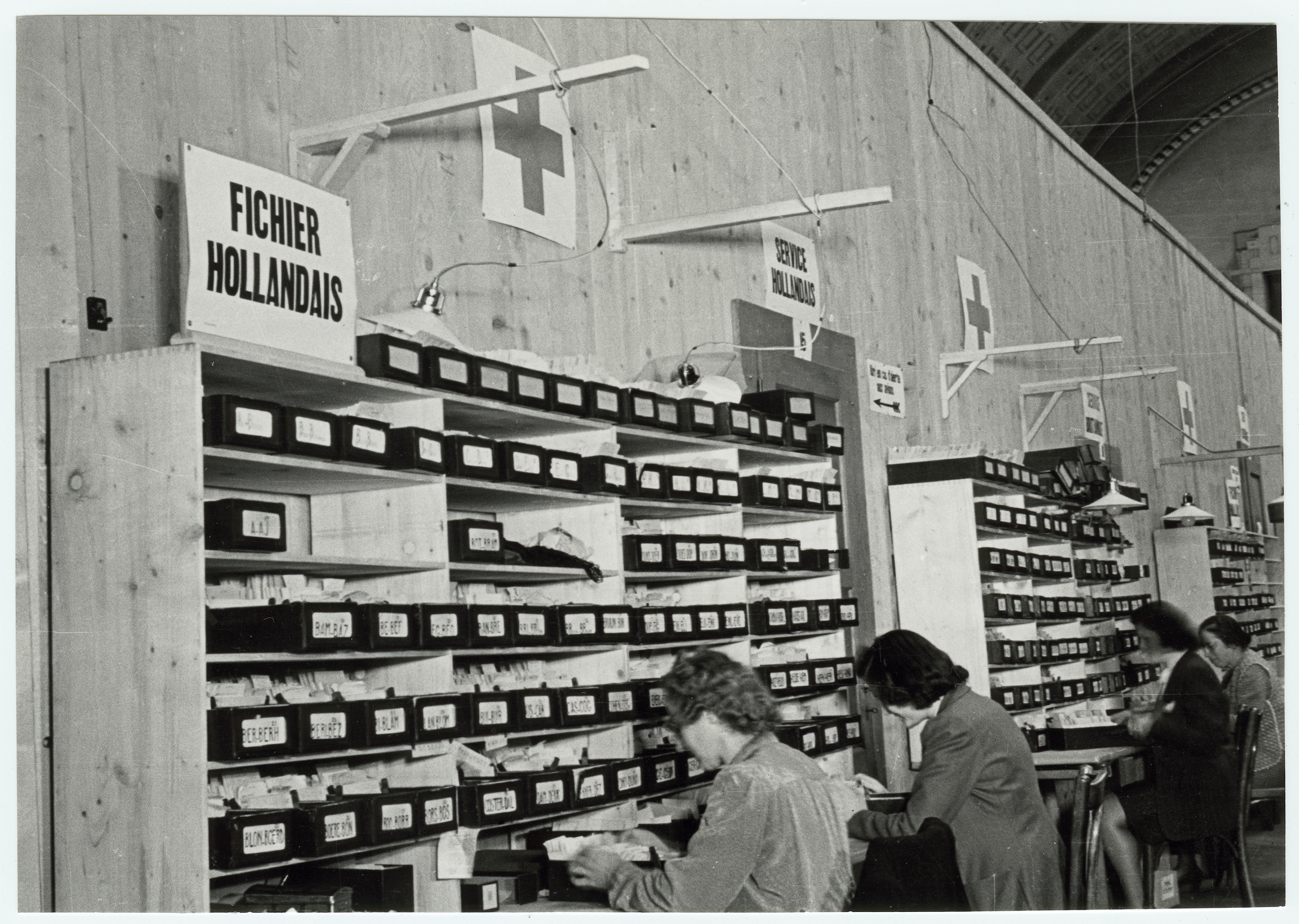
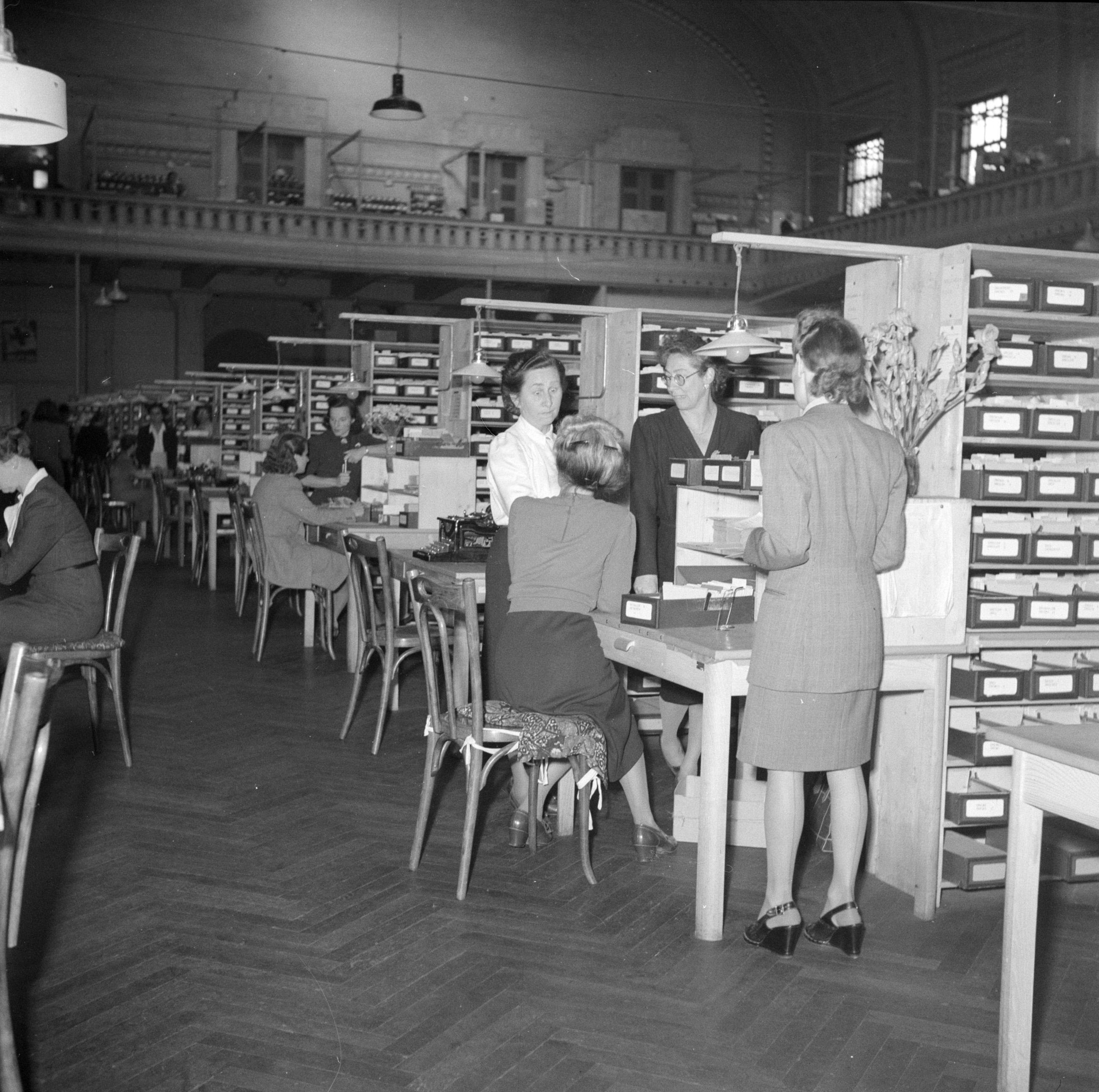
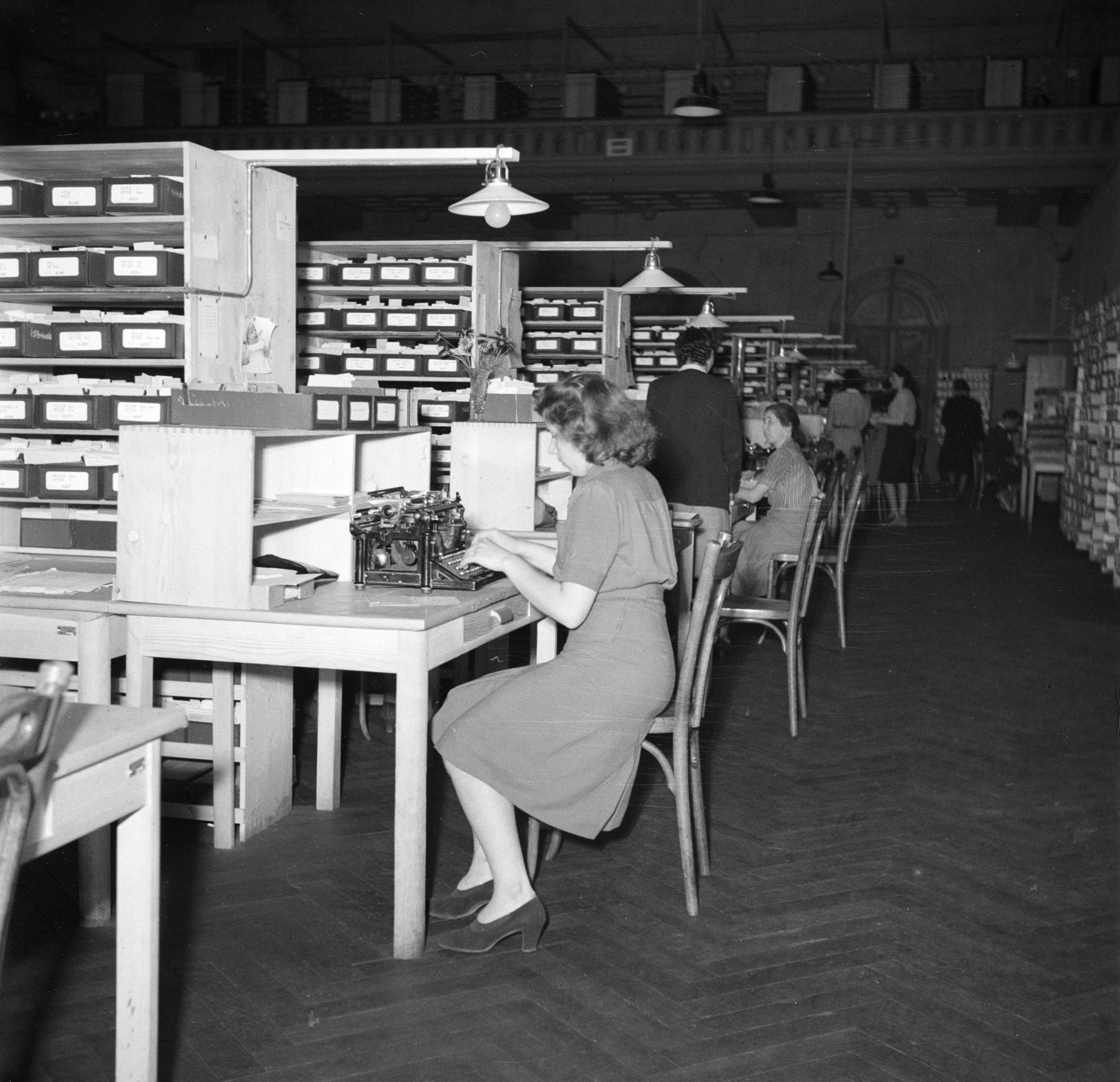
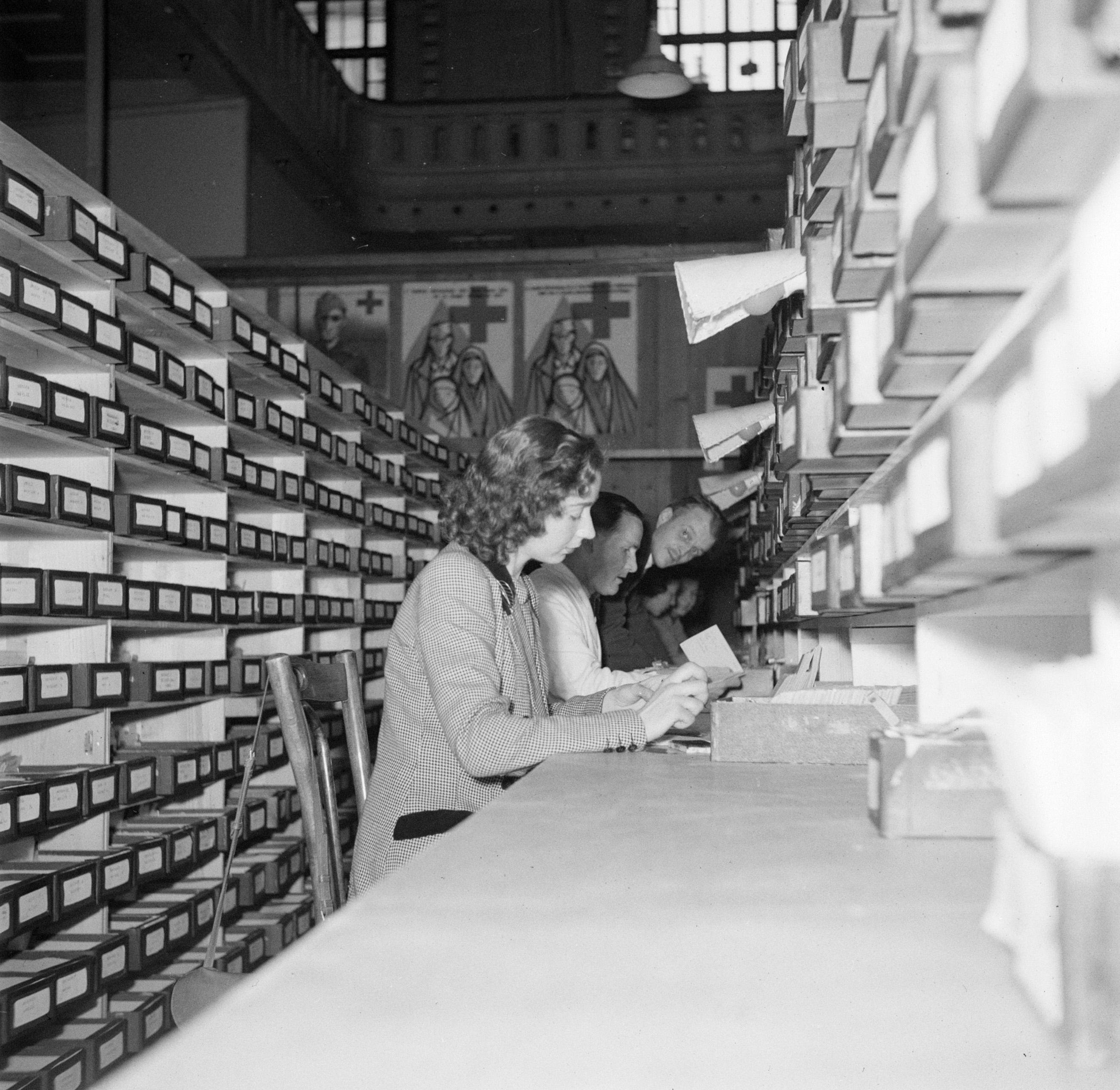
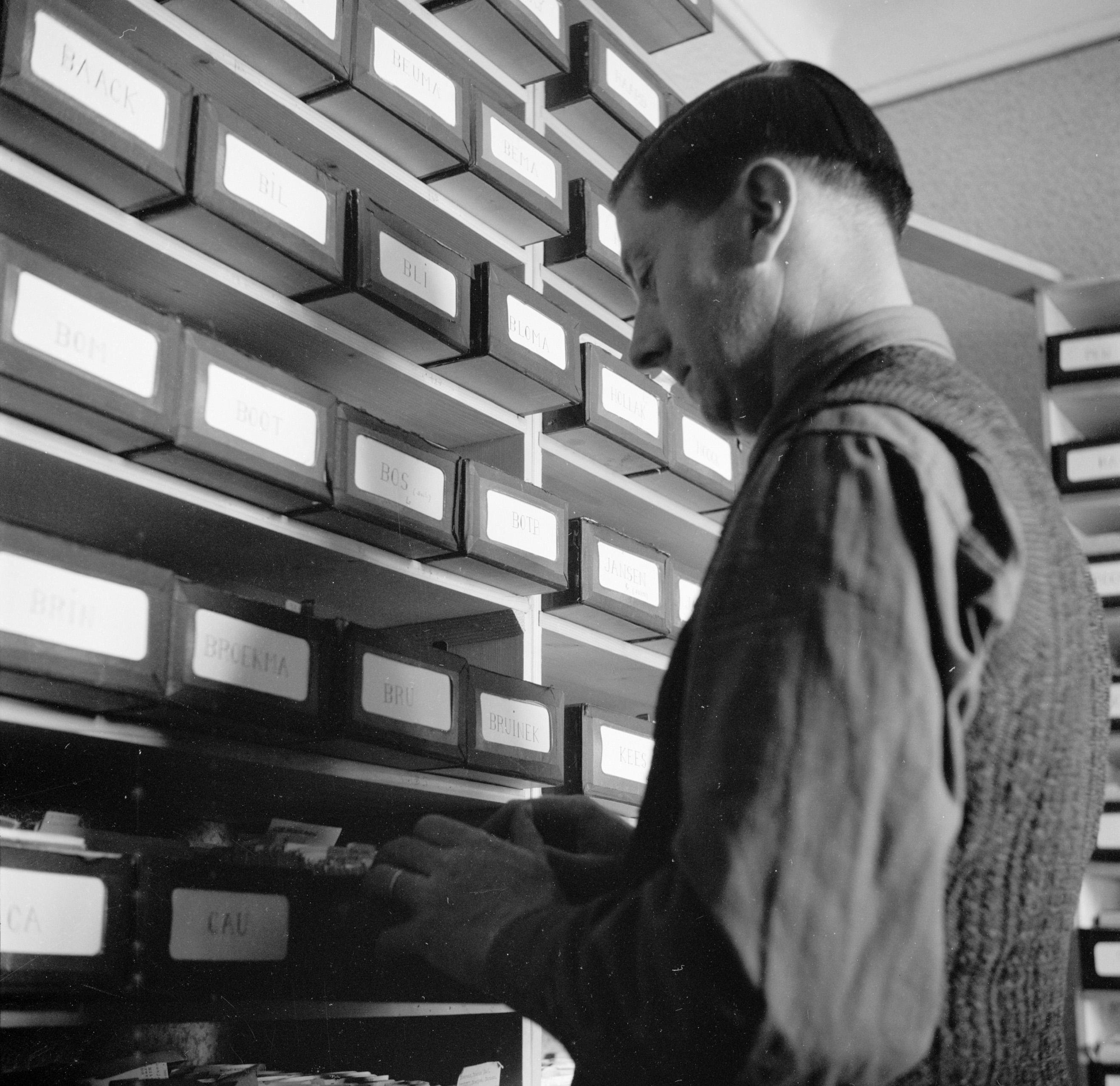
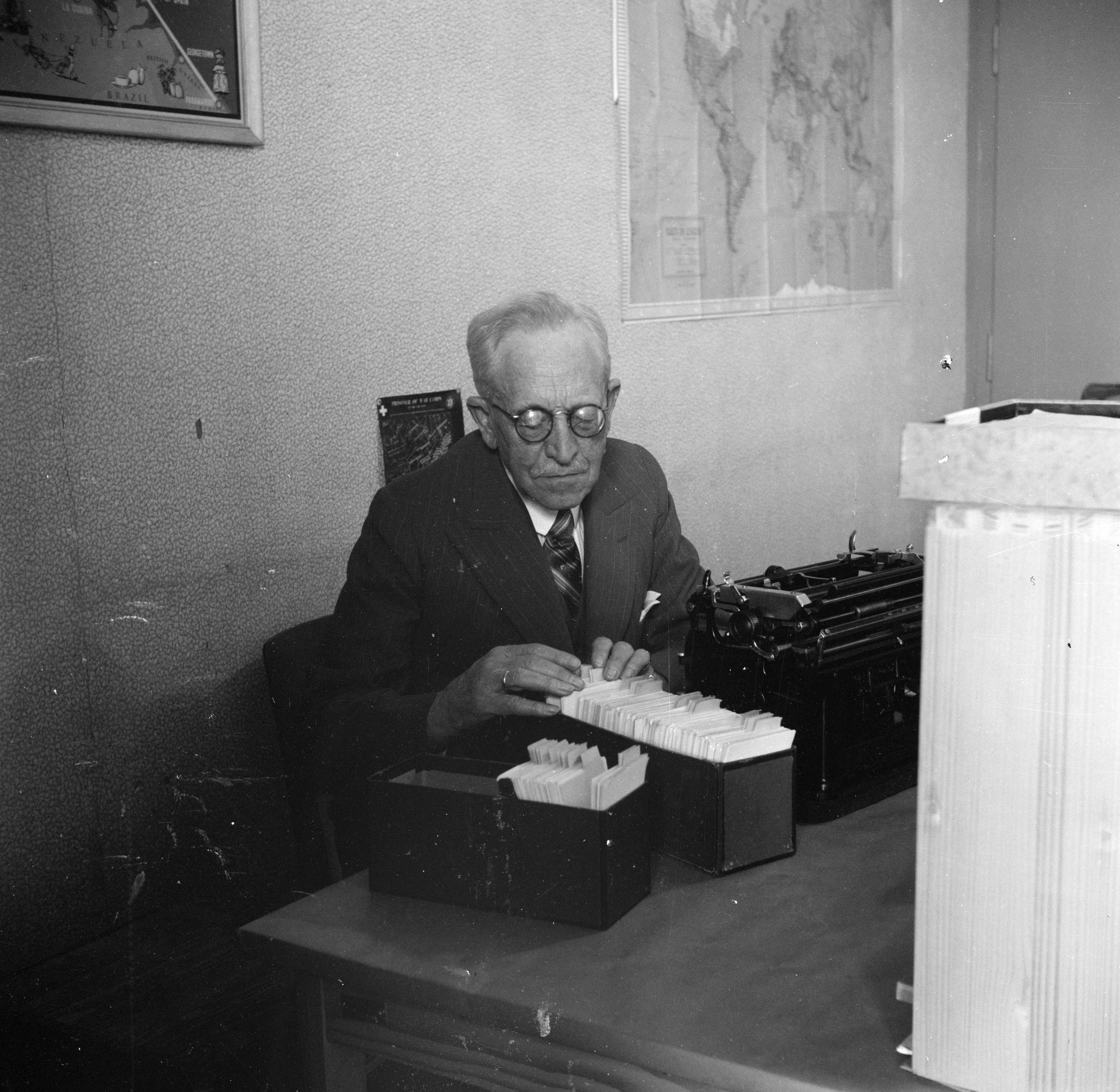
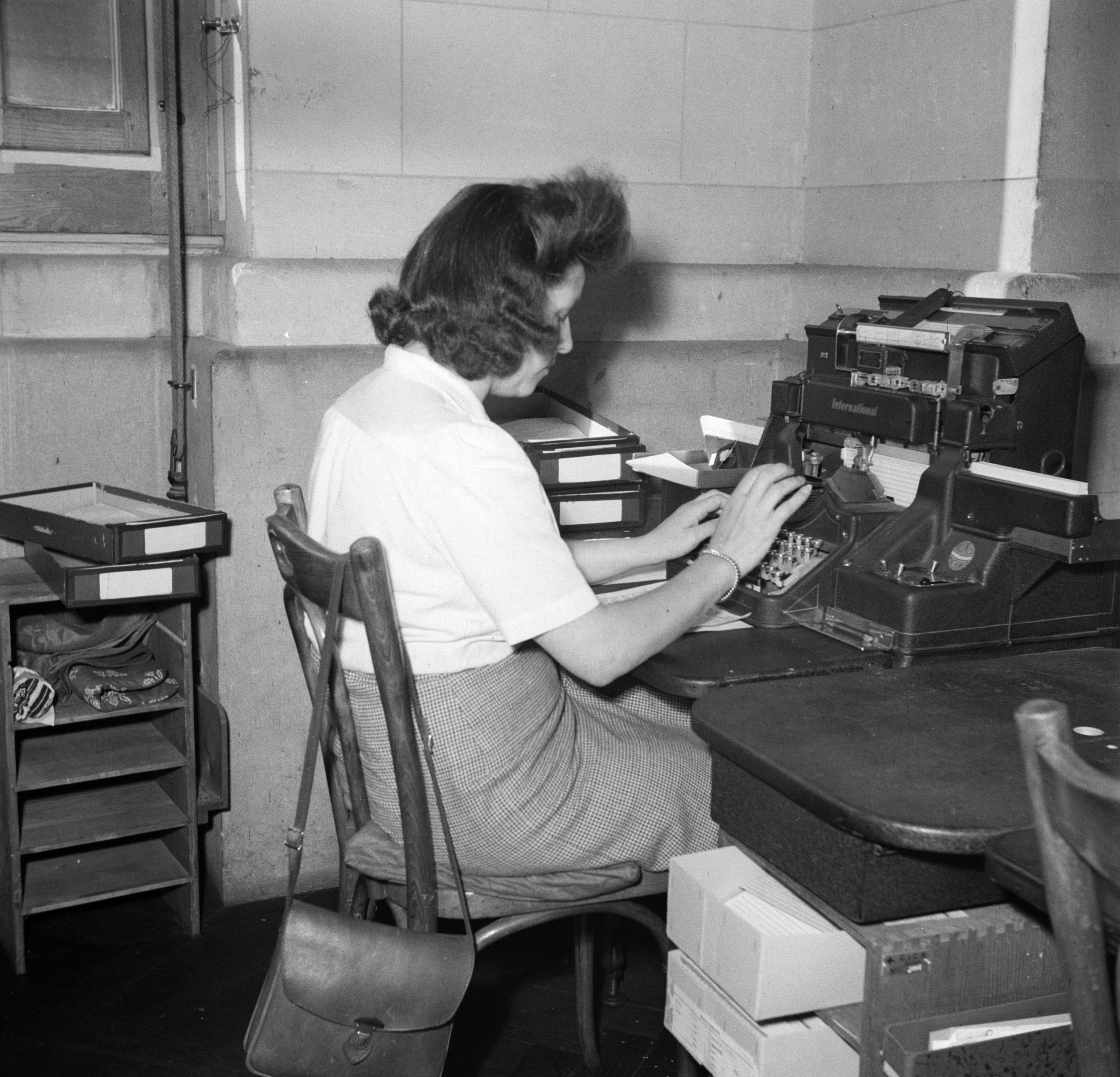
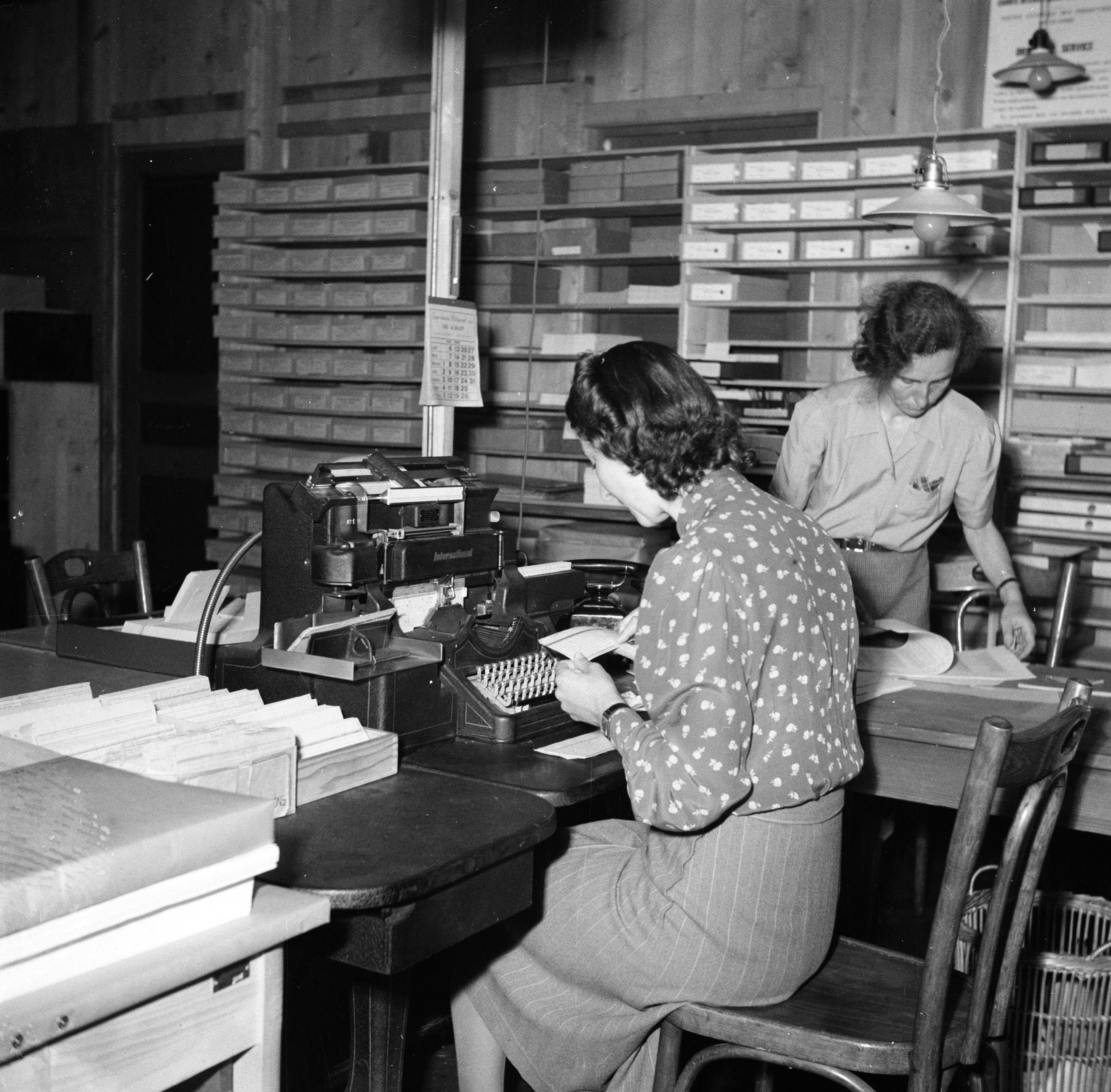
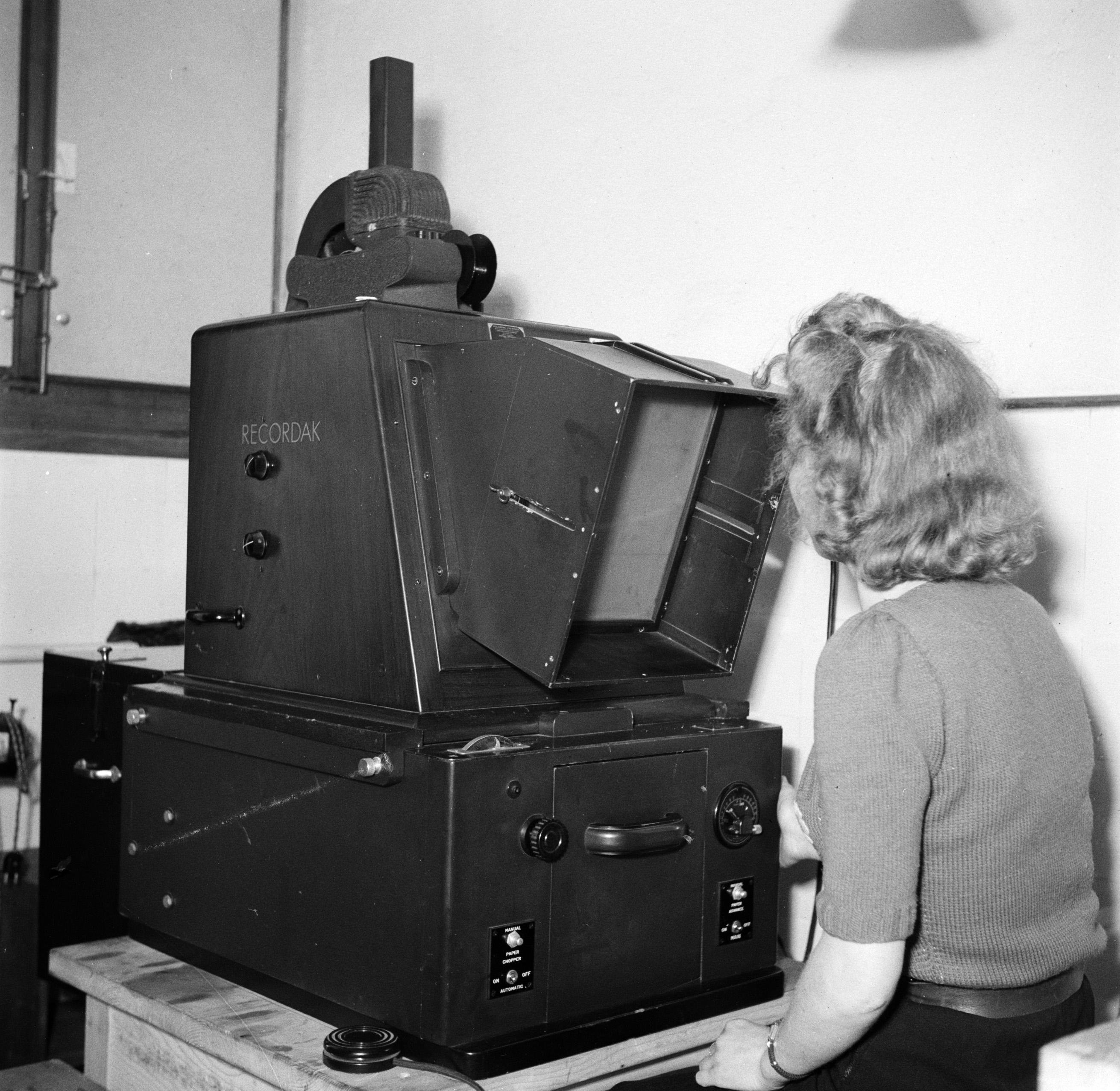
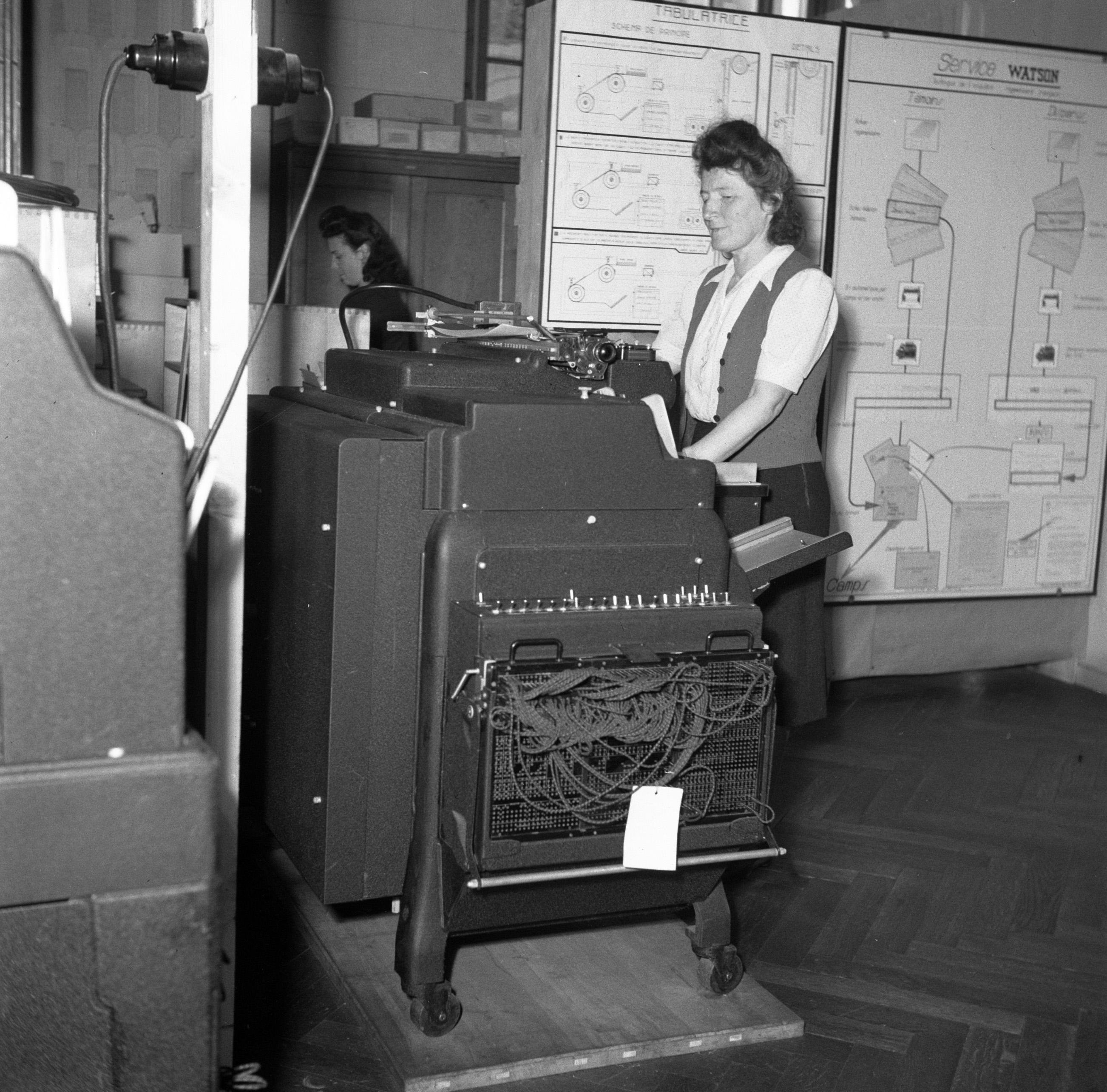
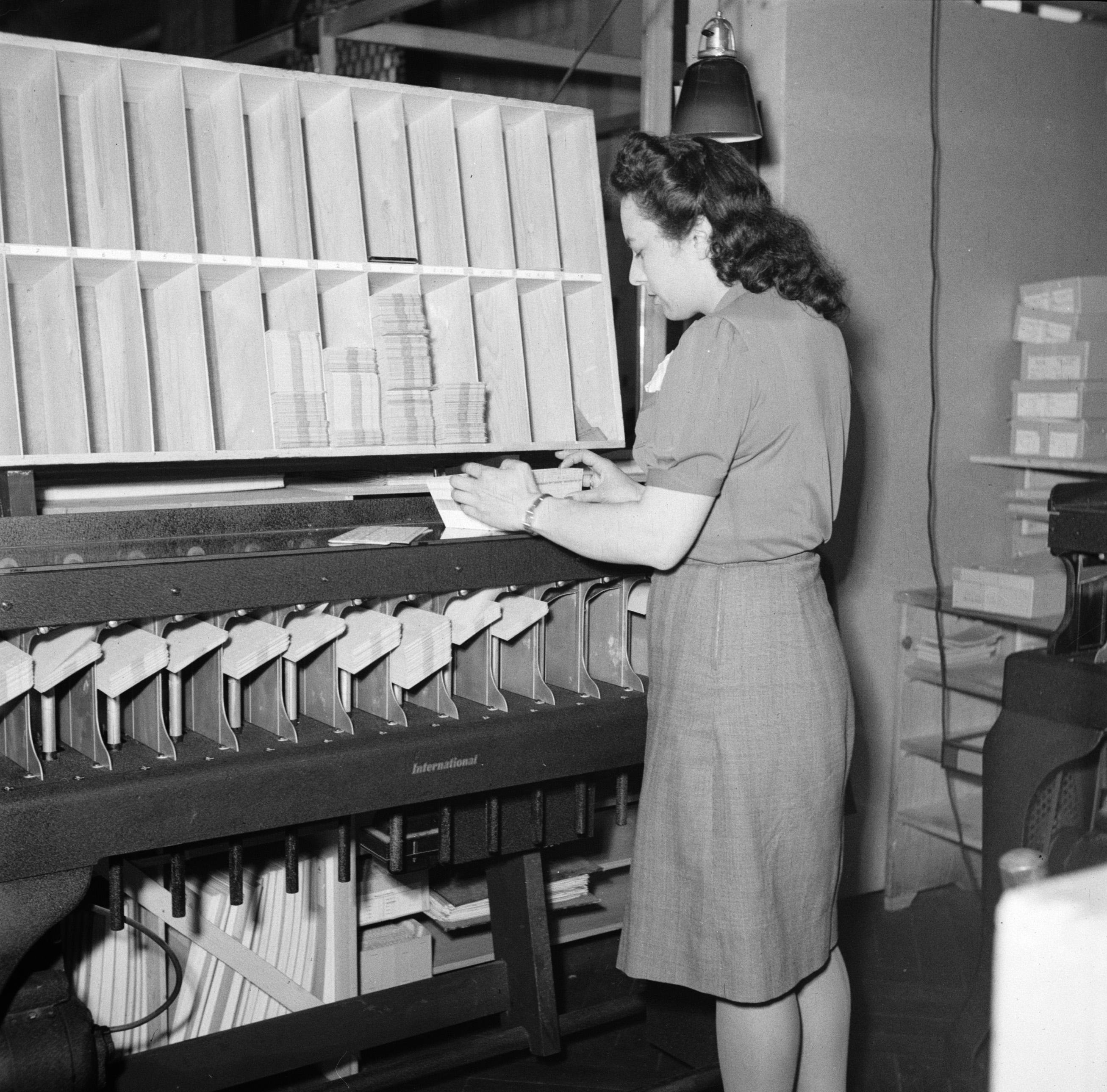
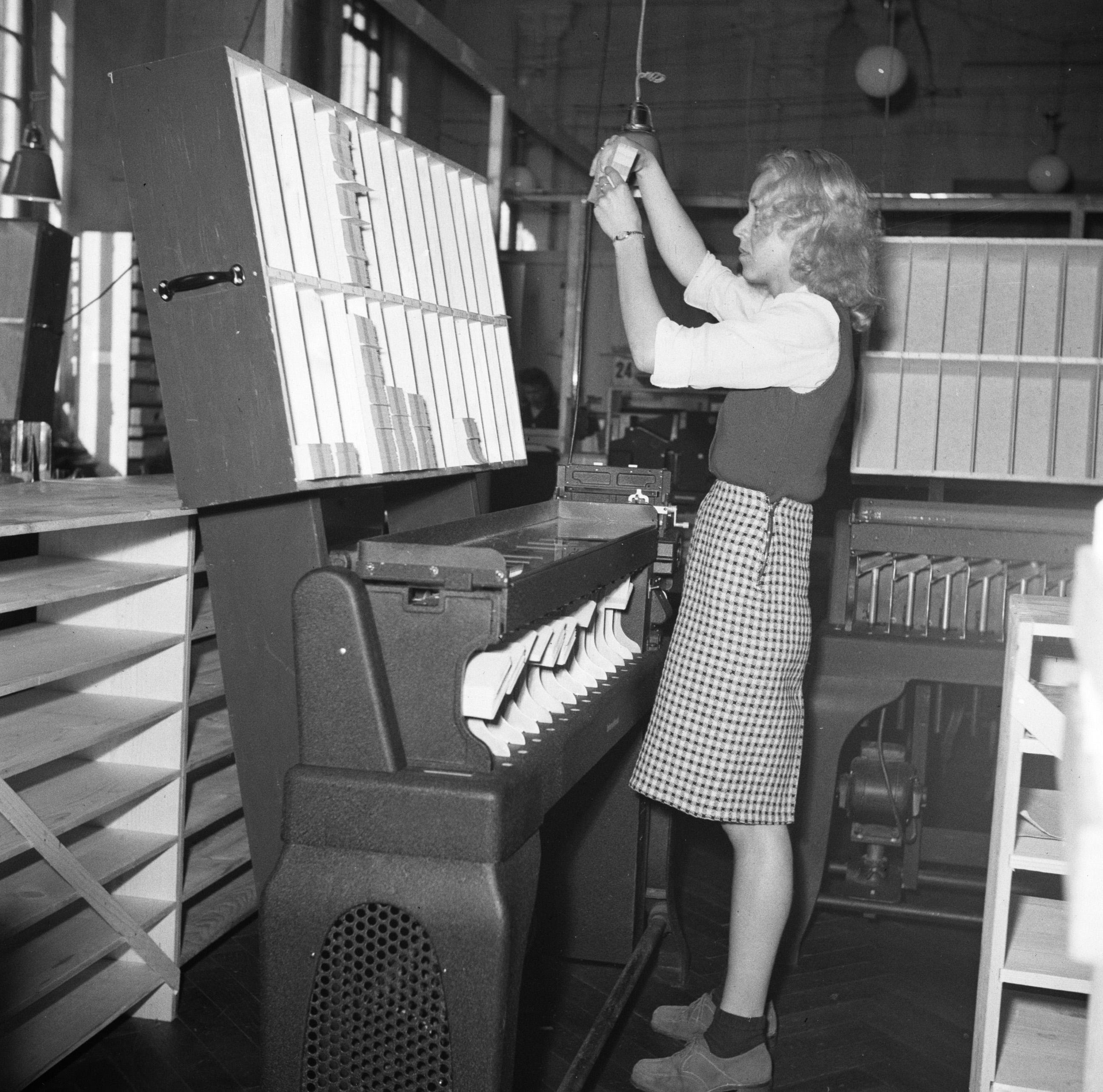
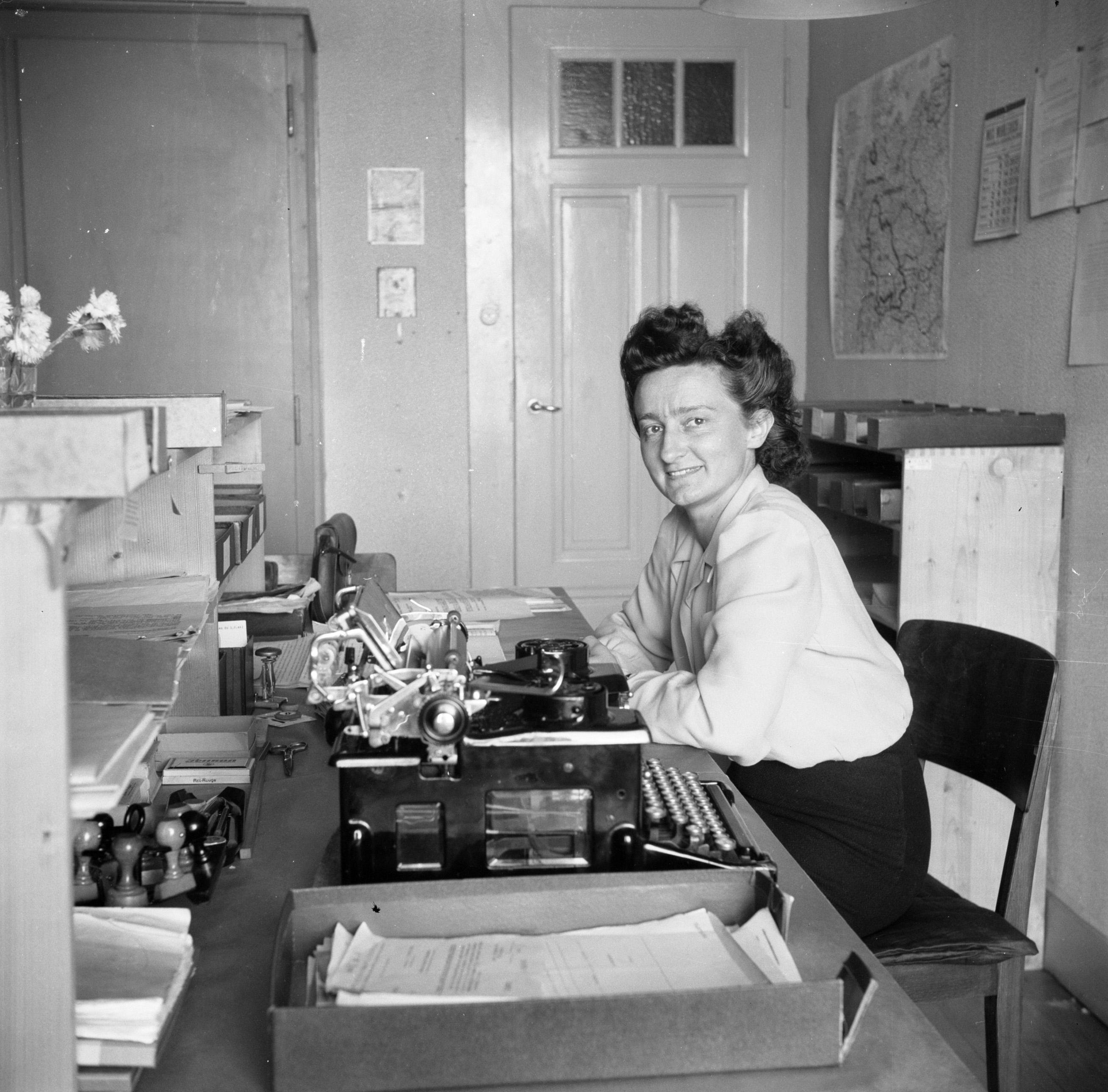
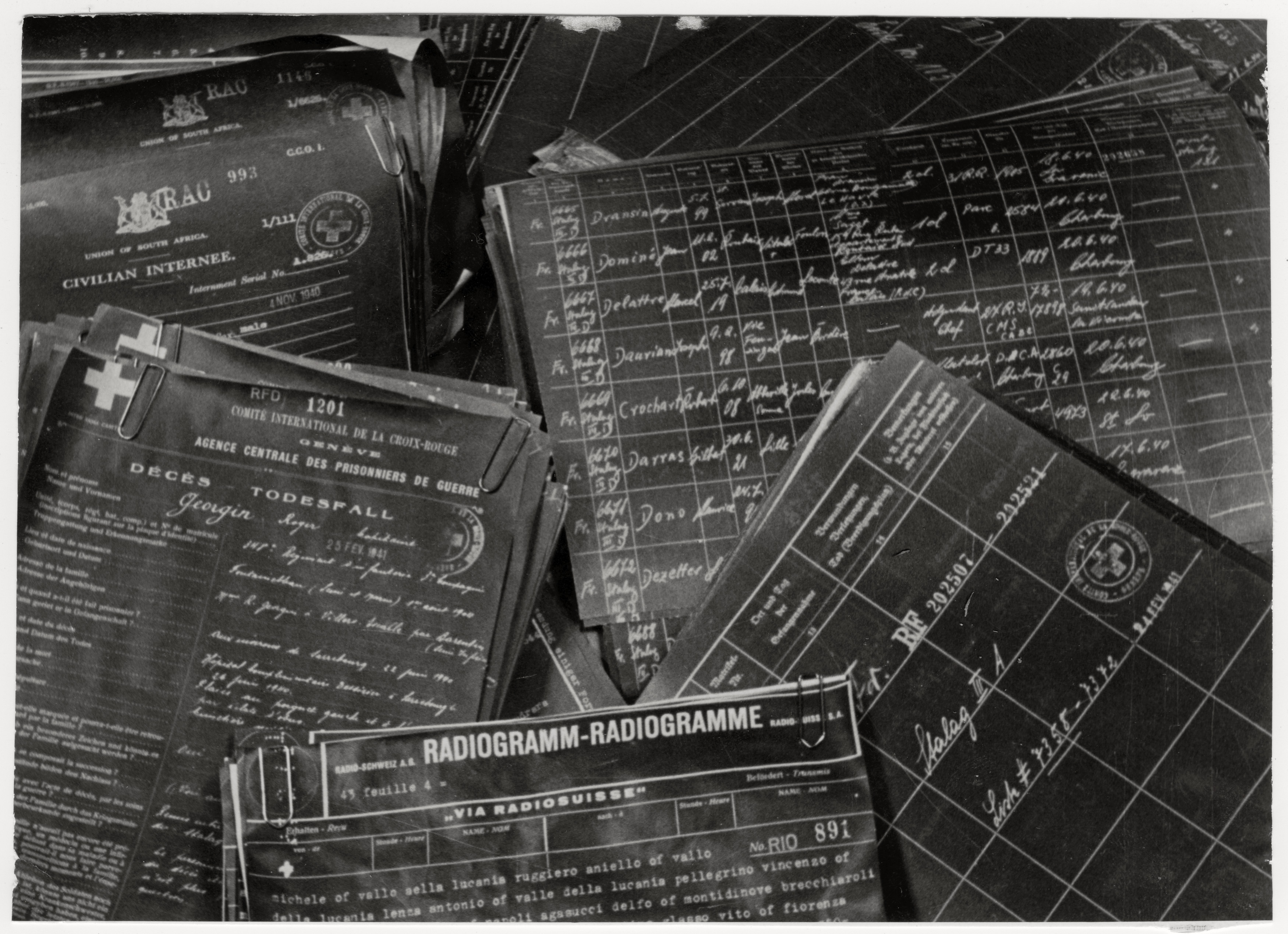

### Les archives publiques du Siège (depuis 1984)

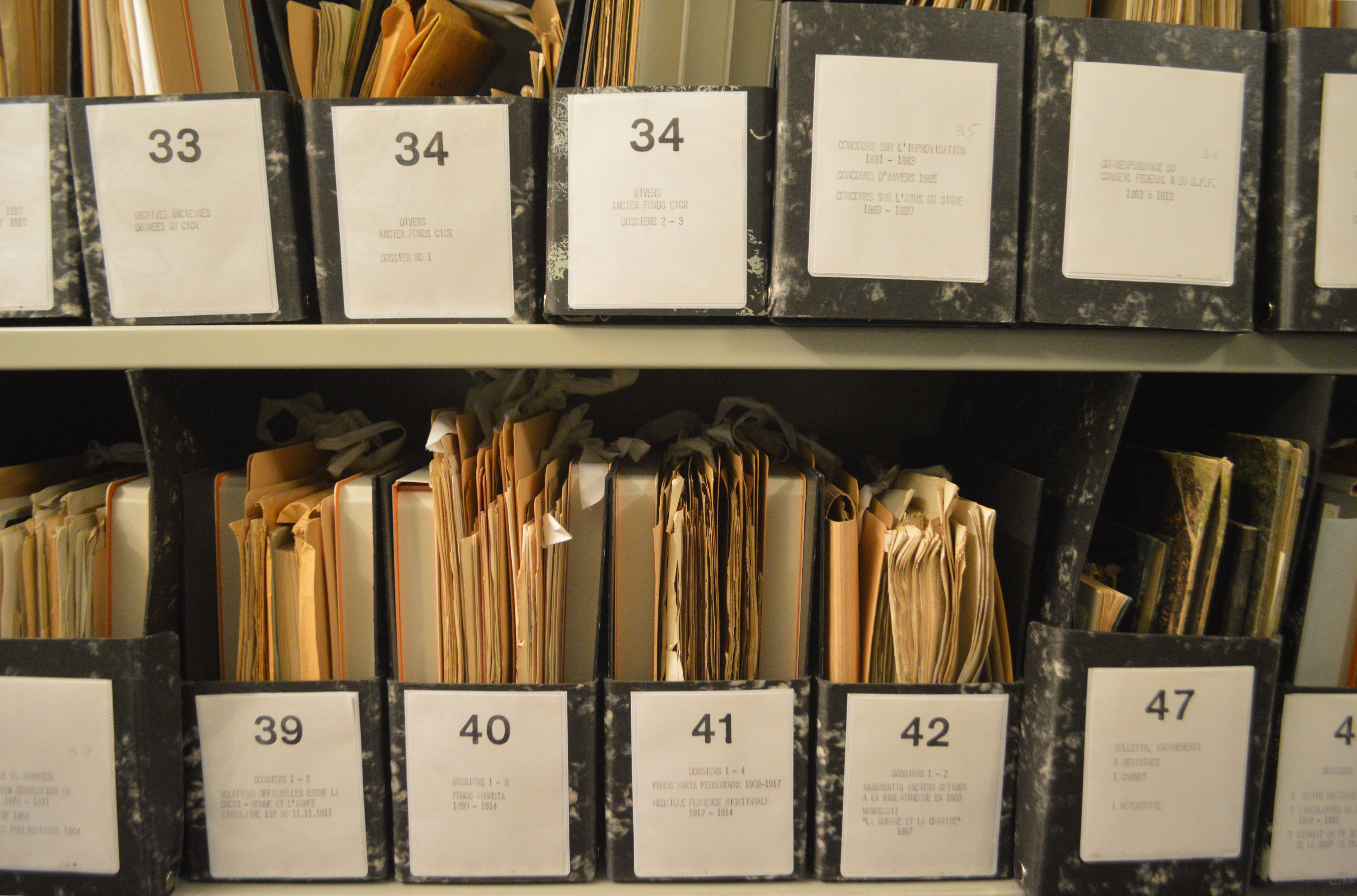
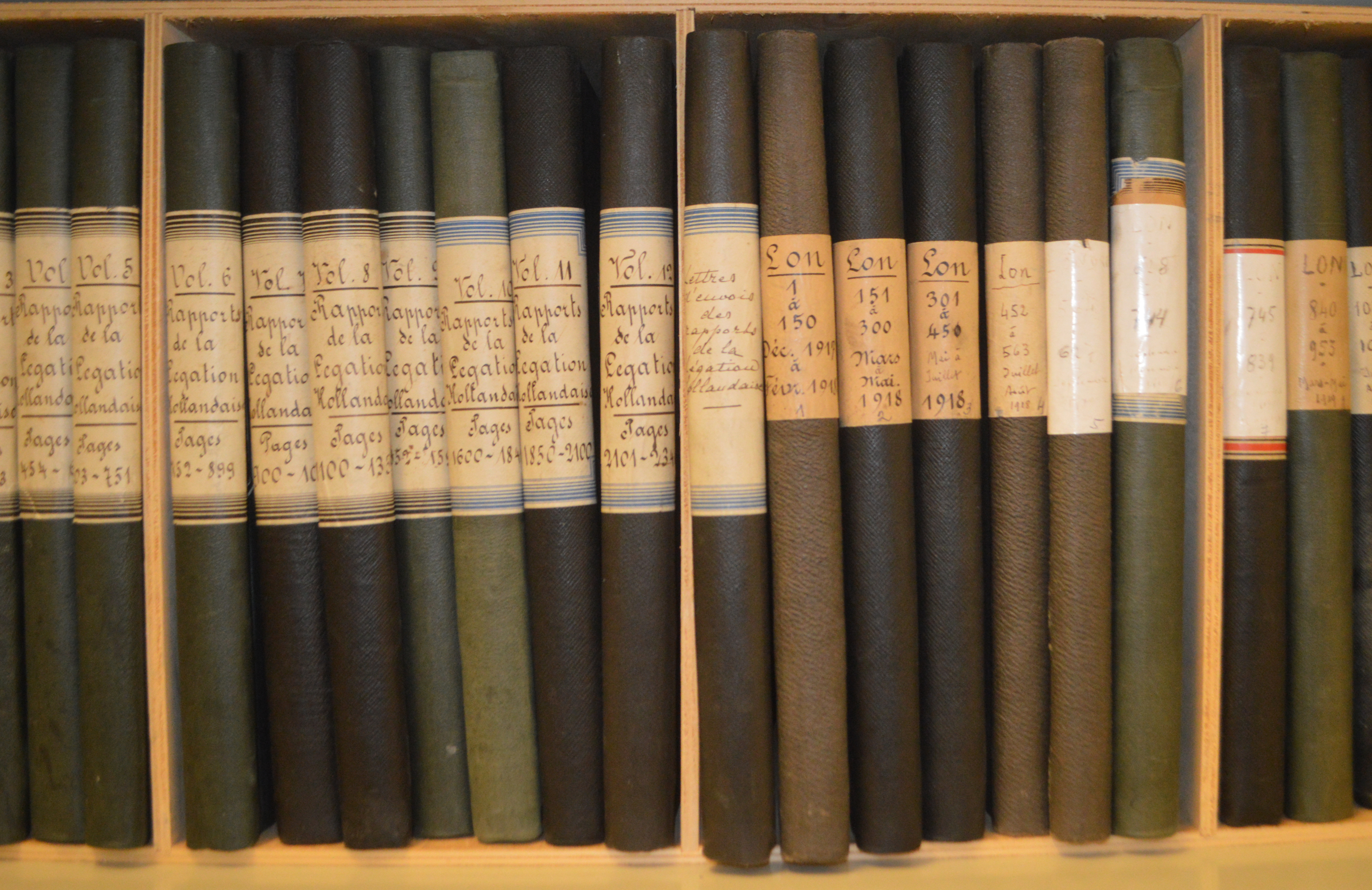
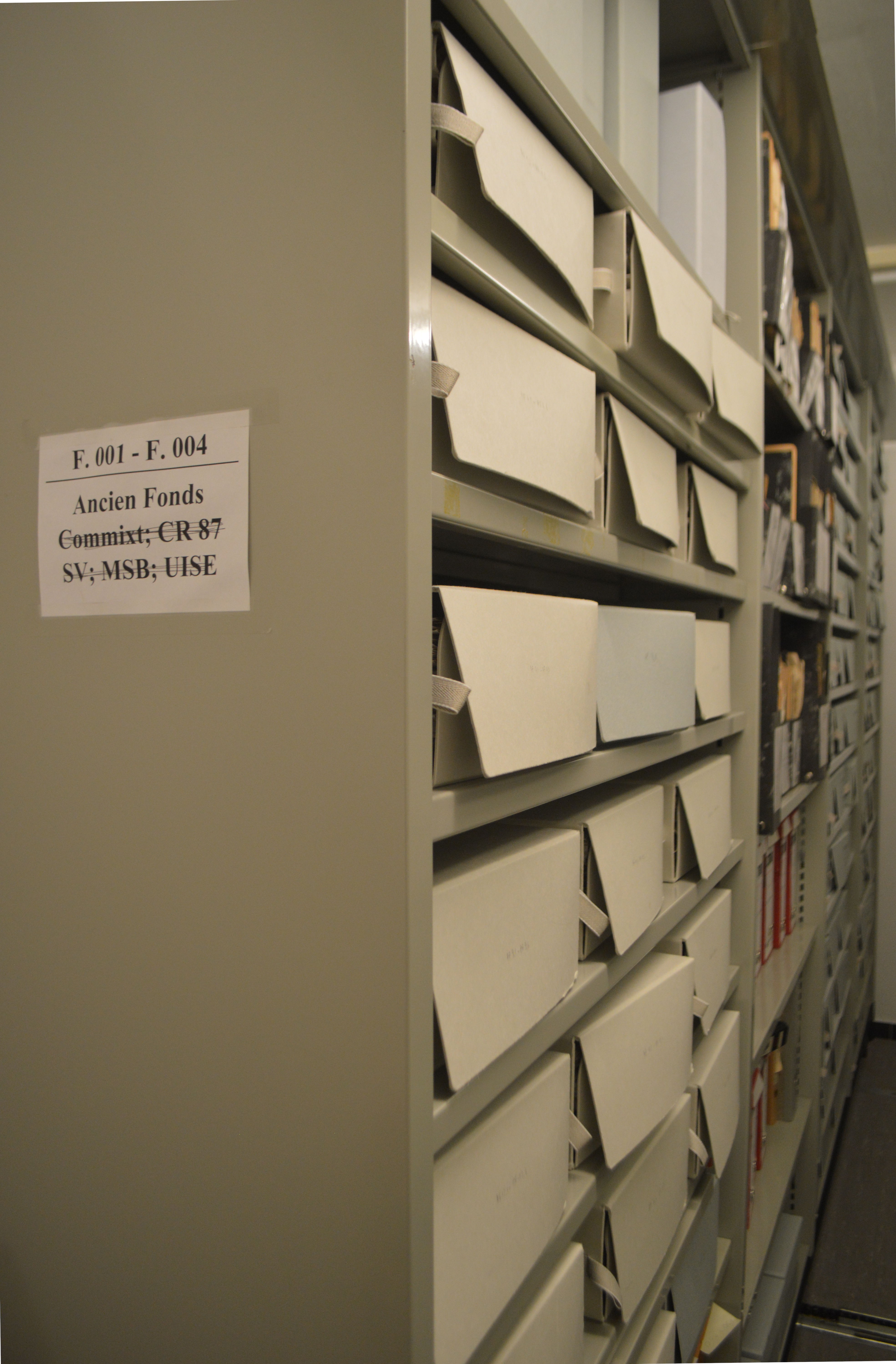
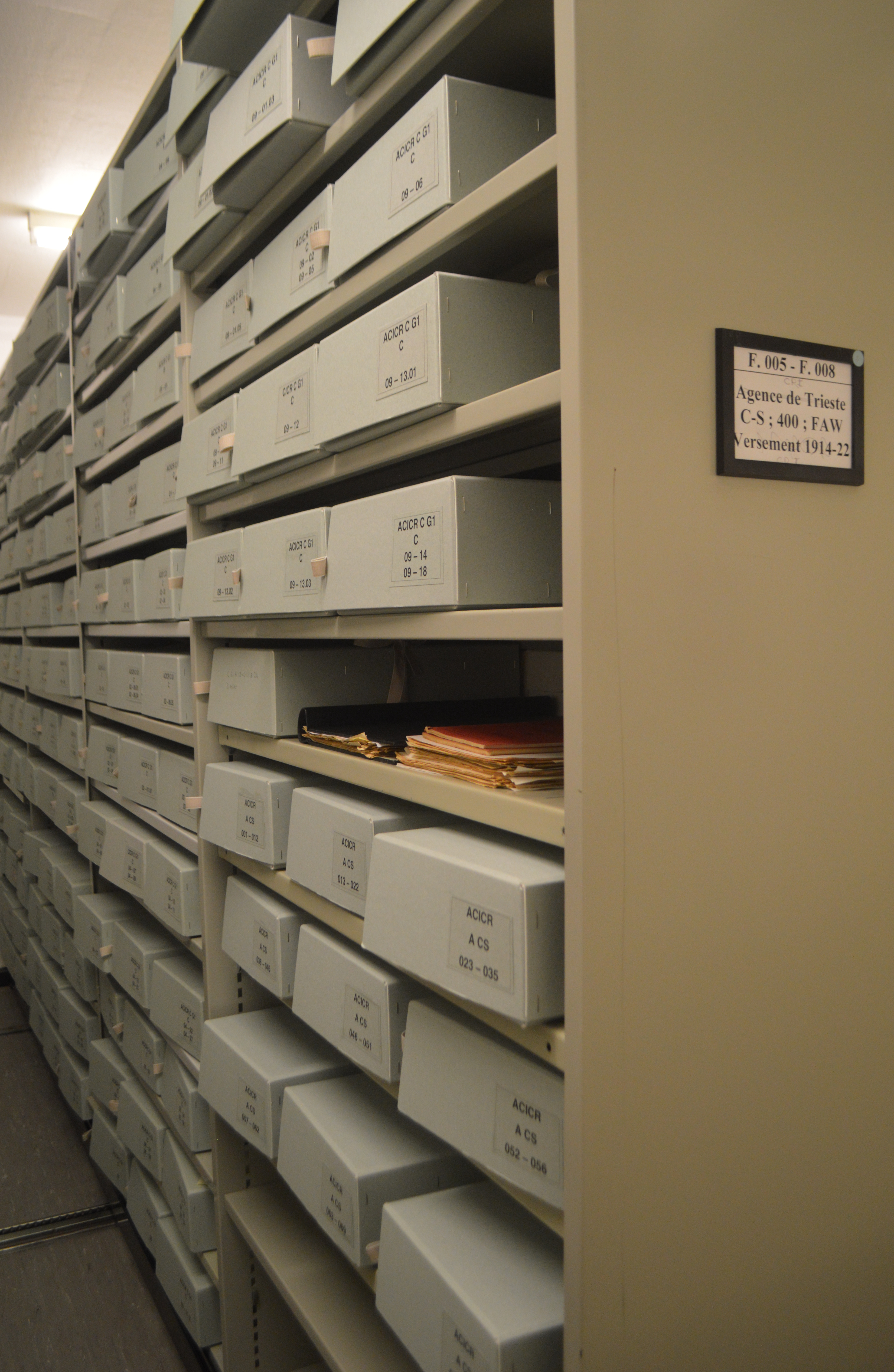
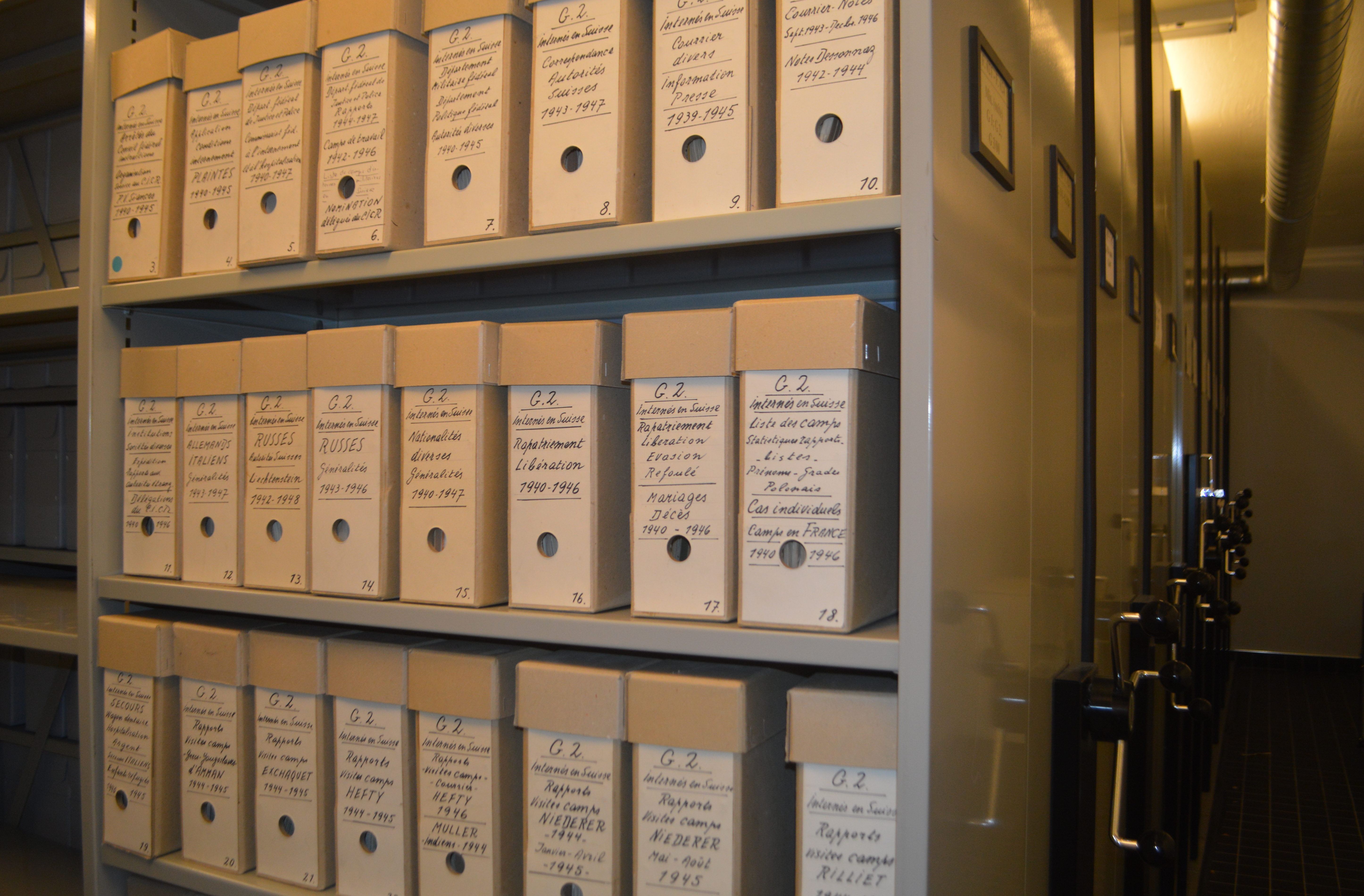
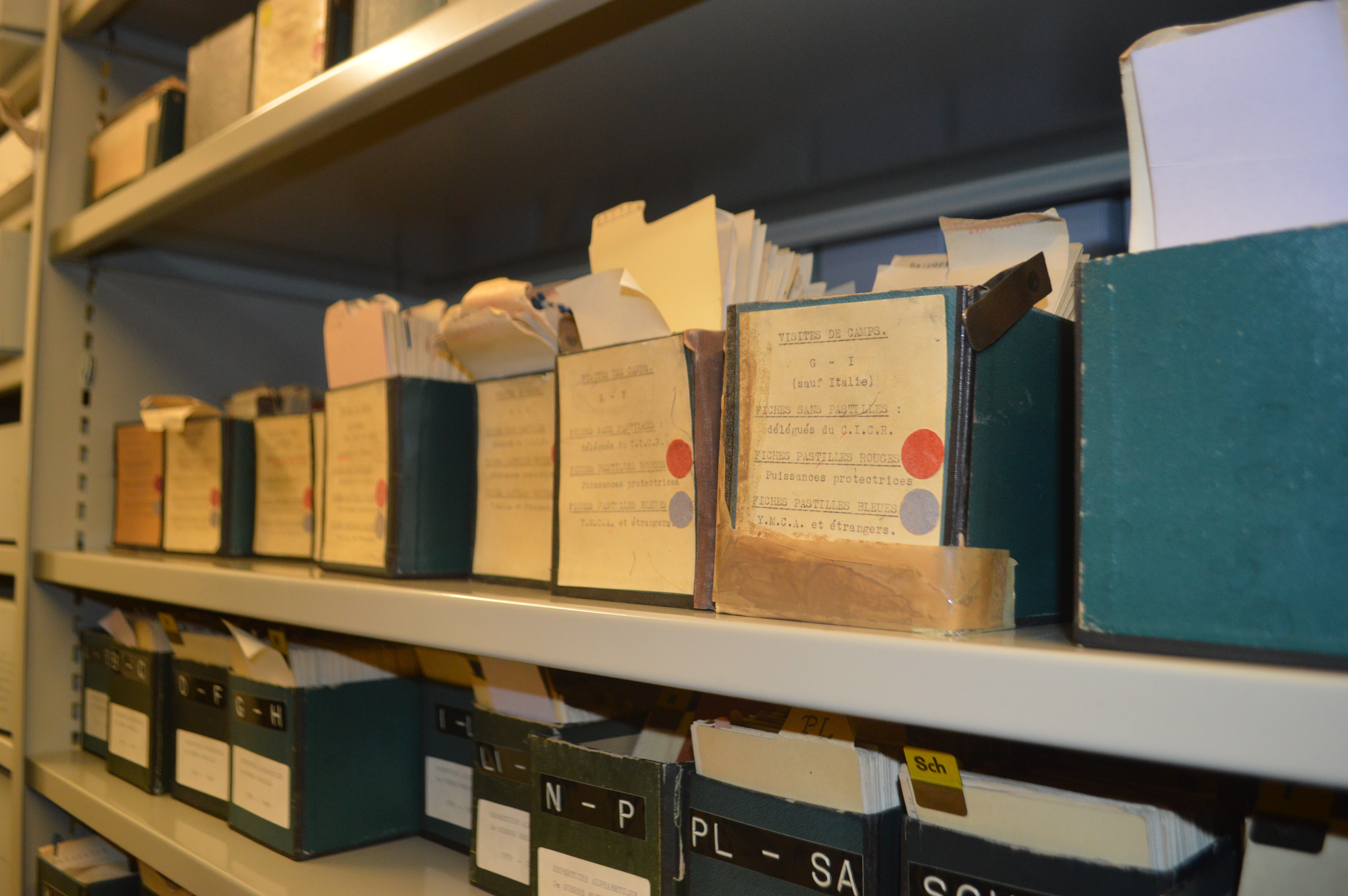
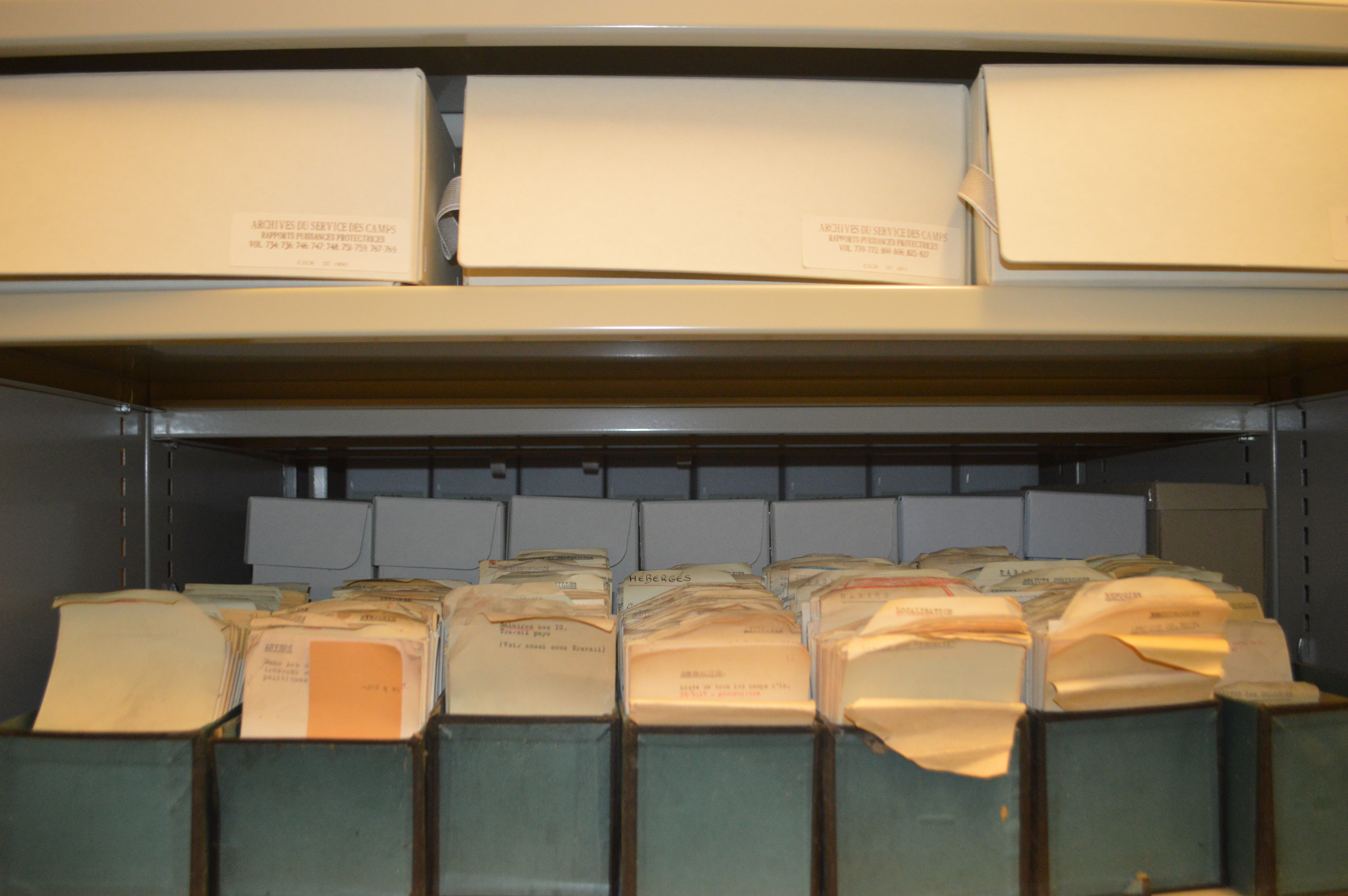
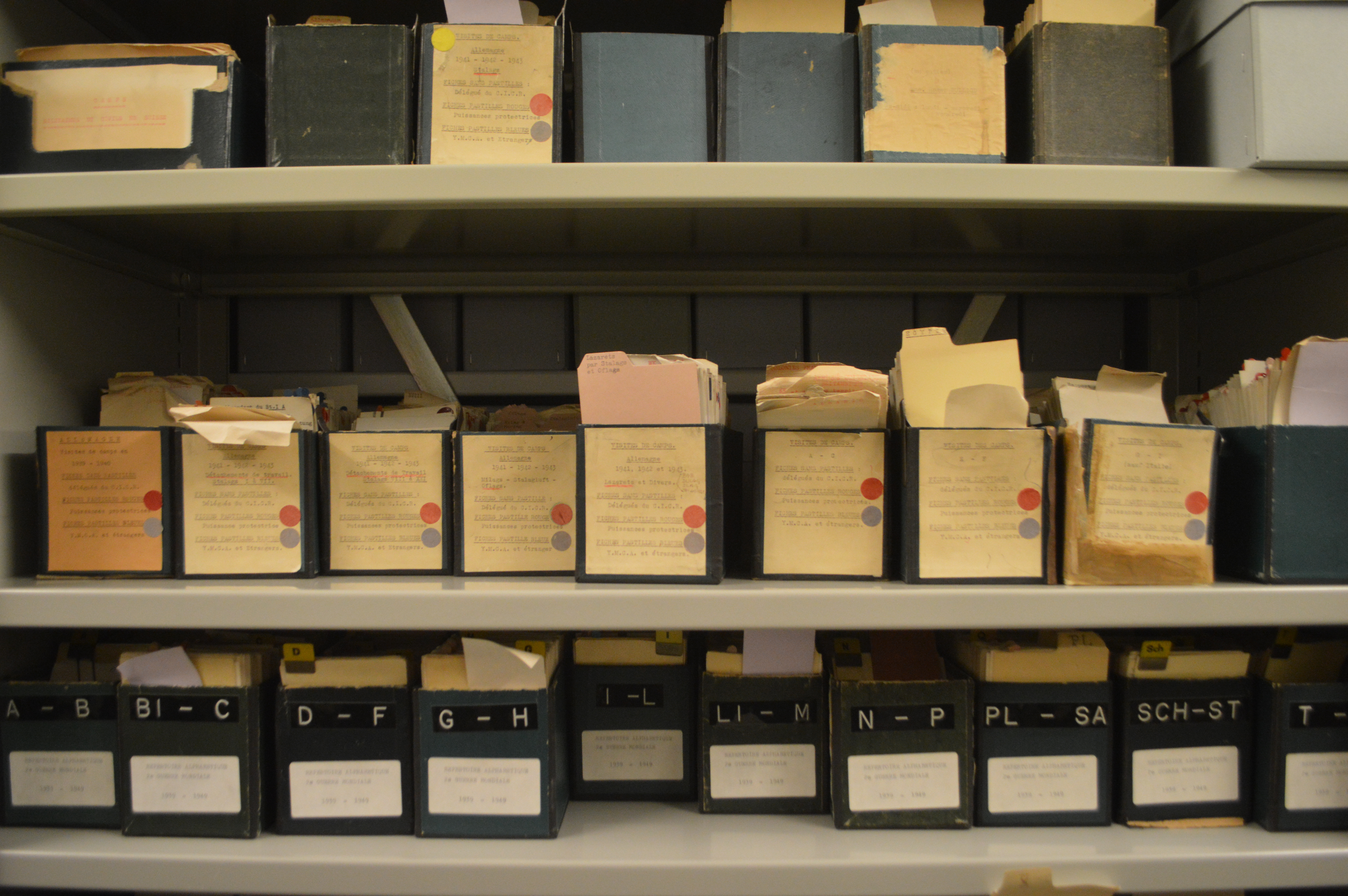
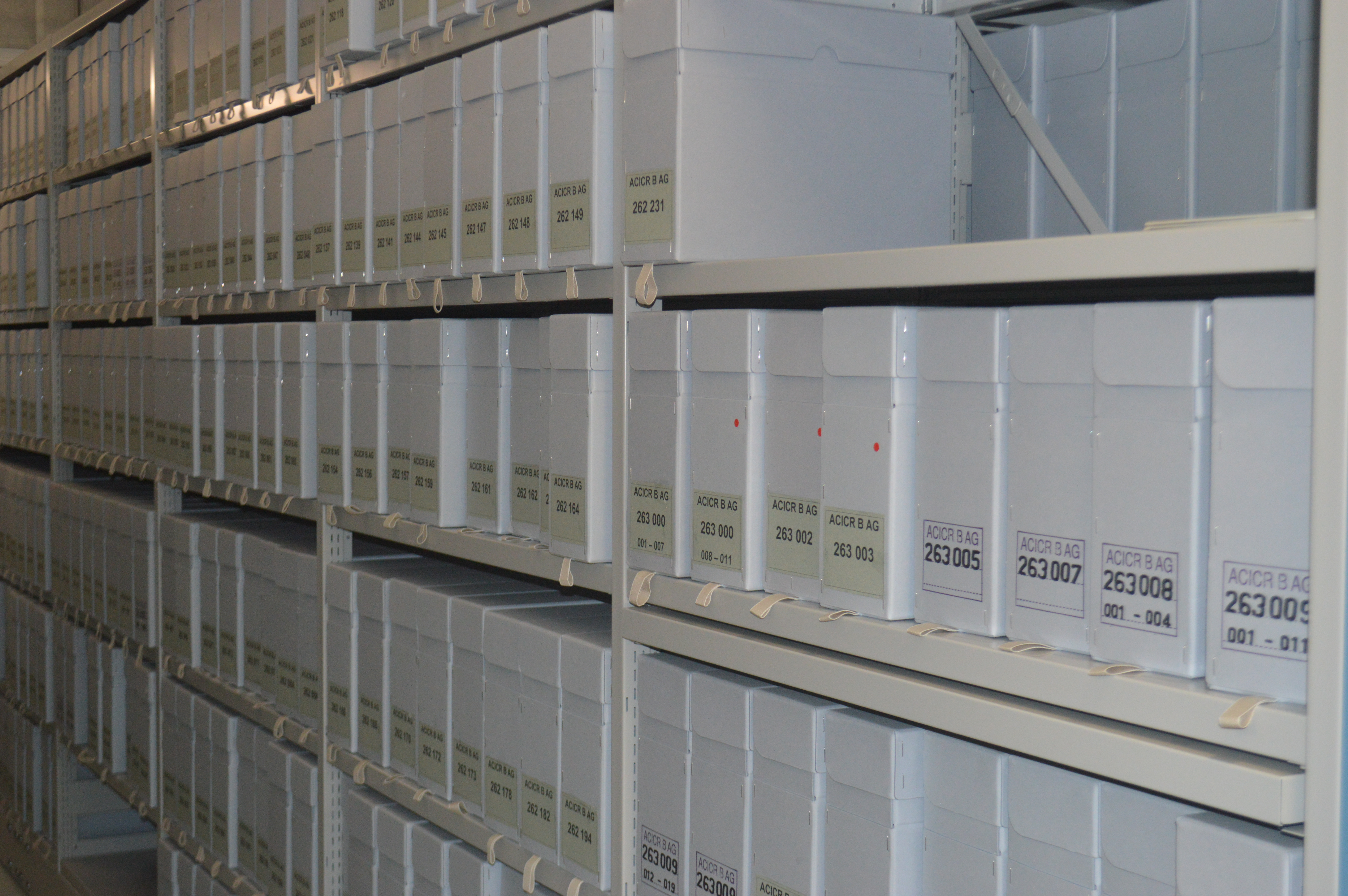
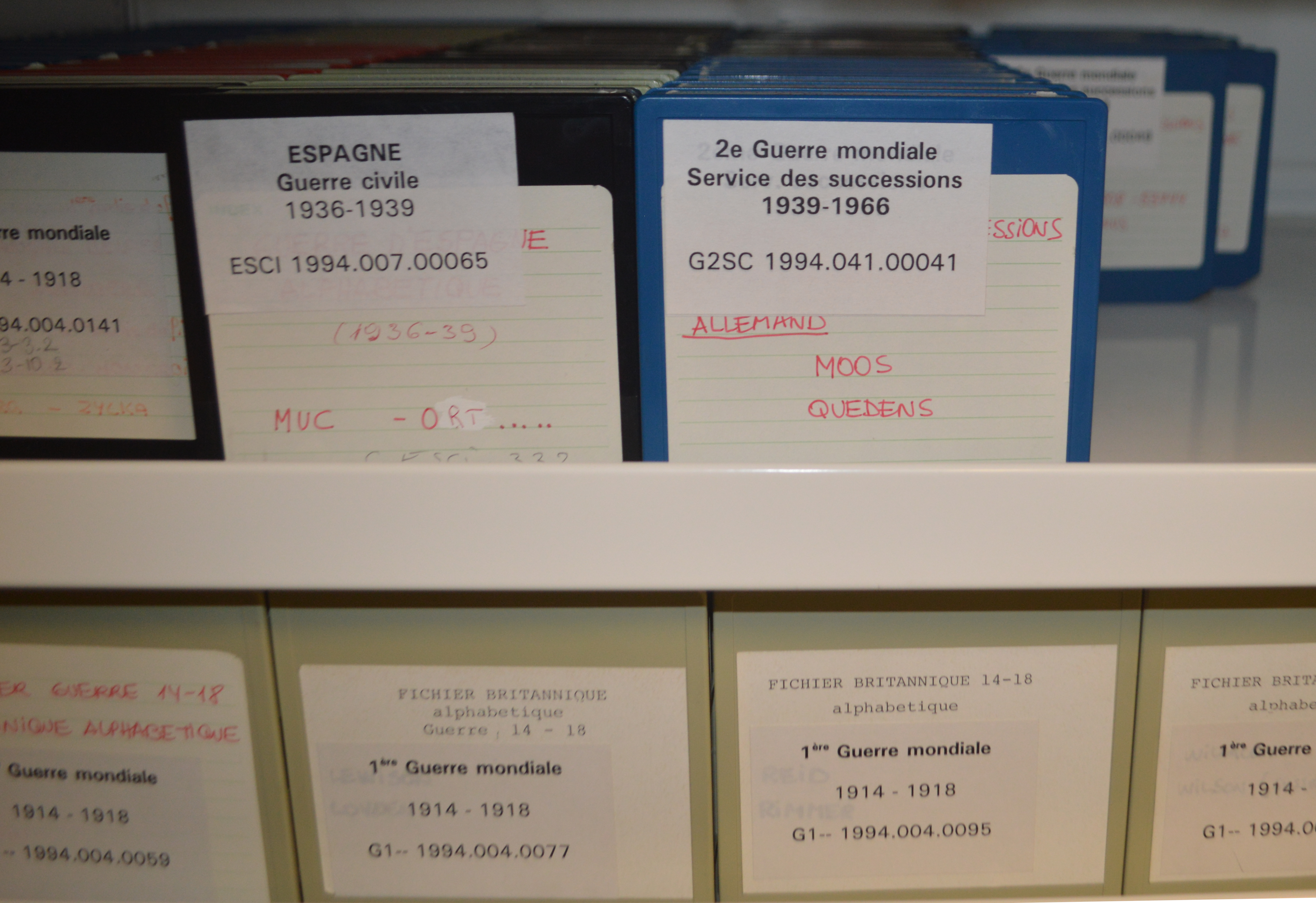
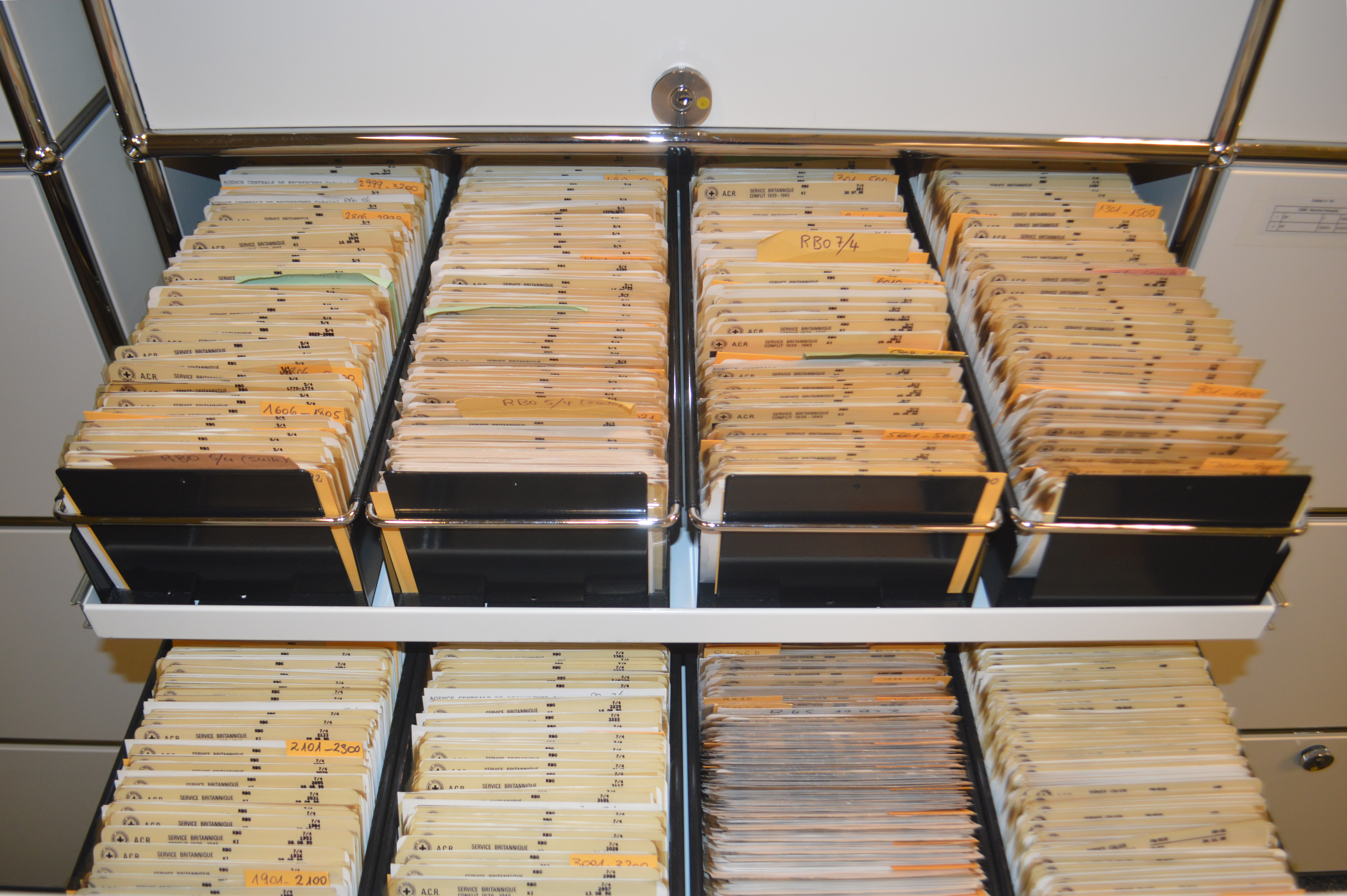
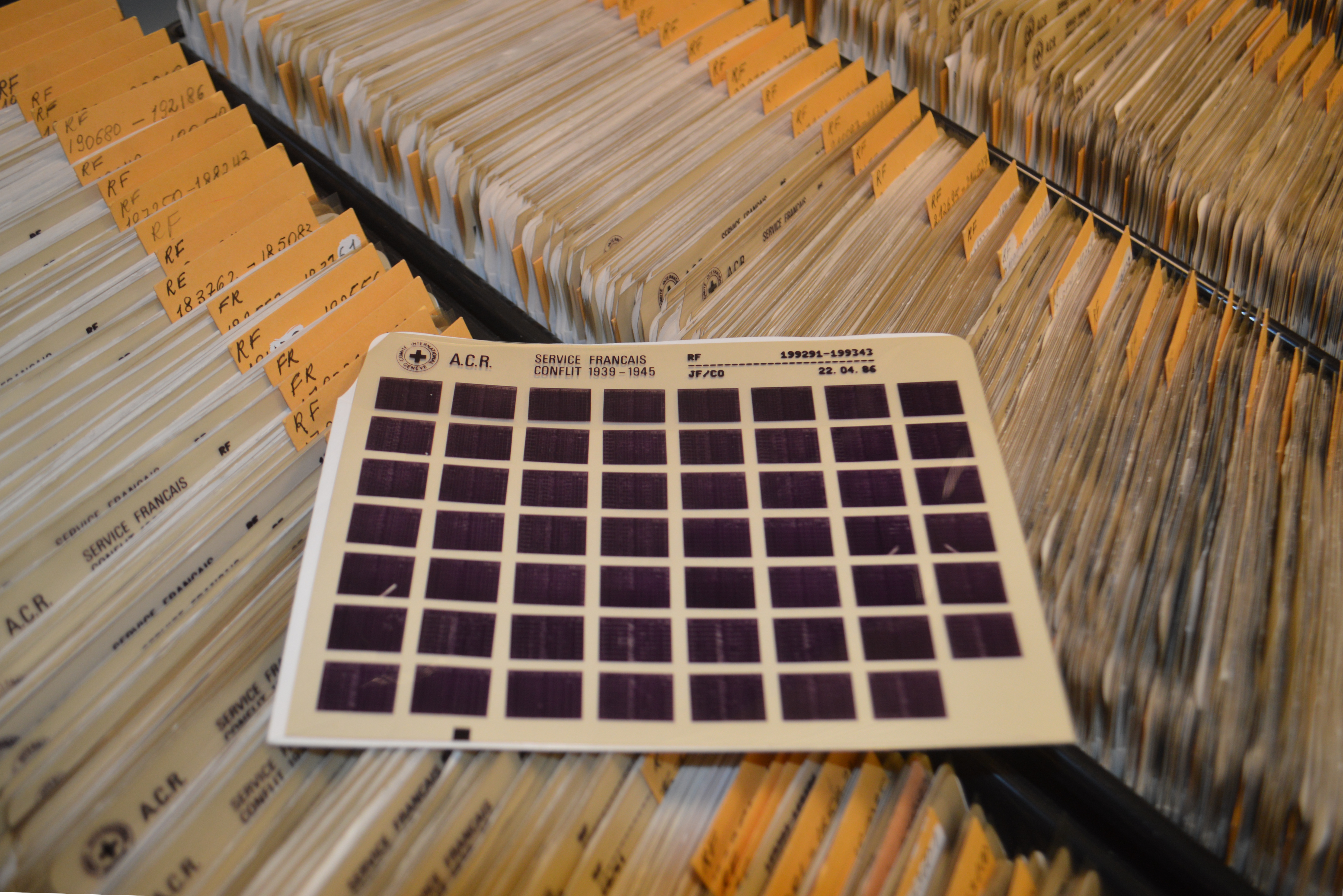
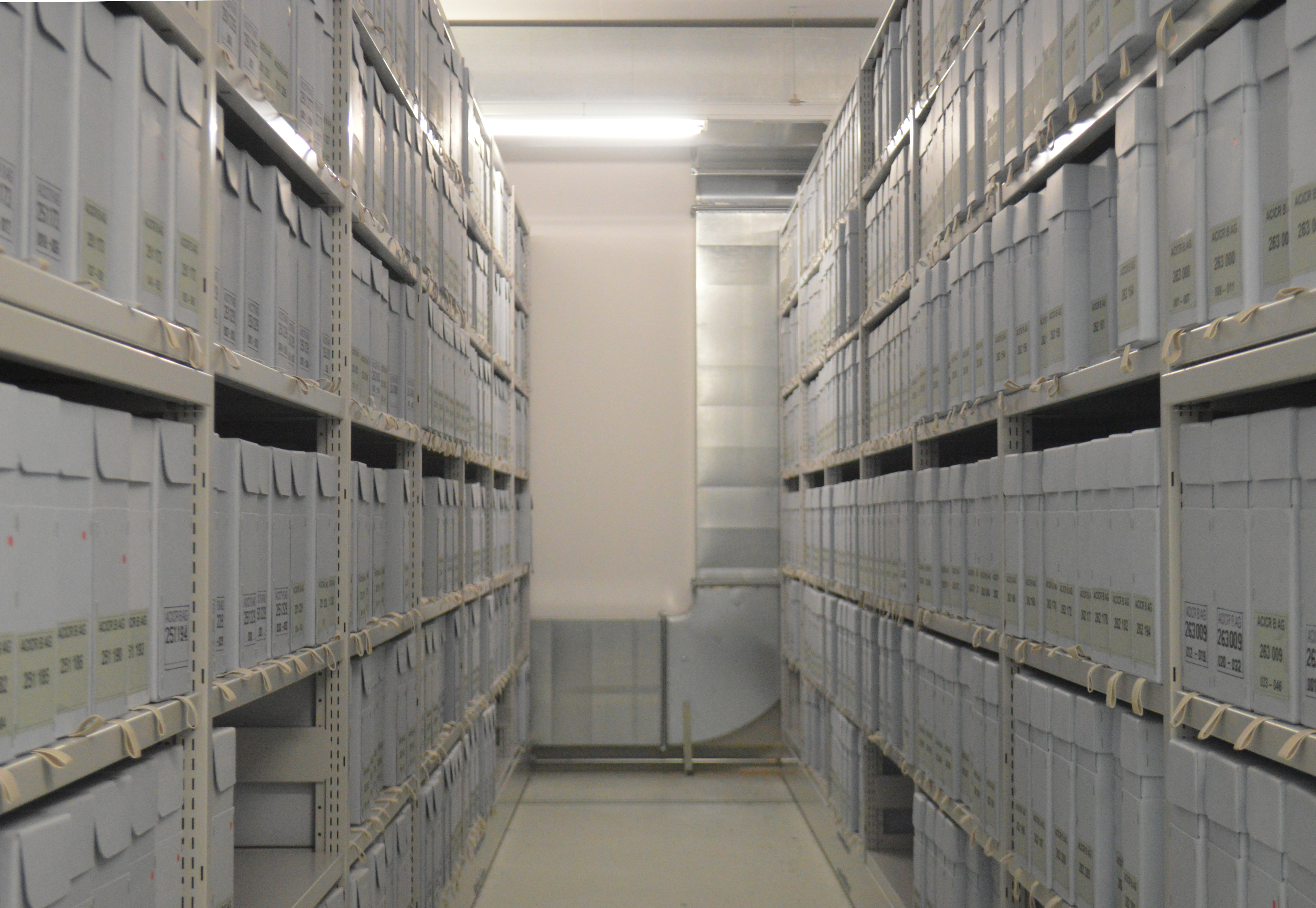
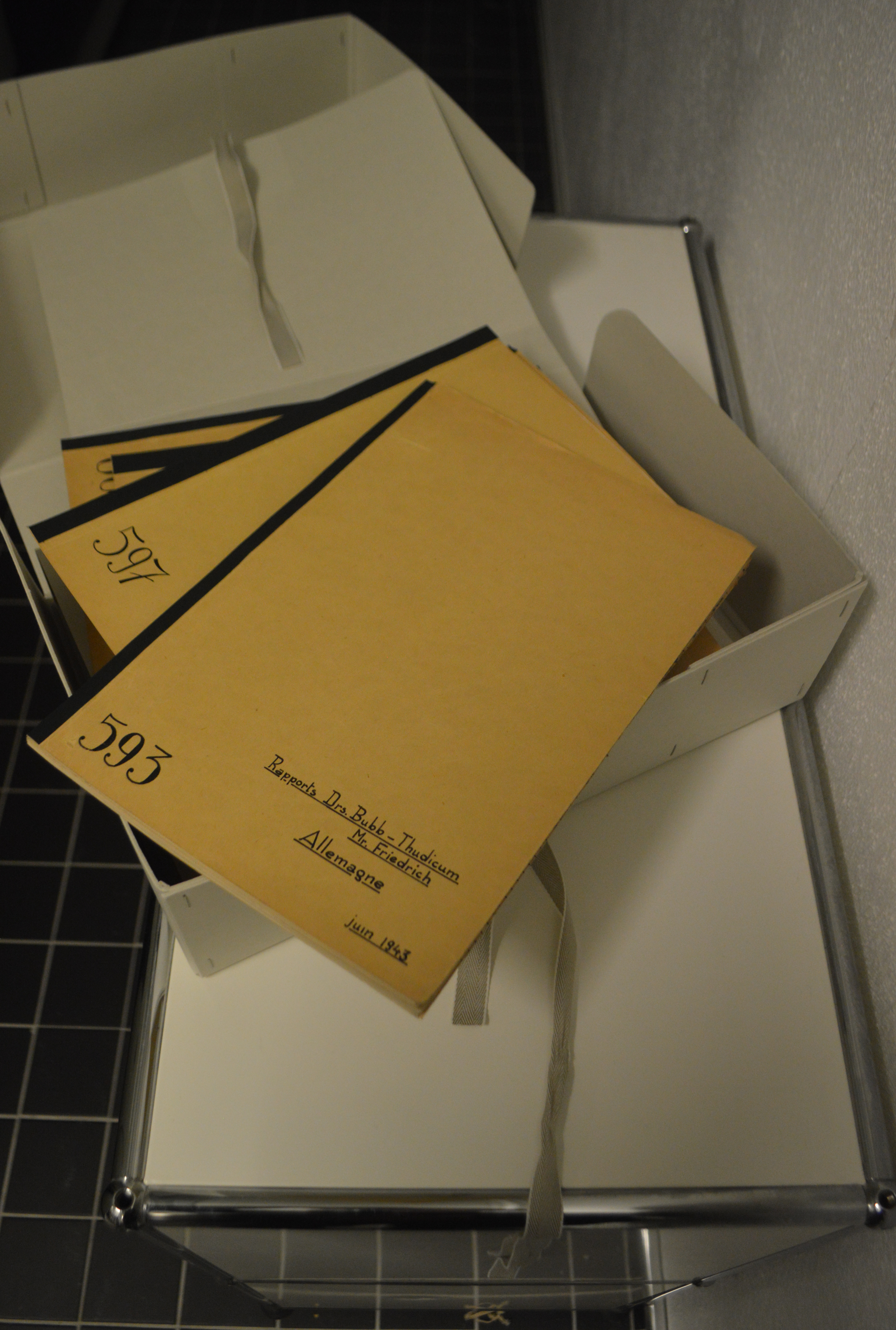

### Les archives non publiques de Satigny (depuis 2011)

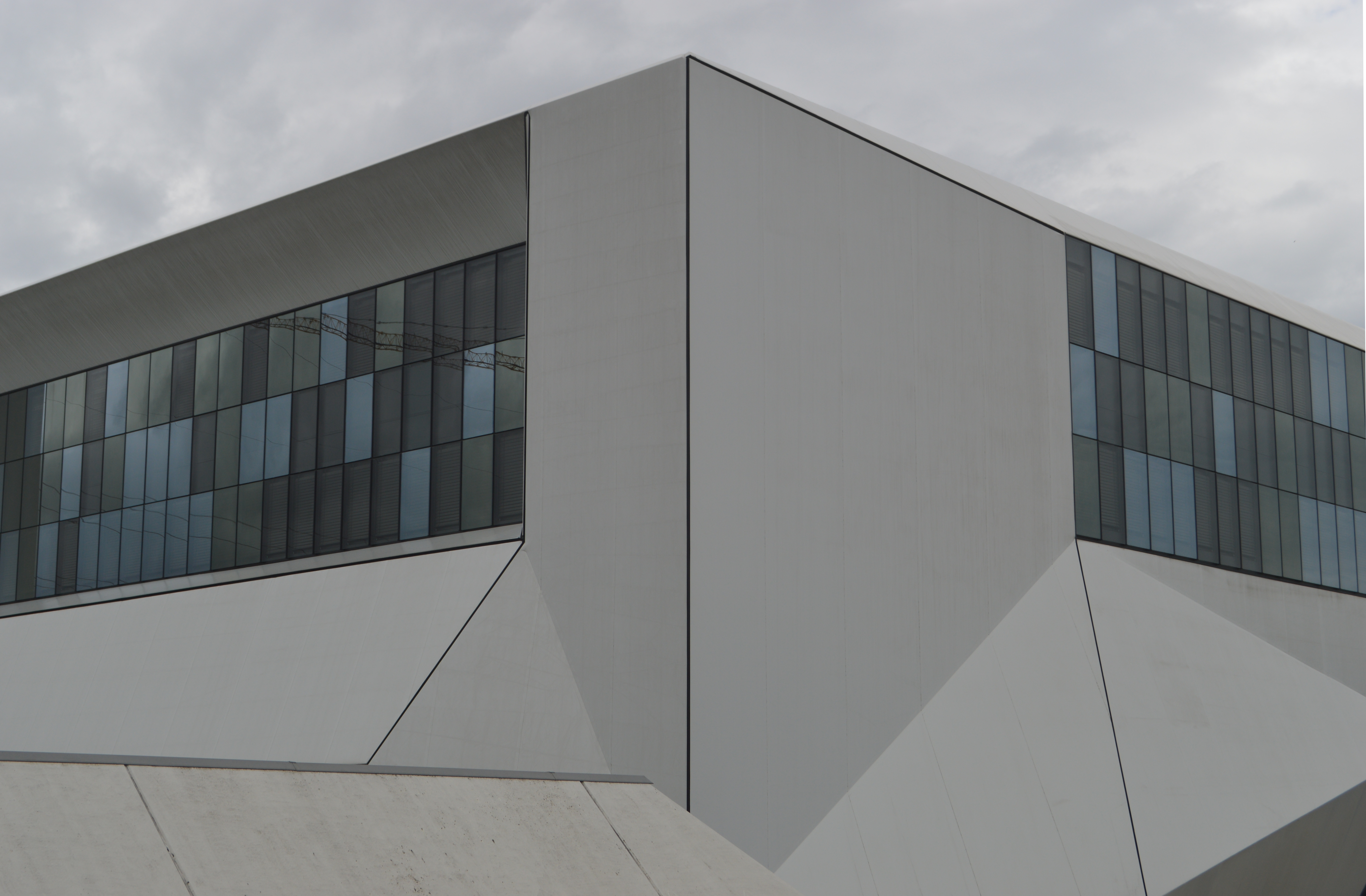
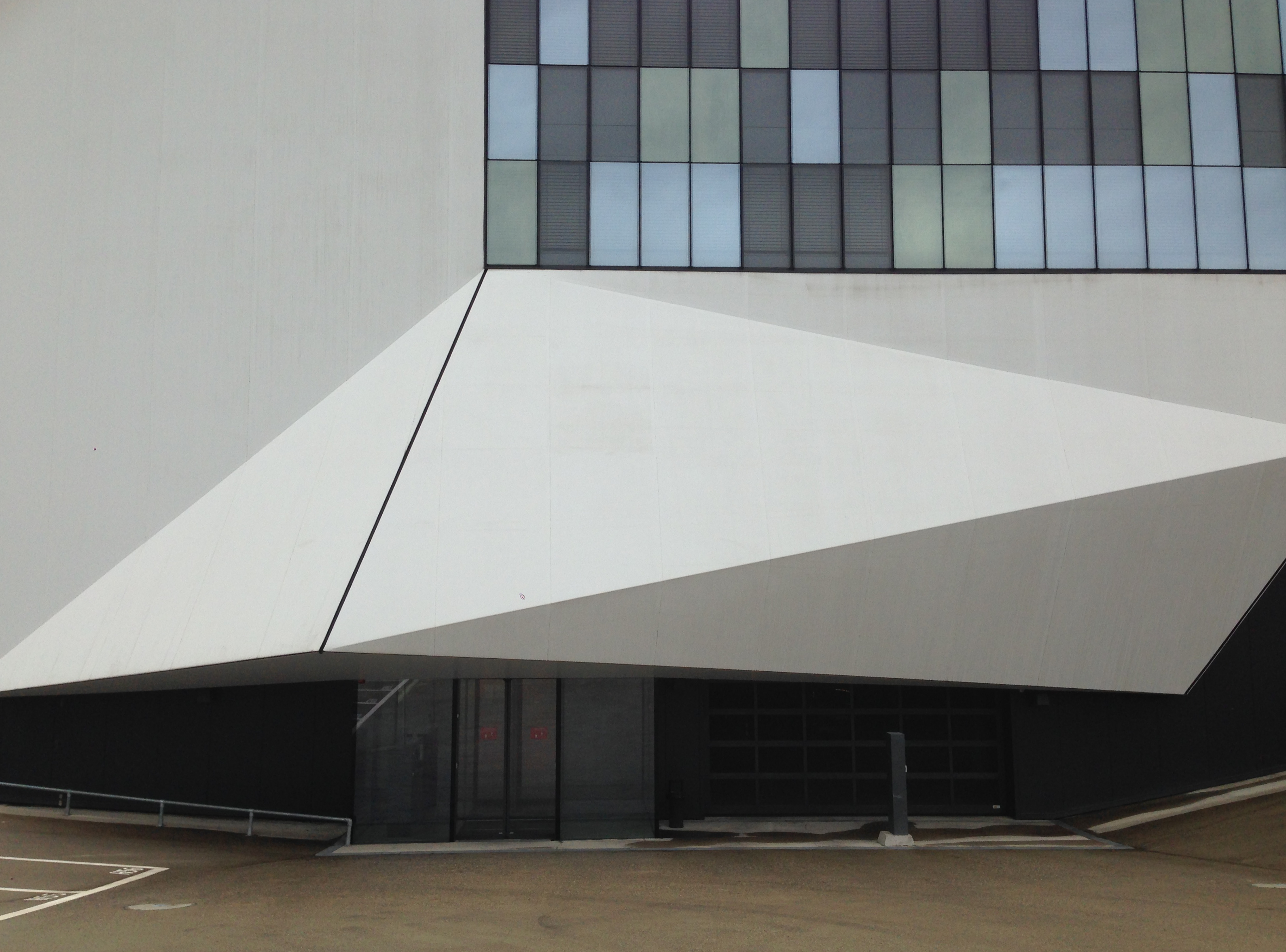
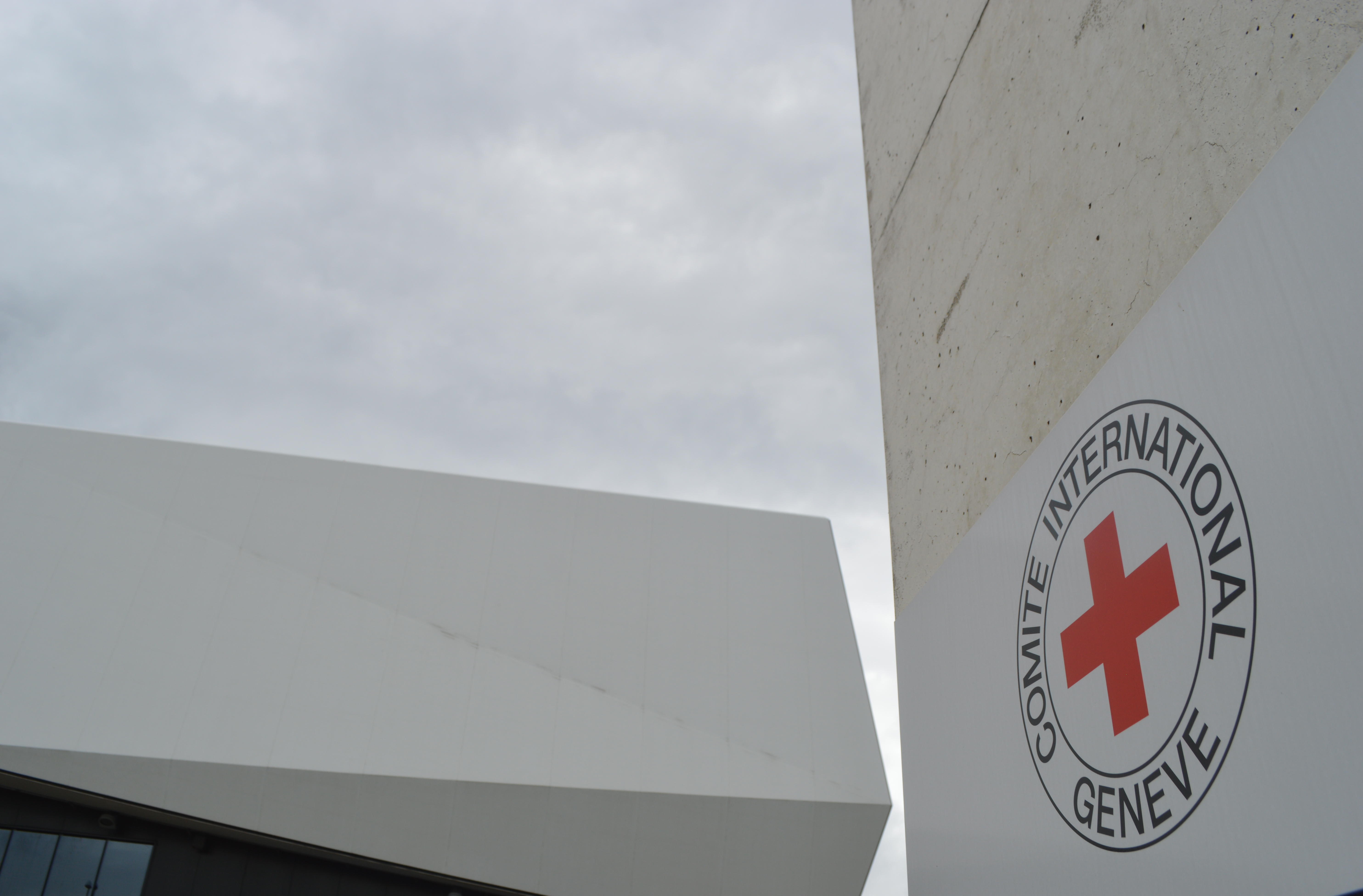
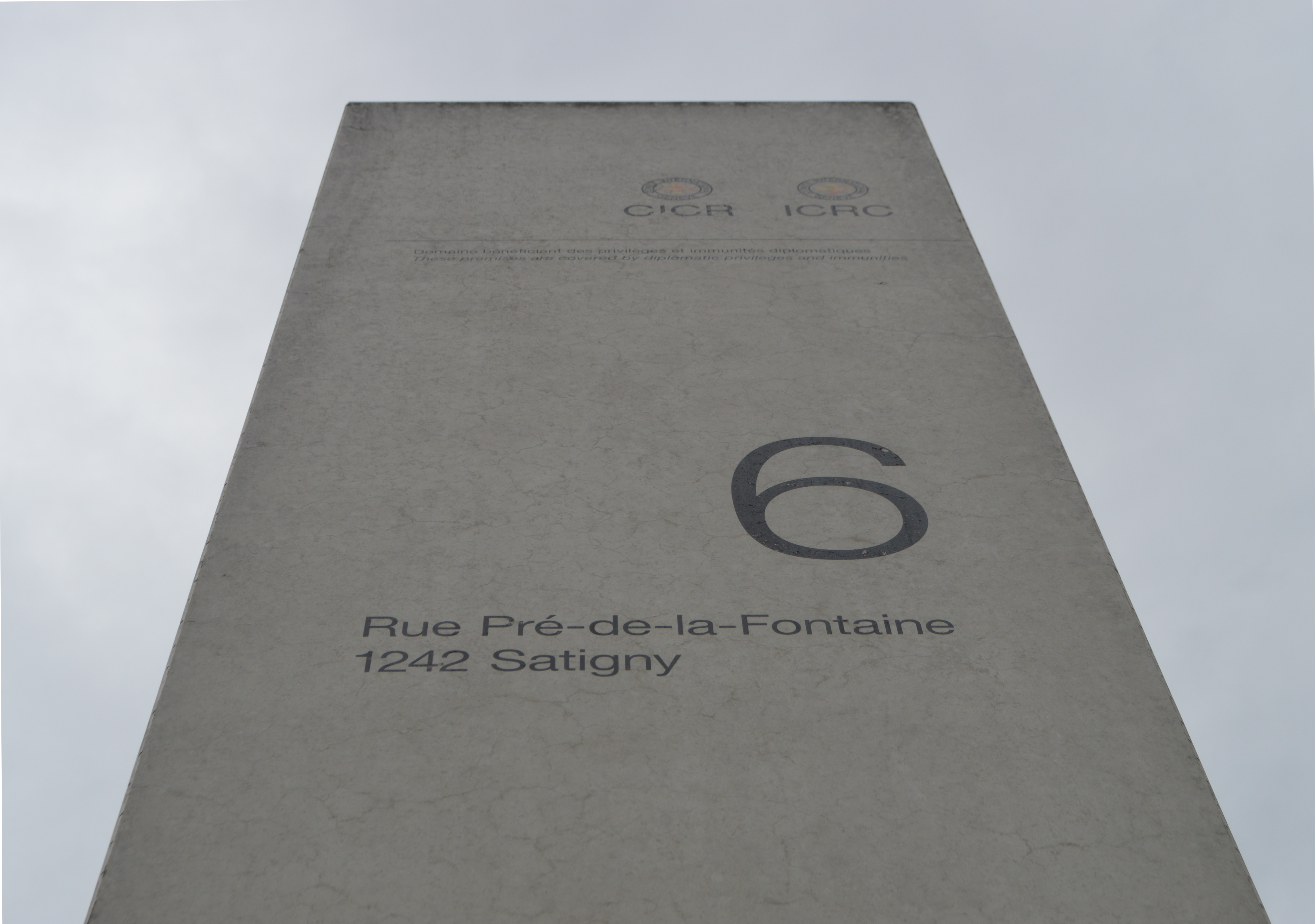
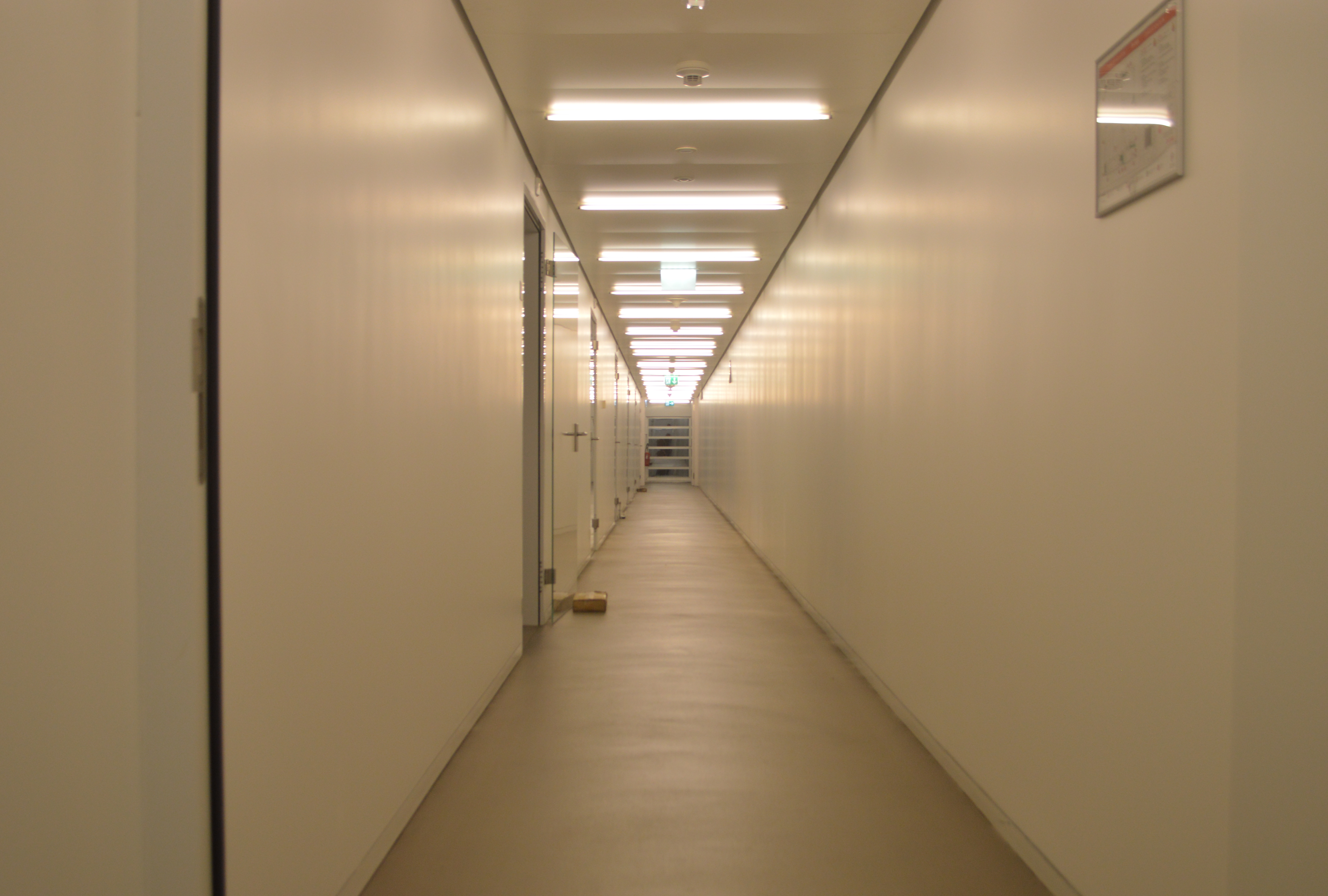
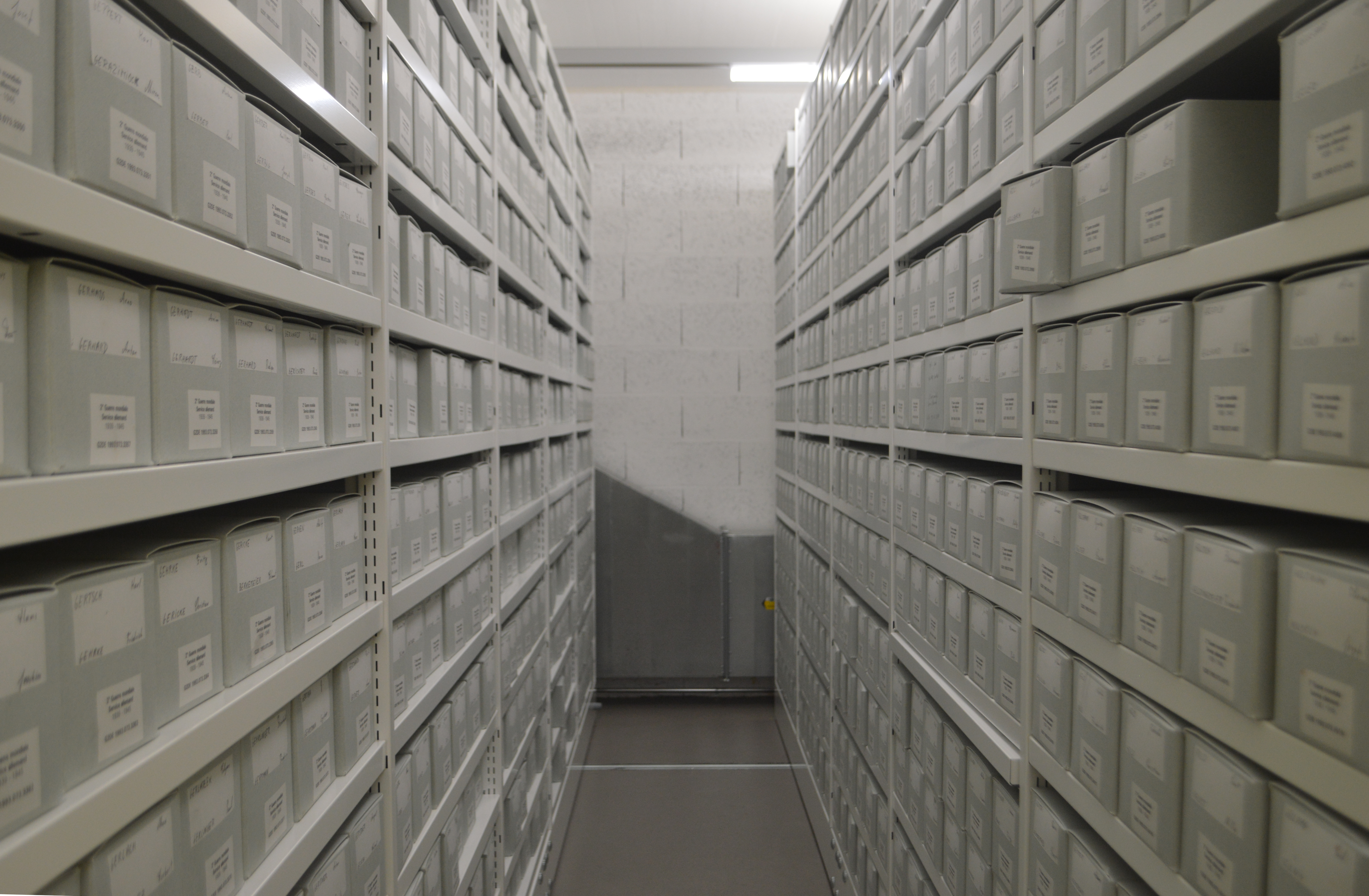
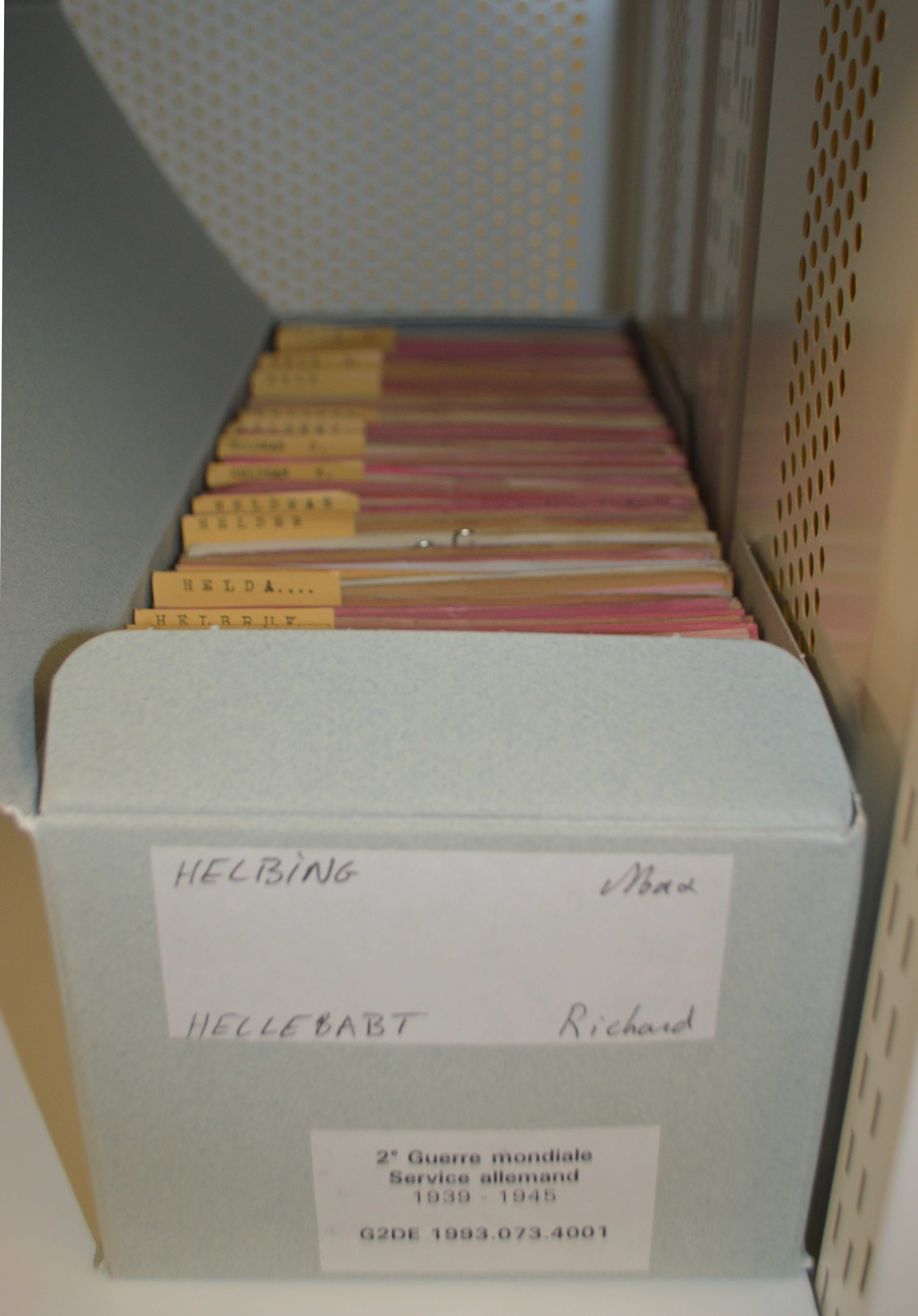